# 寶可夢動畫角色列表
寶可夢動畫角色列表，是東京電視台播放的动画系列《寵物小精靈系列》中登場的虛構人物列表。

## 登場時期界定
- 放送局

註：旅途系列為目前日本播出中作品，中文地區進度代理未公開之角色名稱皆為暫譯。

### 「小智」時期
- 無印：關都聯盟篇（石英聯盟）、橘子群島篇、城都聯盟篇
- 超世代：豐緣聯盟（香港：芳緣聯盟）篇、對戰開拓區篇
- 鑽石&珍珠：神奧聯盟篇
- 超級願望：合眾聯盟篇、Season 2（東合眾章、Episode N、Da！（杰可羅拉冒險章））
- XY：卡洛斯聯盟篇、XY&Z篇
- 太陽&月亮：阿羅拉地區，分為三段
- 旅途：旅途篇（梦幻计划、世界錦標賽）
- 旅途 目標是寶可夢大師：小智、皮卡丘的冒險旅途最終章

### 「莉可與羅伊」時期
- 地平線：莉可與羅伊踏上旅途篇、太樂巴戈斯的光輝篇、太晶化初登場篇、烈空坐之升龍崛起篇、超級電壓篇

## 登場總表
| 1997年-1999年  | 1998年                                 | 1998年 | 1999年 | 1999年 | 1999年 | 1999年-2000年 | 2000年 | 2000年 | 2000年–2001年 | 2001年 | 2001年 | 2001年-2002年 | 2002年 | 2002年 | 2002年-2003年 | 2003年 | 2003年 | 2003年-2004年 | 2004年 | 2004年-2005年 | 2004年-2005年 | 2005年 | 2005年-2006年 | 2006年 | 2006年-2007年 | 2007年 | 2007年-2008年 | 2008年 | 2008年-2009年 | 2009年 | 2010年 | 2010年 | 2010年-2011年 | 2011年 | 2011年-2012年 | 2012年 | 2012年 | 2012年-2013年 | 2013年 | 2013年 | 2013年 | 2014年 | 2013年-2015年 | 2014年 | 2015年 | 2015年 | 2015年-2016年 | 2016年 | 2016年 | 2016年-2017年 | 2017年 | 2017年-2018年 | 2018年 | 2018年-2019年 | 2019年 | 2019年-2022年 | 2020年 | 2023年 | 2023年 | 2023年-2024年 | 2024年 | 2024年-2025年 | 2025年 | 2000年 | 2001年 | 2002年-2004年 | 2004年-2020年 | 2004年-2011年 | 2006年 | 2010年 | 2014年-2015年 | 2012年 | 2014年 | 2019年 | 2013年 | 2016年 | 2020年 |      |  |  |  |  |  |  |  |  |  |
| 主人公         |                                        |        |        |        |        |               |        |        |               |        |        |               |        |        |               |        |        |               |        |               |               |        |               |        |               |        |               |        |               |        |        |        |               |        |               |        |        |               |        |        |        |        |               |        |        |        |               |        |        |               |        |               |        |               |        |               |        |        |        |               |        |               |        |        |        |               |               |               |        |        |               |        |        |        |        |        |        |      |  |  |  |  |  |  |  |  |  |
| 小智           | 寶可夢！就決定是你了！                 | 主要   | 再會   | 主要   | 主要   | 再會          | 主要   | 主要   | 再會          | 主要   | 主要   |               | 主要   | 主要   |               | 主要   | 主要   |               | 主要   | 主要          | 主要          | 主要   | 主要          | 主要   | 主要          | 主要   | 主要          | 主要   | 主要          | 主要   | 主要   | 主要   | 主要          | 主要   | 主要          | 主要   | 主要   |               | 主要   | 主要   |        | 主要   |               |        | 主要   | 主要   |               | 主要   | 主要   | 主要          |        | 主要          | 主要   | 主要          | 主要   | 主要          | 主要   | 主要   | 主要   | 主要          |        |               |        |        |        | 主要          |               |               | 主要   |        | 主要          |        |        |        |        |        |        |      |  |  |  |  |  |  |  |  |  |
| 小智的皮卡丘   | 寶可夢！就決定是你了！                 | 主要   | 主要   | 主要   | 主要   | 主要          | 主要   | 主要   | 主要          | 主要   | 主要   | 主要          | 主要   | 主要   | 主要          | 主要   | 主要   | 主要          | 主要   | 主要          | 主要          | 主要   | 主要          | 主要   | 主要          | 主要   | 主要          | 主要   | 主要          | 主要   | 主要   | 主要   | 主要          | 主要   | 主要          | 主要   | 主要   | 主要          | 主要   | 主要   | 主要   | 主要   |               |        | 主要   | 主要   | 主要          | 主要   | 主要   | 主要          |        | 主要          | 主要   | 主要          | 主要   | 主要          | 主要   | 主要   | 主要   | 主要          |        |               |        |        |        | 主要          |               |               | 主要   | 主要   | 主要          |        |        |        |        |        |        |      |  |  |  |  |  |  |  |  |  |
| 小霞           | 寶可夢！就決定是你了！                 | 主要   | 再會   | 主要   | 主要   | 再會          | 主要   | 主要   | 再會          | 主要   | 主要   |               | 主要   | 主要   |               | 主要   |        |               |        | 再會          |               | 再會   | 再會          |        | 客串          |        | 客串          |        |               |        |        |        |               |        |               |        |        |               |        |        |        | 客串   |               |        |        |        |               |        |        |               |        | 再會          | 客串   |               |        | 再會          | 主要   | 客串   |        | 主要          |        |               |        |        |        | 主要          |               | 主要          |        |        | 主要          |        |        |        |        | 再會   | 客串   |      |  |  |  |  |  |  |  |  |  |
| 小剛           | 深灰市的決戰！                         | 主要   | 再會   | 主要   | 再會   |               | 客串   | 主要   | 再會          | 主要   | 主要   |               | 主要   | 主要   |               | 主要   | 主要   |               | 主要   | 主要          | 主要          | 主要   | 主要          | 主要   | 主要          | 主要   | 主要          | 主要   | 主要          | 主要   | 主要   | 主要   | 主要          | 主要   |               |        |        |               |        | 客串   |        |        | 主要          |        |        |        |               |        |        |               |        | 再會          | 客串   |               |        | 再會          | 主要   | 再會   |        | 主要          |        |               |        |        |        | 主要          |               | 主要          | 再會   |        | 主要          |        |        |        |        | 再會   | 再會   |      |  |  |  |  |  |  |  |  |  |
| 小建           | 拯救拉普拉斯                           |        |        |        | 主要   |               | 主要   | 客串   |               | 客串   | 客串   |               |        | 客串   |               |        | 客串   |               |        |               |               |        |               | 客串   | 客串          |        | 客串          |        |               |        |        |        |               |        | 客串          |        |        |               |        | 客串   |        |        |               |        |        |        |               |        |        |               |        |               | 客串   |               |        |               |        | 客串   |        | 再會          |        |               |        |        |        |               |               |               | 主要   |        | 客串          |        |        |        |        |        |        |      |  |  |  |  |  |  |  |  |  |
| 小遙           | 新的大地！新的冒險！！                 |        |        |        |        |               |        |        |               |        |        |               |        |        |               |        | 主要   |               | 主要   | 主要          | 主要          | 主要   | 主要          | 主要   | 主要          | 主要   |               |        | 再會          |        |        |        |               |        |               |        |        |               |        | 客串   |        |        |               |        |        |        |               |        |        |               |        |               | 客串   |               |        |               |        | 客串   |        |               |        |               |        |        |        |               |               |               |        |        | 主要          |        |        |        | 主要   |        |        |      |  |  |  |  |  |  |  |  |  |
| 小勝           | 橙華道館 對抗過動猿！                  |        |        |        |        |               |        |        |               |        |        |               |        |        |               |        | 主要   |               | 主要   | 主要          | 主要          | 主要   | 主要          | 主要   | 主要          | 主要   |               |        | 客串          |        |        |        |               |        |               |        |        |               |        | 客串   |        |        |               |        |        |        |               |        |        |               |        |               | 客串   |               |        |               |        | 客串   |        |               |        |               |        |        |        |               |               |               |        |        | 主要          |        |        |        |        |        |        |      |  |  |  |  |  |  |  |  |  |
| 小光           | 出發！雙葉鎮到真砂鎮！                 |        |        |        |        |               |        |        |               |        |        |               |        |        |               |        |        |               |        |               |               |        |               |        |               |        | 主要          | 主要   | 主要          | 主要   | 主要   | 主要   | 主要          | 主要   |               |        | 再會   |               |        | 客串   |        |        |               |        |        |        |               |        |        |               |        |               | 客串   |               |        |               |        | 再會   |        |               |        |               |        |        |        |               |               |               | 再會   |        |               |        |        |        |        |        |        |      |  |  |  |  |  |  |  |  |  |
| 艾莉絲         | 前往合眾地方！捷克羅姆的身影！！       | ——     | ——     | ——     | ——     | ——            | ——     | ——     | ——            | ——     | ——     | ——            | ——     | ——     | ——            | ——     | ——     | ——            | ——     | ——            | ——            | ——     | ——            | ——     | ——            | ——     | ——            | ——     | ——            | ——     | ——     | ——     | ——            | ——     | 主要          | 主要   | 主要   |               | 主要   | 主要   |        | 主要   |               | 主要   |        |        |               |        |        |               | 客串   |               | 客串   |               |        |               |        | 再會   |        |               |        |               |        |        |        |               |               |               | 再會   |        |               |        |        |        |        | 再會   |        | 再會 |  |  |  |  |  |  |  |  |  |
| 天桐           | 三曜道館！VS爆香猴、冷水猴、花椰猴！！ |        |        |        |        |               |        |        |               |        |        |               |        |        |               |        |        |               |        |               |               |        |               |        |               |        |               |        |               |        |        |        |               |        | 主要          | 主要   | 主要   |               | 主要   | 主要   |        | 主要   | 主要          |        |        |        |               |        |        |               | 主要   |               | 客串   |               |        |               |        | 客串   |        | 再會          |        |               |        |        |        |               |               |               | 再會   |        |               |        |        |        |        | 客串   |        |      |  |  |  |  |  |  |  |  |  |
| 莎莉娜         | 抵達卡洛斯地方！夢想和冒險的開始！！   |        |        |        |        |               |        |        |               |        |        |               |        |        |               |        |        |               |        |               |               |        |               |        |               |        |               |        |               |        |        |        |               |        |               |        |        |               |        |        |        |        |               |        | 主要   | 主要   |               | 主要   | 主要   | 主要          |        |               | 客串   |               |        |               |        | 再會   |        |               |        |               |        |        |        |               |               |               | 再會   |        |               |        |        |        |        |        |        |      |  |  |  |  |  |  |  |  |  |
| 希特隆         | 抵達卡洛斯地方！夢想和冒險的開始！！   |        |        |        |        |               |        |        |               |        |        |               |        |        |               |        |        |               |        |               |               |        |               |        |               |        |               |        |               |        |        |        |               |        |               |        |        |               |        |        |        |        |               |        | 主要   | 主要   |               | 主要   | 主要   | 主要          | 主要   |               | 客串   |               |        |               |        | 再會   |        |               |        |               |        |        |        |               |               |               | 再會   |        |               |        |        |        |        |        |        |      |  |  |  |  |  |  |  |  |  |
| 柚麗嘉         | 抵達卡洛斯地方！夢想和冒險的開始！！   |        |        |        |        |               |        |        |               |        |        |               |        |        |               |        |        |               |        |               |               |        |               |        |               |        |               |        |               |        |        |        |               |        |               |        |        |               |        |        |        |        |               |        | 主要   | 主要   |               | 主要   | 主要   | 主要          | 主要   |               | 客串   |               |        |               |        | 再會   |        |               |        |               |        |        |        |               |               |               | 再會   |        |               |        |        |        |        |        |        |      |  |  |  |  |  |  |  |  |  |
| 莉莉艾         | 阿羅拉！最初的島嶼和最初的寶可夢們！！ |        |        |        |        |               |        |        |               |        |        |               |        |        |               |        |        |               |        |               |               |        |               |        |               |        |               |        |               |        |        |        |               |        |               |        |        |               |        |        |        |        |               |        |        |        |               |        |        |               |        | 主要          |        | 主要          |        | 主要          |        | 再會   |        |               |        |               |        |        |        |               |               |               |        |        |               |        |        |        |        | 客串   |        |      |  |  |  |  |  |  |  |  |  |
| 卡奇           | 阿羅拉！最初的島嶼和最初的寶可夢們！！ |        |        |        |        |               |        |        |               |        |        |               |        |        |               |        |        |               |        |               |               |        |               |        |               |        |               |        |               |        |        |        |               |        |               |        |        |               |        |        |        |        |               |        |        |        |               |        |        |               |        | 主要          |        | 主要          |        | 主要          |        | 再會   |        |               |        |               |        |        |        |               |               |               |        |        |               |        |        |        |        |        |        |      |  |  |  |  |  |  |  |  |  |
| 瑪奧           | 阿羅拉！最初的島嶼和最初的寶可夢們！！ |        |        |        |        |               |        |        |               |        |        |               |        |        |               |        |        |               |        |               |               |        |               |        |               |        |               |        |               |        |        |        |               |        |               |        |        |               |        |        |        |        |               |        |        |        |               |        |        |               |        | 主要          |        | 主要          |        | 主要          |        | 再會   |        |               |        |               |        |        |        |               |               |               |        |        |               |        |        |        |        |        |        |      |  |  |  |  |  |  |  |  |  |
| 水蓮           | 阿羅拉！最初的島嶼和最初的寶可夢們！！ |        |        |        |        |               |        |        |               |        |        |               |        |        |               |        |        |               |        |               |               |        |               |        |               |        |               |        |               |        |        |        |               |        |               |        |        |               |        |        |        |        |               |        |        |        |               |        |        |               |        | 主要          |        | 主要          |        | 主要          |        | 再會   |        |               |        |               |        |        |        |               |               |               |        |        |               |        |        |        |        |        |        |      |  |  |  |  |  |  |  |  |  |
| 馬瑪內         | 阿羅拉！最初的島嶼和最初的寶可夢們！！ |        |        |        |        |               |        |        |               |        |        |               |        |        |               |        |        |               |        |               |               |        |               |        |               |        |               |        |               |        |        |        |               |        |               |        |        |               |        |        |        |        |               |        |        |        |               |        |        |               |        | 主要          |        | 主要          |        | 主要          |        | 再會   |        |               |        |               |        |        |        |               |               |               |        |        |               |        |        |        |        |        |        |      |  |  |  |  |  |  |  |  |  |
| 小春           | 皮卡丘誕生！                           |        |        |        |        |               |        |        |               |        |        |               |        |        |               |        |        |               |        |               |               |        |               |        |               |        |               |        |               |        |        |        |               |        |               |        |        |               |        |        |        |        |               |        |        |        |               |        |        |               |        |               |        |               |        |               |        | 主要   |        |               |        |               |        |        |        |               |               |               |        |        |               |        |        |        |        |        |        |      |  |  |  |  |  |  |  |  |  |
| 莉可           | 啟程的墜飾 前篇                        |        |        |        |        |               |        |        |               |        |        |               |        |        |               |        |        |               |        |               |               |        |               |        |               |        |               |        |               |        |        |        |               |        |               |        |        |               |        |        |        |        |               |        |        |        |               |        |        |               |        |               |        |               |        |               |        |        |        |               | 主要   | 主要          | 主要   | 主要   | 主要   |               |               |               |        |        |               |        |        |        |        |        |        |      |  |  |  |  |  |  |  |  |  |
| 羅伊           | 漂流來的寶物                           |        |        |        |        |               |        |        |               |        |        |               |        |        |               |        |        |               |        |               |               |        |               |        |               |        |               |        |               |        |        |        |               |        |               |        |        |               |        |        |        |        |               |        |        |        |               |        |        |               |        |               |        |               |        |               |        |        |        |               | 主要   | 主要          | 主要   | 主要   | 主要   |               |               |               |        |        |               |        |        |        |        |        |        |      |  |  |  |  |  |  |  |  |  |
| 小點           | 啟程的墜飾 前篇                        |        |        |        |        |               |        |        |               |        |        |               |        |        |               |        |        |               |        |               |               |        |               |        |               |        |               |        |               |        |        |        |               |        |               |        |        |               |        |        |        |        |               |        |        |        |               |        |        |               |        |               |        |               |        |               |        |        |        |               | 主要   | 主要          | 主要   | 主要   | 主要   |               |               |               |        |        |               |        |        |        |        |        |        |      |  |  |  |  |  |  |  |  |  |
| 烏爾特         | 再一次，向著廣闊的天空啟程 前篇        |        |        |        |        |               |        |        |               |        |        |               |        |        |               |        |        |               |        |               |               |        |               |        |               |        |               |        |               |        |        |        |               |        |               |        |        |               |        |        |        |        |               |        |        |        |               |        |        |               |        |               |        |               |        |               |        |        |        |               |        |               |        |        | 主要   |               |               |               |        |        |               |        |        |        |        |        |        |      |  |  |  |  |  |  |  |  |  |
| 健太           | 雷公雷的傳說                           |        |        |        |        |               |        |        |               |        |        |               |        |        |               |        |        |               |        |               |               |        |               |        |               |        |               |        |               |        |        |        |               |        |               |        |        |               |        |        |        |        |               |        |        |        |               |        |        |               |        |               |        |               |        |               |        |        |        |               |        |               |        |        |        | 主要          |               |               |        |        |               |        |        |        |        |        |        |      |  |  |  |  |  |  |  |  |  |
| 瑪麗娜         | 雷公雷的傳說                           |        |        |        |        |               |        |        |               |        |        |               |        |        |               |        |        |               |        |               |               |        |               |        |               |        | 再會          |        |               |        |        |        |               |        |               |        |        |               |        |        |        |        |               |        |        |        |               |        |        |               |        |               |        |               |        |               |        |        |        |               |        |               |        |        |        | 主要          |               |               |        |        |               |        |        |        |        |        |        |      |  |  |  |  |  |  |  |  |  |
| 勁敵           |                                        |        |        |        |        |               |        |        |               |        |        |               |        |        |               |        |        |               |        |               |               |        |               |        |               |        |               |        |               |        |        |        |               |        |               |        |        |               |        |        |        |        |               |        |        |        |               |        |        |               |        |               |        |               |        |               |        |        |        |               |        |               |        |        |        |               |               |               |        |        |               |        |        |        |        |        |        |      |  |  |  |  |  |  |  |  |  |
| 小茂           | 神奇寶貝！就決定是你了！               | 再會   |        |        | 再會   |               |        | 再會   |               |        | 再會   |               |        | 再會   |               |        |        |               |        |               |               |        |               |        | 再會          |        | 再會          |        | 再會          |        | 再會   |        |               |        |               |        |        |               |        |        | 客串   |        |               |        |        |        |               |        |        |               |        |               |        |               |        |               |        | 再會   |        | 再會          |        |               |        |        |        |               |               |               |        |        |               |        |        |        |        |        |        |      |  |  |  |  |  |  |  |  |  |
| 阿弘           | 勁敵登場                               | 再會   |        |        | 客串   |               |        |        |               |        |        |               |        | 再會   |               |        |        |               |        |               |               |        |               |        |               |        |               |        |               |        |        |        |               |        |               |        |        |               |        |        |        |        |               |        |        |        |               |        |        |               |        |               |        |               |        |               |        | 客串   |        |               |        |               |        |        |        | 主要          |               |               |        |        |               |        |        |        |        |        |        |      |  |  |  |  |  |  |  |  |  |
| 葉越           | 狃拉與聖火                             |        |        |        |        |               |        |        |               |        |        |               |        | 再會   |               |        |        |               |        |               |               |        |               |        |               |        |               |        |               |        |        |        |               |        |               |        |        |               |        |        |        |        |               |        |        |        |               |        |        |               |        |               |        |               |        |               |        | 客串   |        |               |        |               |        |        |        |               |               |               |        |        |               |        |        |        |        |        |        |      |  |  |  |  |  |  |  |  |  |
| 政宗           | 勁敵登場！政宗與鐵啞鈴！！             |        |        |        |        |               |        |        |               |        |        |               |        |        |               |        |        |               |        |               |               | 再會   |               |        |               |        |               |        |               |        |        |        |               |        |               |        |        |               |        |        |        |        |               |        |        |        |               |        |        |               |        |               |        |               |        |               |        | 客串   |        |               |        |               |        |        |        |               |               |               |        |        |               |        |        |        |        |        |        |      |  |  |  |  |  |  |  |  |  |
| 哲也           | 抵達彩幽市！穿著長靴的喵喵！？         |        |        |        |        |               |        |        |               |        |        |               |        |        |               |        |        |               |        |               |               | 再會   |               |        |               |        |               |        |               |        |        |        |               |        |               |        |        |               |        |        |        |        |               |        |        |        |               |        |        |               |        |               |        |               |        |               |        | 客串   |        |               |        |               |        |        |        |               |               |               |        |        |               |        |        |        |        |        |        |      |  |  |  |  |  |  |  |  |  |
| 真司           | 尋找皮卡丘！202號道路！                |        |        |        |        |               |        |        |               |        |        |               |        |        |               |        |        |               |        |               |               |        |               |        |               |        | 再會          |        | 再會          |        | 再會   |        | 再會          |        |               |        |        |               |        |        |        |        |               |        |        |        |               |        |        |               |        |               |        |               |        |               |        | 再會   |        |               |        |               |        |        |        |               |               |               |        |        |               |        |        |        |        |        |        |      |  |  |  |  |  |  |  |  |  |
| 尚志           | 波加曼對含羞苞！小光的初次對戰！！     |        |        |        |        |               |        |        |               |        |        |               |        |        |               |        |        |               |        |               |               |        |               |        |               |        | 再會          |        |               |        |        |        | 再會          | 客串   |               |        |        |               |        |        |        |        |               |        |        |        |               |        |        |               |        |               |        |               |        |               |        | 客串   |        |               |        |               |        |        |        |               |               |               |        |        |               |        |        |        |        |        |        |      |  |  |  |  |  |  |  |  |  |
| 考平           | 全員參加！雙打對戰！！                 |        |        |        |        |               |        |        |               |        |        |               |        |        |               |        |        |               |        |               |               |        |               |        |               |        | 再會          |        | 再會          |        |        |        | 再會          | 客串   |               |        |        |               |        |        |        |        |               |        |        |        |               |        |        |               |        |               |        |               |        |               |        | 客串   |        |               |        |               |        |        |        |               |               |               |        |        |               |        |        |        |        |        |        |      |  |  |  |  |  |  |  |  |  |
| 阿馴           | 勁敵訓練家．阿馴登場！！               |        |        |        |        |               |        |        |               |        |        |               |        |        |               |        |        |               |        |               |               |        |               |        |               |        |               |        | 再會          |        | 再會   |        | 再會          | 客串   |               |        |        |               |        |        |        |        |               |        |        |        |               |        |        |               |        |               |        |               |        |               |        | 客串   |        |               |        |               |        |        |        |               |               |               |        |        |               |        |        |        | 再會   |        |        |      |  |  |  |  |  |  |  |  |  |
| 達克多         | 開幕！神奧聯盟・鈴蘭大會！！           |        |        |        |        |               |        |        |               |        |        |               |        |        |               |        |        |               |        |               |               |        |               |        |               |        |               |        |               |        |        |        | 再會          |        |               |        |        |               |        |        |        |        |               |        |        |        |               |        |        |               |        |               |        |               |        |               |        |        |        |               |        |               |        |        |        |               |               |               |        |        |               |        |        |        |        |        |        |      |  |  |  |  |  |  |  |  |  |
| 修帝           | 前往合眾地方！捷克羅姆的身影！！       |        |        |        |        |               |        |        |               |        |        |               |        |        |               |        |        |               |        |               |               |        |               |        |               |        |               |        |               |        |        |        |               |        | 再會          |        | 再會   |               |        | 再會   |        |        |               |        |        |        |               |        |        |               |        |               |        |               |        |               |        | 客串   |        |               |        |               |        |        |        |               |               |               |        |        |               |        |        |        |        |        |        |      |  |  |  |  |  |  |  |  |  |
| 白露           | 泡沫栗鼠有潔癖！？                     |        |        |        |        |               |        |        |               |        |        |               |        |        |               |        |        |               |        |               |               |        |               |        |               |        |               |        |               |        |        |        |               |        | 再會          |        | 再會   |               |        | 再會   |        |        |               |        |        |        |               |        |        |               |        |               |        |               |        |               |        | 客串   |        |               |        |               |        |        |        |               |               |               |        |        |               |        |        | 客串   |        |        |        |      |  |  |  |  |  |  |  |  |  |
| 肯尼洋         | 消失的扇貝貝！水水獺最大的危機！！     |        |        |        |        |               |        |        |               |        |        |               |        |        |               |        |        |               |        |               |               |        |               |        |               |        |               |        |               |        |        |        |               |        | 再會          |        | 再會   |               |        | 再會   |        |        |               |        |        |        |               |        |        |               |        |               |        |               |        |               |        | 客串   |        |               |        |               |        |        |        |               |               |               |        |        |               |        |        |        |        |        |        |      |  |  |  |  |  |  |  |  |  |
| 虎徹           | 道別與相遇的青少年盃！                 |        |        |        |        |               |        |        |               |        |        |               |        |        |               |        |        |               |        |               |               |        |               |        |               |        |               |        |               |        |        |        |               |        |               |        | 再會   |               |        | 再會   |        |        |               |        |        |        |               |        |        |               |        |               |        |               |        |               |        | 客串   |        |               |        |               |        |        |        |               |               |               |        |        |               |        |        |        |        |        |        |      |  |  |  |  |  |  |  |  |  |
| 巴吉爾         | 伊布隊出動！神奇寶貝救援隊！！         |        |        |        |        |               |        |        |               |        |        |               |        |        |               |        |        |               |        |               |               |        |               |        |               |        |               |        |               |        |        |        |               |        |               |        |        |               |        | 再會   |        |        |               |        |        |        |               |        |        |               |        |               |        |               |        |               |        | 客串   |        |               |        |               |        |        |        |               |               |               |        |        |               |        |        |        |        |        |        |      |  |  |  |  |  |  |  |  |  |
| 瑅耶魯諾       | 神奇寶貝夏令營！勁敵三人組登場！！     |        |        |        |        |               |        |        |               |        |        |               |        |        |               |        |        |               |        |               |               |        |               |        |               |        |               |        |               |        |        |        |               |        |               |        |        |               |        |        |        |        |               |        | 再會   |        |               |        | 再會   |               |        |               |        |               |        |               |        | 客串   |        |               |        |               |        |        |        |               |               |               |        |        |               |        |        |        |        |        |        |      |  |  |  |  |  |  |  |  |  |
| 多羅巴         | 神奇寶貝夏令營！勁敵三人組登場！！     |        |        |        |        |               |        |        |               |        |        |               |        |        |               |        |        |               |        |               |               |        |               |        |               |        |               |        |               |        |        |        |               |        |               |        |        |               |        |        |        |        |               |        | 再會   |        |               |        | 再會   |               |        |               |        |               |        |               |        | 客串   |        |               |        |               |        |        |        |               |               |               |        |        |               |        |        |        |        |        |        |      |  |  |  |  |  |  |  |  |  |
| 翔太           | 火狐狸VS妖火紅狐！華麗的表演對戰！！   |        |        |        |        |               |        |        |               |        |        |               |        |        |               |        |        |               |        |               |               |        |               |        |               |        |               |        |               |        |        |        |               |        |               |        |        |               |        |        |        |        |               |        | 再會   |        |               |        | 再會   | 再會          | 再會   |               |        |               |        |               |        | 客串   |        |               |        |               |        |        |        |               |               |               |        |        |               |        |        |        |        |        |        |      |  |  |  |  |  |  |  |  |  |
| 艾嵐           | 最強超進化～序幕～                     |        |        |        |        |               |        |        |               |        |        |               |        |        |               |        |        |               |        |               |               |        |               |        |               |        |               |        |               |        |        |        |               |        |               |        |        |               |        |        |        |        |               |        | 客串   |        |               |        | 再會   | 再會          | 再會   |               |        |               |        |               |        | 再會   |        |               |        |               |        |        |        |               |               |               |        |        |               |        |        |        |        |        |        |      |  |  |  |  |  |  |  |  |  |
| 格拉吉歐       | 出來吧！目光火紅的鬃岩狼人！！         |        |        |        |        |               |        |        |               |        |        |               |        |        |               |        |        |               |        |               |               |        |               |        |               |        |               |        |               |        |        |        |               |        |               |        |        |               |        |        |        |        |               |        |        |        |               |        |        |               |        | 再會          |        | 再會          |        | 再會          |        | 再會   |        |               |        |               |        |        |        |               |               |               |        |        |               |        |        |        |        | 客串   |        |      |  |  |  |  |  |  |  |  |  |
| 哈烏           | 達人投羽梟！！！沉睡的木木梟           |        |        |        |        |               |        |        |               |        |        |               |        |        |               |        |        |               |        |               |               |        |               |        |               |        |               |        |               |        |        |        |               |        |               |        |        |               |        |        |        |        |               |        |        |        |               |        |        |               |        |               |        |               |        | 再會          |        | 客串   |        |               |        |               |        |        |        |               |               |               |        |        |               |        |        |        |        |        |        |      |  |  |  |  |  |  |  |  |  |
| 對立角色       |                                        |        |        |        |        |               |        |        |               |        |        |               |        |        |               |        |        |               |        |               |               |        |               |        |               |        |               |        |               |        |        |        |               |        |               |        |        |               |        |        |        |        |               |        |        |        |               |        |        |               |        |               |        |               |        |               |        |        |        |               |        |               |        |        |        |               |               |               |        |        |               |        |        |        |        |        |        |      |  |  |  |  |  |  |  |  |  |
| 武藏           | 神奇寶貝中心大對決！                   | 主要   |        | 主要   | 主要   |               | 主要   | 主要   |               | 主要   | 主要   |               | 主要   | 主要   |               | 主要   | 主要   | 再會          | 主要   | 主要          | 主要          | 主要   | 主要          | 主要   | 主要          | 主要   | 主要          | 主要   | 主要          | 主要   | 主要   | 主要   | 主要          | 主要   | 主要          | 主要   | 主要   |               | 客串   | 主要   |        | 主要   |               |        | 主要   | 主要   |               | 主要   | 主要   | 主要          |        | 主要          | 主要   | 主要          | 主要   | 主要          | 主要   | 主要   | 主要   | 主要          |        |               |        |        |        |               |               |               | 主要   |        | 主要          |        |        |        |        |        |        |      |  |  |  |  |  |  |  |  |  |
| 小次郎         | 神奇寶貝中心大對決！                   | 主要   |        | 主要   | 主要   |               | 主要   | 主要   |               | 主要   | 主要   |               | 主要   | 主要   |               | 主要   | 主要   | 再會          | 主要   | 主要          | 主要          | 主要   | 主要          | 主要   | 主要          | 主要   | 主要          | 主要   | 主要          | 主要   | 主要   | 主要   | 主要          | 主要   | 主要          | 主要   | 主要   |               | 客串   | 主要   |        | 主要   |               |        | 主要   | 主要   |               | 主要   | 主要   | 主要          |        | 主要          | 主要   | 主要          | 主要   | 主要          | 主要   | 主要   | 主要   | 主要          |        |               |        |        |        |               |               |               | 主要   |        | 主要          |        |        |        |        |        |        |      |  |  |  |  |  |  |  |  |  |
| 火箭隊的喵喵   | 神奇寶貝中心大對決！                   | 主要   | 主要   | 主要   | 主要   | 主要          | 主要   | 主要   | 主要          | 主要   | 主要   | 主要          | 主要   | 主要   | 主要          | 主要   | 主要   | 主要          | 主要   | 主要          | 主要          | 主要   | 主要          | 主要   | 主要          | 主要   | 主要          | 主要   | 主要          | 主要   | 主要   | 主要   | 主要          | 主要   | 主要          | 主要   | 主要   | 主要          | 客串   | 主要   | 主要   | 主要   |               |        | 主要   | 主要   | 主要          | 主要   | 主要   | 主要          |        | 主要          | 主要   | 主要          | 主要   | 主要          | 主要   | 主要   | 主要   | 主要          |        |               |        |        |        |               |               |               | 主要   | 主要   | 主要          |        |        |        |        |        |        |      |  |  |  |  |  |  |  |  |  |
| 武藏的寵果然翁 | 果然翁與神奇寶貝交換大會               |        |        |        |        |               |        | 主要   | 主要          | 主要   | 主要   | 主要          | 主要   | 主要   | 主要          | 主要   | 主要   | 主要          | 主要   | 主要          | 主要          | 主要   | 主要          | 主要   | 主要          | 主要   | 主要          | 主要   | 主要          | 主要   | 主要   | 主要   | 主要          | 主要   |               |        |        | 再會          |        | 客串   | 再會   |        |               |        | 主要   | 主要   | 主要          | 主要   | 主要   | 主要          |        | 主要          | 主要   | 主要          | 主要   | 主要          | 主要   | 主要   | 主要   | 再會          |        |               |        |        |        |               |               |               | 再會   | 再會   | 再會          |        |        |        |        |        |        |      |  |  |  |  |  |  |  |  |  |
| 水梧桐         | 古代神奇寶貝與神秘軍團！               |        |        |        |        |               |        |        |               |        |        |               |        |        |               |        | 再會   |               |        | 再會          |               | 再會   |               |        |               |        |               |        |               |        |        |        |               |        |               |        |        |               |        |        |        |        |               |        |        |        |               |        |        |               |        |               |        |               |        |               |        |        |        |               |        |               |        |        |        |               |               |               |        |        |               |        |        |        | 再會   |        |        |      |  |  |  |  |  |  |  |  |  |
| 赤焰松         | 得文製造有限公司！！水艦隊之影！！     |        |        |        |        |               |        |        |               |        |        |               |        |        |               |        | 再會   |               |        | 再會          |               | 再會   |               |        |               |        |               |        |               |        |        |        |               |        |               |        |        |               |        |        |        |        |               |        |        |        |               |        |        |               |        |               |        |               |        |               |        |        |        |               |        |               |        |        |        |               |               |               |        |        |               |        |        |        | 再會   |        |        |      |  |  |  |  |  |  |  |  |  |
| 銀河隊         | 神奧時空傳說！                         |        |        |        |        |               |        |        |               |        |        |               |        |        |               |        |        |               |        |               |               |        |               |        |               |        | 再會          |        | 再會          |        | 再會   |        |               |        |               |        |        |               |        |        |        |        |               |        |        |        |               |        |        |               |        |               |        |               |        |               |        |        |        |               |        |               |        |        |        |               |               |               |        |        |               |        |        |        | 再會   |        |        |      |  |  |  |  |  |  |  |  |  |
| 等離子隊       | 阿克羅瑪VS帥哥！電漿團的陰謀！！       |        |        |        |        |               |        |        |               |        |        |               |        |        |               |        |        |               |        |               |               |        |               |        |               |        |               |        |               |        |        |        |               |        |               |        |        |               |        | 主要   |        |        |               |        |        |        |               |        |        |               |        |               |        |               |        |               |        |        |        |               |        |               |        |        |        |               |               |               |        |        |               |        |        |        | 再會   |        |        |      |  |  |  |  |  |  |  |  |  |
| 閃焰隊         | Z爆炸誕生！卡洛斯的潛伏者！！          |        |        |        |        |               |        |        |               |        |        |               |        |        |               |        |        |               |        |               |               |        |               |        |               |        |               |        |               |        |        |        |               |        |               |        |        |               |        |        |        |        |               |        |        |        |               |        | 主要   |               |        |               |        |               |        |               |        |        |        |               |        |               |        |        |        |               |               |               |        |        |               |        | 再會   |        | 再會   |        |        |      |  |  |  |  |  |  |  |  |  |
| 骷髏隊         | 阿羅拉！最初的島嶼和最初的寶可夢們！！ |        |        |        |        |               |        |        |               |        |        |               |        |        |               |        |        |               |        |               |               |        |               |        |               |        |               |        |               |        |        |        |               |        |               |        |        |               |        |        |        |        |               |        |        |        |               |        |        |               |        | 再會          |        | 再會          |        | 再會          |        |        |        |               |        |               |        |        |        |               |               |               |        |        |               |        |        |        |        |        |        |      |  |  |  |  |  |  |  |  |  |
| 探夢隊         | 啟程的墜飾 前篇                        |        |        |        |        |               |        |        |               |        |        |               |        |        |               |        |        |               |        |               |               |        |               |        |               |        |               |        |               |        |        |        |               |        |               |        |        |               |        |        |        |        |               |        |        |        |               |        |        |               |        |               |        |               |        |               |        |        |        |               | 主要   | 主要          | 主要   | 主要   | 主要   |               |               |               |        |        |               |        |        |        |        |        |        |      |  |  |  |  |  |  |  |  |  |
| 配角           |                                        |        |        |        |        |               |        |        |               |        |        |               |        |        |               |        |        |               |        |               |               |        |               |        |               |        |               |        |               |        |        |        |               |        |               |        |        |               |        |        |        |        |               |        |        |        |               |        |        |               |        |               |        |               |        |               |        |        |        |               |        |               |        |        |        |               |               |               |        |        |               |        |        |        |        |        |        |      |  |  |  |  |  |  |  |  |  |
| 大木博士       | 神奇寶貝！就決定是你了！               | 再會   |        |        | 再會   |               |        | 再會   |               |        | 再會   |               |        | 再會   |               |        | 再會   |               |        | 再會          |               | 再會   | 再會          |        | 再會          |        | 再會          |        | 再會          |        | 再會   |        | 再會          |        | 再會          |        | 再會   |               |        | 再會   |        |        |               |        | 再會   |        |               |        | 再會   |               |        | 再會          | 再會   | 再會          | 再會   | 再會          |        | 再會   |        | 再會          |        |               |        |        |        | 再會          | 再會          |               | 再會   |        |               |        |        | 客串   | 再會   |        |        |      |  |  |  |  |  |  |  |  |  |
| 花子           | 神奇寶貝！就決定是你了！               | 再會   |        |        | 再會   |               |        | 再會   |               | 再會   | 再會   |               |        | 再會   |               |        | 再會   |               |        | 再會          |               | 再會   | 再會          |        | 再會          |        | 再會          |        | 再會          | 再會   | 再會   |        | 再會          |        | 再會          |        | 再會   |               |        | 再會   |        |        |               |        | 再會   |        |               |        | 再會   |               |        | 再會          | 再會   | 再會          | 再會   | 再會          |        | 再會   |        | 再會          |        |               |        |        |        | 再會          |               | 再會          |        |        |               |        |        |        |        |        |        |      |  |  |  |  |  |  |  |  |  |
| 喬伊           | 神奇寶貝中心大對決！                   | 再會   |        | 再會   | 再會   |               |        | 再會   |               | 再會   | 再會   |               |        | 再會   |               |        | 再會   |               |        | 再會          |               | 再會   | 再會          |        | 再會          |        | 再會          | 再會   | 再會          | 再會   | 再會   |        | 再會          | 再會   | 再會          |        | 再會   |               | 再會   | 再會   |        |        | 再會          |        | 再會   | 再會   |               | 再會   | 再會   | 再會          |        | 再會          | 再會   | 再會          | 再會   | 再會          | 再會   | 再會   | 再會   | 再會          | 再會   | 再會          | 再會   | 再會   | 再會   |               | 再會          | 再會          |        |        | 再會          |        | 再會   |        |        |        |        |      |  |  |  |  |  |  |  |  |  |
| 君莎           | 神奇寶貝中心大對決！                   | 再會   |        | 再會   | 再會   |               |        | 再會   |               | 再會   | 再會   |               |        | 再會   |               |        | 再會   |               |        | 再會          | 再會          | 再會   | 再會          |        | 再會          | 客串   | 再會          |        | 再會          | 再會   | 再會   | 客串   | 再會          | 再會   | 再會          |        | 再會   |               |        | 再會   |        |        | 再會          |        | 再會   |        |               |        | 再會   |               |        | 再會          | 再會   | 再會          | 再會   | 再會          | 再會   | 再會   |        | 再會          |        |               |        |        |        |               |               | 再會          | 再會   |        |               | 再會   |        |        |        |        |        |      |  |  |  |  |  |  |  |  |  |
| 奈奈           | 投手的菊草葉                           |        |        |        |        |               |        | 再會   |               |        | 再會   |               |        | 再會   |               |        |        |               |        |               |               |        |               |        |               |        |               |        |               |        |        |        |               |        |               |        |        |               |        |        |        |        |               |        |        |        |               |        |        |               |        |               |        |               |        |               |        |        |        |               |        |               |        |        |        |               | 主要          |               |        |        |               |        |        |        |        |        |        |      |  |  |  |  |  |  |  |  |  |
| 純一           | 雷公雷的傳說                           |        |        |        |        |               |        |        |               |        |        |               |        | 再會   |               |        |        |               |        |               |               |        |               |        |               |        |               |        |               |        |        |        |               |        |               |        |        |               |        |        |        |        |               |        |        |        |               |        |        |               |        |               |        |               |        |               |        |        |        |               |        |               |        |        |        | 主要          |               |               |        |        |               |        |        |        |        |        |        |      |  |  |  |  |  |  |  |  |  |
| 夏也           | 精靈寶可夢保育家 光之軌跡              |        |        |        |        |               |        |        |               |        |        |               |        |        |               |        |        |               |        |               |               |        |               |        |               |        |               |        |               |        |        |        | 再會          |        |               |        |        |               |        |        |        |        |               |        |        |        |               |        |        |               |        |               |        |               |        |               |        |        |        |               |        |               |        |        |        |               |               |               |        |        | 主要          |        |        |        |        |        |        |      |  |  |  |  |  |  |  |  |  |
| 弗里德         | 啟程的墜飾 前篇                        |        |        |        |        |               |        |        |               |        |        |               |        |        |               |        |        |               |        |               |               |        |               |        |               |        |               |        |               |        |        |        |               |        |               |        |        |               |        |        |        |        |               |        |        |        |               |        |        |               |        |               |        |               |        |               |        |        |        |               | 主要   | 主要          | 主要   | 主要   | 主要   |               |               |               |        |        |               |        |        |        |        |        |        |      |  |  |  |  |  |  |  |  |  |
| 奧莉歐         | 啟程的墜飾 前篇                        |        |        |        |        |               |        |        |               |        |        |               |        |        |               |        |        |               |        |               |               |        |               |        |               |        |               |        |               |        |        |        |               |        |               |        |        |               |        |        |        |        |               |        |        |        |               |        |        |               |        |               |        |               |        |               |        |        |        |               | 主要   | 主要          | 主要   | 主要   | 主要   |               |               |               |        |        |               |        |        |        |        |        |        |      |  |  |  |  |  |  |  |  |  |
| 馬德克         | 啟程的墜飾 前篇                        |        |        |        |        |               |        |        |               |        |        |               |        |        |               |        |        |               |        |               |               |        |               |        |               |        |               |        |               |        |        |        |               |        |               |        |        |               |        |        |        |        |               |        |        |        |               |        |        |               |        |               |        |               |        |               |        |        |        |               | 主要   | 主要          | 主要   | 主要   | 主要   |               |               |               |        |        |               |        |        |        |        |        |        |      |  |  |  |  |  |  |  |  |  |
| 莫麗           | 啟程的墜飾 前篇                        |        |        |        |        |               |        |        |               |        |        |               |        |        |               |        |        |               |        |               |               |        |               |        |               |        |               |        |               |        |        |        |               |        |               |        |        |               |        |        |        |        |               |        |        |        |               |        |        |               |        |               |        |               |        |               |        |        |        |               | 主要   | 主要          | 主要   | 主要   | 主要   |               |               |               |        |        |               |        |        |        |        |        |        |      |  |  |  |  |  |  |  |  |  |
| 藍道           | 啟程的墜飾 前篇                        |        |        |        |        |               |        |        |               |        |        |               |        |        |               |        |        |               |        |               |               |        |               |        |               |        |               |        |               |        |        |        |               |        |               |        |        |               |        |        |        |        |               |        |        |        |               |        |        |               |        |               |        |               |        |               |        |        |        |               | 主要   | 主要          | 主要   | 主要   | 主要   |               |               |               |        |        |               |        |        |        |        |        |        |      |  |  |  |  |  |  |  |  |  |

## 「小智和比卡超」時期

### 小智和比卡超一行人
小智（配音員： 松本梨香； 賀世芳、李明幸→汪世瑋、林凱羚、雷碧文、王瑞芹； 盧素娟→陳凱婷→黃玉娟、吳小藝、鄭家蕙、陳安瑩； 徐琳、秦元、王晓燕、山新、唐雅菁）
- 英文名：Ash Ketchum
- 登場時期：無印至旅途 目標是寶可夢大師（主角，放送局除外）
- 《寵物小精靈》動畫無印至旅途最終章 目標是小精靈掌門人，主角，年齡10歲，出身於真新鎮，是個朝氣蓬勃、熱愛寵物小精靈的少年。以寵物小精靈大師為目標持續旅行的他，雖然技術還不是很成熟，但是隨著經驗增加而逐漸進步。造型範本為GB紅、綠版的男主角，名字是以原案企劃者田尻智來命名。

#### 小智的寶可夢
皮卡丘（配音員：大谷育江）
- 登場時期：無印至旅途 目標是寶可夢大師（主角）
- 絕招：電擊、十萬伏特、十伏特、高速移動、電光一閃、打雷、燈眼、鐵尾、伏特攻擊、瘋狂伏特、電球、電網、終極伏特狂雷閃、超級無敵大衝撞、千萬伏特。
- 電系，雄性，鼠寶可夢。小智的初始寶可夢，也是最親密的搭檔，是小智自故事開始目前唯一一隻跟隨的夥伴，每當小智在新地區展開旅行時總是只帶著牠，其餘收服到的則全數留在真新鎮。討厭待在精靈球裏，亦拒絕進化，深信不進化也能戰勝自己的進化型—雷丘。為火箭隊兩人一貓組的固定捉拿目標。

#### 同伴

##### 無印
小霞（配音員： 飯塚雅弓； 林凱羚→龍顯蕙→謝佼娟→林美秀；傅其慧；董錦萍； 梁少霞（TVB、劇場版《利基亞爆誕》、《結晶塔的帝王》）、張雪儀（ATV及有線版本）、劉惠雲（無印VCD/DVD版本、《超夢夢反擊戰》）、植婉雯；曹玉敏、阎萌萌、花玲、叶知秋）
- 英文名：Misty Williams
- 登場時期：關都地區篇、橘子群島篇、城都地區篇（主角）；超世代、鑽石&珍珠、超級願望（客串）、太陽&月亮（客串）、旅途（客串）、旅途 目標是寶可夢大師（主角）；放送局

《寶可夢》、《寶可夢旅途 目標是寶可夢大師》的女主角，年齡約10歲。自稱是世界級美少女、頑皮人魚公主、華藍美女四姊妹的老么，現任華藍市道館館主。喜歡水系寵物小精靈，立志成為水系寵物小精靈大師，討厭蟲系寵物小精靈（但不討厭巴大蝴和芭瓢蟲之類的可愛型寵物小精靈，以及赫拉克羅斯的溫和型寵物小精靈）。性格強勢，經常和小智吵架，自尊心高，有相當的正義感，但她也有柔弱纖细的女孩子的一面。對小智有一定的好感。造型範本為GB紅、綠版的華藍市道館館主。太陽&月亮篇後持有超級進化鑰石及暴鯉龍進化石。旅途第132話在華藍市道館內觀看小智與丹帝的八大師決賽戰。旅途 目標是寶可夢大師篇再次登場並與小智再次一起旅行。
小剛（配音員： 上田祐司（TV版）、杉田智和（The Origin）； 符爽→梁興昌→正昇；于正昌；柳超堅；曹冀魯；陳進益； 李錦綸（TVB、劇場版《超夢夢反擊戰》、《結晶塔的帝王》、《決戰時空之塔》）、劉奕希（TVB，超世代代配）、何承駿（TVB，鑽石&珍珠代配）、張振聲（ATV及有線版本54至157集，劇場版《雪拉比 穿越時空的相遇》~《幻影的霸者 索羅亞克》VCD/DVD）、劉文光（無印VCD/DVD版本）、黃尉斯
； 赵震）
- 英文名：Brock Harrison
- 登場時期：關都地區篇、城都地區篇、超世代、鑽石&珍珠（主角）；橘子群島篇、超級願望（特別篇客串）、太陽&月亮（客串）、旅途（客串）、旅途 目標是寶可夢大師（主角）；放送局

《寶可夢》（橘子群島篇除外）至《寵物小精靈鑽石&珍珠》、《寶可夢旅途 目標是寶可夢大師》的第二男主角。原是深灰市道館館主（年齡約15歲）。為人非常細心，擅長做各種家事及料理，有父母和十個弟妹。非常好色，對漂亮大姐姐毫無抵抗力，會自動衝過去搭訕。具有分辨不同城鎮的喬伊小姐、君莎小姐的能力，不過他對火箭隊等人偽裝的女性完全沒有感覺。目標是成為寵物小精靈飼育家，而在神奧聯盟後的一次事件令他改變志向，令他立志成為寵物小精靈醫生。造型範本為GB紅、綠版的尼比市道館館主。太陽&月亮篇後持有超級進化鑰石及大鋼蛇進化石。旅途第132話在寶可夢中心內與天桐及三色堇觀看小智與丹帝的八大師決賽戰。旅途 目標是寶可夢大師篇再次登場並與小智再次一起旅行。
小建（配音員： 關智一； 符爽→梁興昌→吳東原→正昇））；柳超堅；陳進益； 陳卓智（利基亞爆誕）、黎景全（無印）→曹啟謙（超世代第133集起）（TVB）、張振聲（ATV及有線版本）、陳漢祺；汤水雨
}}
- 英文名：Tracey Sketchit（少數有姓氏角色）
- 登場時期：橘子群島篇（主角）；超世代、鑽石&珍珠、超級願望（客串）、旅途（客串）、旅途 目標是寶可夢大師（客串）；放送局

《寶可夢》橘子群島篇的第二男主角，小智在橘子群島時的同伴，替代了留在內木研究所的小剛。身分是寵物小精靈觀察家（年齡約14歲），擅長素描。跟著小智回到真新鎮後留在仰慕的大木博士身旁協助。在超級願望116集和大木博士一同参与采访，超級願望142集被大木博士和小智提到前往华蓝道馆并短暂出现在小智的想象中，旅途第68话再度被提及，第114话回归，第118、123-125、129-132話分別在真新鎮小智的家中後院通過大電視與小智媽媽花子、大木博士及小智寄放在大木研究所的所有寶可夢一起觀看小智與大吾的八大師淘汰賽對戰、小智與竹蘭的八大師準決賽對戰及小智與丹帝的八大師決賽戰並為小智打氣。旅途 目標是寶可夢大師篇再次登場。與其他主角不同，是非遊戲登場的動畫原創角色，名字是以原案插畫師杉森建來命名。
- 小建的寶可夢
  - 毛毛蟲（第085話）→摩魯蛾（旅途目標是寶可夢大師第011話）
  - 馬利露（第088話）
  - 飛天螳螂（第098話）

##### 超世代
小遙（配音員： KAORI→鈴木香織； 傅曼君／錢欣郁/詹雅菁（鑽石&珍珠重配版）； 朱妙蘭（第1-37集）→張頌欣（第38集起）（TVB）、羅嘉玲（劇場版／DVD版）、黎梓彤（奇妙電視版本））
- 英文名：May Maple
- 登場時期：超世代（主角）；鑽石&珍珠（客串）；超級願望（回想）；旅途（客串）

《超世代》的女主角，年齡約10歲。橙華市道館館主千里的女兒，是位個性活潑、熱情的少女，目標是成為寵物小精靈協調訓練家。冒險開始時選擇火稚雞為初始夥伴，有「豐緣舞姬」之稱。每當遇到關於食物的事情時，整個人都會變得很興奮。造型範本為GBA紅寶石、藍寶石版的女主角，在《神奇寶貝鑽石&珍珠》登場時換上了游戏綠寶石版的服裝。旅途第132話在華麗大賽會場內透過螢幕與莎莉娜、小勝及琉琪亞觀看小智與丹帝的八大師決賽戰。
- 小遙的寶可夢
  - 火稚雞（超世代第001話）→力壯雞（超世代第082話）→火焰雞（超世代第190話）
  - 刺尾蟲（超世代第014話）→甲殼繭（超世代第024話）→狩獵鳳蝶（超世代第028話）
  - 向尾喵（超世代第047話）
  - 妙蛙種子（超世代第073話）→妙蛙草（未知集數）→妙蛙花（鑽石&珍珠第077話）
  - 小卡比獸（超世代第117話）
  - 傑尼龜（超世代第132話）→卡咪龜（鑽石&珍珠第077話）
  - 蛋（超世代第150話）→伊布（超世代第157話）→冰伊布（鑽石&珍珠第075話）

小勝（配音員： 山田恭子； 詹雅菁／雷碧文； 陸惠玲（TVB）、方淑儀（劇場版／DVD版）、何凱怡（奇妙電視版本））
- 英文名：Max Maple
- 登場時期：超世代（主角）；鑽石&珍珠（客串）；超級願望（回想）；旅途（客串）

《超世代》的第三男主角。小遙的弟弟，因為未滿10歲所以還沒有寵物小精靈，雖然有時頗為自大，但是知道很多寵物小精靈的相關知識。持有寵物小精靈領航員。曾經做過傳說寵物小精靈基拉祈的搭檔。在小遙獨自前往成都地區後留在橙華市，運用從小剛那得到的知識照料家中的寵物小精靈。造型範本為GBA紅、藍寶石版的一名普通NPC。旅途第132話在華麗大賽會場內透過螢幕與小遙、莎莉娜及琉琪亞觀看小智與丹帝的八大師決賽戰。

##### 鑽石&珍珠
小光（配音員： 豐口惠； 林美秀、黃珽筠(超級願望)； 楊善諭→劉惠雲（TVB）、鄭麗麗（《決戰時空之塔》）、王慧珠（2008-2010年劇場版DVD）、陳子瑩（奇妙電視版本））； 纪元
- 香港版譯名：光子（2007劇場版）、小光（香港無綫電視）
- 英文名：Dawn Berlitz
- 登場時期：鑽石&珍珠（主角）；超級願望（客串）、旅途（客串）

《寶可夢鑽石&珍珠》的女主角。動畫歷史上首個雙主人公之一。年齡約10歲。與艾莉絲、小春成為朋友。喜歡小智。口頭禪是「沒問題」，但事實上，當她說「沒問題」的時候就是最有問題的時候。目標是成為像母親般出色的寶可夢協調訓練家，屬於有話直說型的人。冒險開始時選擇波加曼為初始夥伴，並在同一天於心齊湖遇見傳說寶可夢艾姆利多，以及協助被火箭兵團追趕的皮卡丘。在超級願望第85話再度登場與竹蘭前往後者位於合眾地區的別墅並再次遇見小智，超級願望第91話於青少年盃第三輪中敗給艾莉絲，也因此成為朋友，超級願望第93話青少年盃結束後與小智等人分道揚鑣前往城都地區參加米可利盃。在旅途第74話三度登場，已回到神奧地區，在百代市中與到小春並邀請同行、第129-132話四度登場，與小春前往世界錦標賽會場觀看小智與丹帝的八大師決賽戰並為小智打氣。造型範本為NDS鑽石、珍珠版的女主角。
- 小光的寶可夢
  - 蛋（旅途第090話因時空大影響暫時退化至蛋）→波加曼（鑽石&珍珠第001話，鑽石&珍珠第120話攜帶不變之石阻止進化）
  - 捲捲耳（鑽石&珍珠第009話）
  - 帕奇利茲（鑽石&珍珠第019話）
  - 小山豬（鑽石&珍珠第083話）→長毛豬（鑽石&珍珠第103話）→象牙豬（鑽石&珍珠第105話）
  - 蛋（鑽石&珍珠第141話）→火球鼠（當集孵化）→火岩鼠（鑽石&珍珠特別篇1）
  - 波克基斯（鑽石&珍珠第169話，莎露比亞公主贈送）

- 交換給別人
  - 泳圈鼬（鑽石&珍珠第034話，鑽石&珍珠第054話與小智的長尾怪手交換）
  - 長尾怪手（超世代第178話，前主人小智，鑽石&珍珠第054話與小光的泳氣鼬交換）→雙尾怪手（鑽石&珍珠第059話，鑽石&珍珠第122話最後交給寶可夢乒乓大會的冠軍）

- 體驗收服
  - 水水獺（阿爾宙斯特別篇）

##### 超級願望
艾莉絲（配音員： 悠木碧、日高里菜（宝可梦世代）；  林美秀； 高可慧→陳琴雲→魏惠娥（TVB）、顧詠雪（劇場版DVD）、黎梓彤（奇妙電視版本））
- 英文名：Iris Emerald
- 登場時期：超級願望（主角）、XY篇（特別篇客串）、旅途（世界錦標賽參賽者）
- 戰績：世界錦標賽 ：排名超級球等級 第???名（旅途第65話）→排名大師球等級 第7名（旅途第109話）

《超級願望》的女主角。是個能在樹上睡覺、跳躍，拉著藤蔓從左邊盪到右邊的野性少女，皮膚黝黑。夥伴牙牙總是藏在她的頭髮裡，總是吐槽小智「真是個小孩子！」或吐槽天桐的「It's tasting time！」。似乎對寶可夢很熟悉，不需要圖鑑即可叫出寶可夢名字，對捷克羅姆很感興趣。家鄉是以龍系寶可夢著名的龍之鄉，在從村中長老大婆婆取得孵化不久的牙牙後出來旅行。有點害怕冰系寶可夢。目標是成為龍之大師，曾在雙龍市的學校就讀過。造型範本NDS白版的雙龍市道館訓練家（黑版為夏卡）。旅途第65話以合眾地區冠軍的身份回歸，夥伴牙牙已進化成雙斧戰龍，最後在世界錦標賽晉級高級賽時敗給小智。旅途第109話後爬到大師級第7名當上八大師。第117話在世界錦標賽大師淘汰賽首輪敗給竹蘭而淘汰出局。第129、132話已返回合眾地區在樹上透過電子器材觀看小智與丹帝的八大師決賽戰。
- 艾莉絲的寶可夢
  - 蛋（超級願望第001話回憶，當集孵化）→牙牙（超級願望第001話）→斧牙龍（旅途第065話，回憶）→雙斧戰龍（旅途第065話）
  - 螺釘地鼠（超級願望第033話回憶）→龍頭地鼠（超級願望第009話）
  - 電飛鼠（超級願望第024話）
  - 快龍（超級願望第089話）
  - 圓陸鯊（超級願望第144話）

- 協助的寶可夢
  - 洛托姆（手機洛托姆，旅途第115話）

- 借用的寶可夢
  - 夏卡的赤面龍（寶可夢世代）

天桐（配音員： 宮野真守； ； 胡家豪（TVB）、郭湛深（劇場版DVD）、張添勝（奇妙電視版本））
- 英文名：Cilan Cray
- 登場時期：超級願望（主角）、XY篇（特別篇客串）、旅途（客串）、旅途 目標是寶可夢大師（客串）

《超級願望》的第二男主角。三曜道館館主三兄弟之一，個性謙卑有禮，對寶可夢的知識也很豐富，作戰技術華麗，習慣以料理的形式敘述事物。由於自家道館兼營餐廳，習慣身穿服務生服裝，是位酒侍，級別為A級。對與寵物小精靈互動良好的小智深感興趣，後來決定為增廣見聞而出外旅行，與艾莉絲一同加入小智的旅程，害怕扒手貓。在旅行中負責為小智等人料理三餐，同時也會幫忙進行對戰練習。興趣十分的多樣化，口頭禪為：「It's tasting time！」，有時會因為過於沉浸在品評或自己的世界而被艾莉絲吐槽。造型範本為NDS黑、白版的三曜市道館館主之一。旅途第65话出现在小智的回忆当中、第132話在寶可夢中心內與小剛及三色堇觀看小智與丹帝的八大師決賽戰。旅途 目標是寶可夢大師篇再次登場。
- 天桐的寶可夢
  - 花椰猴（超級願望第005話）
  - 石居蟹（超級願望第011話）→岩殿居蟹（超級願望第062話）
  - 泥巴魚（超級願望第032話）

##### XY
莎莉娜（配音員： 牧口真幸； 詹雅菁； 凌晞（TVB、XYZ劇場版）、陳雪瑩（劇場版DVD）、何凱怡（奇妙電視版本）；沈念如（劇場版）、伍凱立（瞬心文化版本））
- 英文名：Serena Yvonne
- 登場時期：XY篇（主角）、旅途（客串）

《XY》的女主角，來自卡洛斯地區、熱衷於新潮流的長髮女孩，佩戴毛氈帽。自小被要求練習騎鐵甲犀牛。幼年時期參加真新鎮夏令營時迷路並擦傷右膝，而受小智救助。在家裡的電視上看到小智出現在新聞直播後決定也跟著出門，冒險開始時選擇火狐狸為初始夥伴，並透過布拉塔諾博士在白檀市找到小智一行人並一起旅行。擅長製作甜點，經常替小智一行人製作馬卡龍等甜點。原先沒有決定旅行目標，後來決定朝向寶可夢表演家的道路邁進。中期隨著劇情的發展將頭髮剪成了短髮並換了套新的服裝。在旅途105話中，她以協調訓練家的身分在豐緣地區中再次出現、第132話在華麗大賽會場內透過螢幕與小遙、小勝及琉琪亞觀看小智與丹帝的八大師決賽戰。
莎莉娜喜歡著小智，是歷代女主角中對小智的舉動最為明顯，且也是目前唯一被小智主動邀請而一起旅行的女主角。造型範本為3DS X、Y版的女主角。
- 莎莉娜的寶可夢
  - 火狐狸（XY第004話）→長尾火狐（XY第064話）→妖火紅狐（旅途第105話）
  - 頑皮熊貓（XY第047話）
  - 伊布（XY第088話）→仙子伊布（XY第105話）

希特隆（配音員： 梶裕貴； 劉如蘋； 袁淑珍（TVB、XYZ劇場版）、莎拉（劇場版DVD）、羅婉楓（奇妙電視版本）；張聖（劇場版））
- 英文名：Clemont Ferrand
- 登場時期：XY篇（主角）、旅途（客串）

《XY》的第二男主角，密阿雷市的道館館主。擅長發明，在背著的背包中裝備著自豪的長尾怪手手臂，口頭禪是：「現在正是讓科學創造未來的時候！希特隆引擎on！」，小智則都會讚嘆「科學的力量好厲害！」。雖然有時候發明的東西可以幫助小智他們，但是最後總會爆炸。受到小智熱愛寶可夢的心情而感動，決定帶著妹妹柚麗嘉和小智一起旅行，在旅行途中同時也負責小智等人的餐點。造型範本為3DS X、Y版密阿雷市的道館館主。旅途篇第131-132話與柚麗嘉在密阿雷市道館觀看小智與丹帝的八大師決賽戰。
- 希特隆的寶可夢
  - 掘掘兔（XY第001話）→掘地兔（旅途第103話）
  - 哈力栗（XY第010話）
  - 小貓怪（XY第047話回憶）→勒克貓（XY第047話）→倫琴貓（XY第062話）
  - 咚咚鼠（XY第004話，由柚麗嘉照顧)

- 在密阿雷道館內的寶可夢
  - 小磁怪（XY第009話）
  - 三合一磁怪（XY第009話）
  - 傘電蜥（XY第009話前）→光電傘蜥（XY第009話）

柚麗嘉（配音員： 伊瀨茉莉也、金井美香（代配第86-100集）； 林美秀； 何寶珊（TVB、XYZ劇場版）、顧詠雪（劇場版DVD）、陳子瑩（奇妙電視版本）；阎么么（劇場版）、宋書瑾（瞬心文化版本））
- 英文名：Bonnie Ferrand
- 登場時期：XY篇（主角）、旅途（客串）

《XY》的第二女主角，希特隆的妹妹。非常喜歡寶可夢。也和小智一起旅行。在她成為正式的寶可夢訓練家之前，希特隆讓她保管他的寵物小精靈如咚咚鼠。常對哥哥的發明所造成的麻煩感到丟臉，也煩惱哥哥未來討不到新娘，因此時常替哥哥擇偶，一旦遇見漂亮小姐的時候就會說：「請妳收下我哥哥吧！」，讓哥哥感到丟臉而用長尾怪手手臂把她吊走。造型範本與3DS X、Y版同為希特隆的妹妹。旅途篇第131-132話與希特隆在密阿雷市道館觀看小智與丹帝的八大師決賽戰。
- 柚麗嘉照顧的寶可夢
  - 咚咚鼠（XY第004話，實際上為希特隆的寶可夢）
  - 基格爾德（XY第093話/MEGA第004話，小軟(柚麗嘉稱)，傳說中Z版寶可夢之一，Z1）

##### 太陽&月亮
莉莉艾（配音員： 真堂圭、茅野爱衣（宝可梦evolution）； 詹雅菁； 楊婉潼；伍凯立）
- 英文名︰Lillie Mohn
- 登場時期：太陽&月亮篇（主角）、旅途（客串）

《太陽&月亮》的女主角，是作為小智的同學，是一位富家千金，喜愛寶可夢，似乎喜歡小智，但是四年前在以太樂園因扎奧博打開究極之洞而被究極異獸虛吾伊德襲擊，後來被銀伴戰獸所救（當時莉莉艾誤以為銀伴戰獸要傷害她）。由於這起事件，變得不敢觸摸寶可夢，也失去四年前的記憶，太陽&月亮第13話只克服敢觸碰白滾滾，直到太陽&月亮第30話克服了心理障礙。但是在太陽&月亮第48話，看到格拉吉歐的屬性：空（銀伴戰獸）後，再次無法觸摸寶可夢，直到太陽&月亮第49話再次被銀伴戰獸所救後才回復四年前的記憶，也化解對銀伴戰獸的誤解才完全克服觸摸寶可夢的恐懼症。太陽&月亮第50話和太陽&月亮第51話，因為媽媽（露莎米奈）被虛吾伊德帶去究極空間，跟格拉吉歐與小智等人來到日輪祭壇，並換髮型和服裝，救完媽媽後髮型和服裝換回太陽&月亮第51話之前的服裝。太陽&月亮最終話和母親與格拉吉歐乘郵輪離開阿羅拉地區找父親。旅途第37話在伽勒爾地區已經轉乘火車寄信給小智及其他同學。她對寶可夢相關的知識是一級的。持有父親莫恩遺留的Z手環。造型範本為3DS太陽、月亮版的關鍵女角。旅途篇第131-132話與卡奇、水蓮、瑪奧、馬瑪內、格拉吉歐、庫庫伊博士、芭內特博士、成也・大木等人與洛托姆圖鑑及小智寄放在庫庫伊研究所的所有寶可夢聚集在阿羅拉地區寶可夢學校觀看小智與丹帝的八大師決賽戰。
- 莉莉艾的寶可夢
  - 蛋（太陽&月亮第008話）→六尾（太陽&月亮第013話，白滾滾，阿羅拉的樣子）

- 照顧的寶可夢
  - 瑪機雅娜（太陽&月亮第116話，莫恩贈送，太陽&月亮第145話甦醒）

卡奇（配音員： 石川界人； 吳東原→孟慶府； 張振熙）
- 英文名︰Kiawe Keahi
- 登場時期：太陽&月亮篇（主角）、旅途（客串）

《太陽&月亮》中是作為小智的同學兼勁敵，喜愛火屬性寶可夢，總是打著赤膊。為了經營家庭牧場，他一邊上學一邊幫忙牧場的工作，牧場的名產為「哞哞鮮奶」。太陽&月亮最終話後去修行。旅途第37話為小智與小豪迎接派對，之後認為小豪是小智的勁敵，與小豪對戰時直接用Z招式戰勝。持有Z手環及火Z和飛行Z。造型範本為3DS太陽、月亮版阿卡拉島的火系隊長。旅途篇第131-132話與莉莉艾、水蓮、瑪奧、馬瑪內、格拉吉歐、庫庫伊博士、芭內特博士、成也・大木等人與洛托姆圖鑑及小智寄放在庫庫伊研究所的所有寶可夢聚集在阿羅拉地區寶可夢學校觀看小智與丹帝的八大師決賽戰。
- 卡奇的寶可夢
  - 噴火龍（太陽&月亮第001話，卡奇的外公贈送，專門幫忙送牧場名產，很少被卡奇派出對戰）
  - 爆焰龜獸（太陽&月亮第001話）
  - 嘎拉嘎拉（太陽&月亮第034話，阿羅拉的樣子）

水蓮（配音員： 菊地瞳； 林美秀、徐瑀甄； 羅婉楓；晏宁）
- 英文名︰Lana Ryba
- 登場時期：太陽&月亮篇（主角）、旅途（客串）

《太陽&月亮》中是作為小智的同學，喜愛水系寶可夢，平時溫順，但實際上很活躍，擅長釣魚，令卡奇震驚。身為漁夫的長女，她照顧著兩位妹妹，跟小霞很要好會互相通信。經常被人誤會她和小智約會。旅途第37話迎接小智與小豪迎接派對。持有Z手環及水Z和西獅海壬Z。造型範本為3DS太陽、月亮版阿卡拉島的水系隊長。旅途篇第131-132話與莉莉艾、卡奇、瑪奧、馬瑪內、格拉吉歐、庫庫伊博士、芭內特博士、成也・大木等人與洛托姆圖鑑及小智寄放在庫庫伊研究所的所有寶可夢聚集在阿羅拉地區寶可夢學校觀看小智與丹帝的八大師決賽戰。 
- 水蓮的寶可夢
  - 球球海獅（太陽&月亮第001話）→花樣海獅（太陽&月亮第106話）→西獅海壬（太陽&月亮第120話）
  - 伊布（太陽&月亮第093話特別短篇登場，太陽&月亮第099話收服，小渚，特殊髮型）
  - 拉普拉斯（旅途第37话）

瑪奧（配音員： 上田麗奈； 劉如蘋；馮詠恩；钟可）
- 英文名︰Mallow Leslie
- 登場時期：太陽&月亮篇（主角）、旅途（客串）

《太陽&月亮》中是作為小智的同學，喜愛草系寶可夢，性格活躍，但做事馬馬虎虎，是一位廚師，時時幫忙招牌家族企業「艾納餐館」，未來想獨自經營餐廳。旅途第37話迎接小智與小豪迎接派對。持有Z手環和草Z。造型範本為3DS太陽、月亮版阿卡拉島的草系隊長。旅途篇第131-132話與莉莉艾、卡奇、水蓮、馬瑪內、格拉吉歐、庫庫伊博士、芭內特博士、成也・大木等人與洛托姆圖鑑及小智寄放在庫庫伊研究所的所有寶可夢聚集在阿羅拉地區寶可夢學校觀看小智與丹帝的八大師決賽戰。 
- 瑪奧的寶可夢
  - 甜竹竹（太陽&月亮第001話，瑪奧的媽媽贈送）→甜舞妮（太陽&月亮第018話）→甜冷美后（太陽&月亮第082話）

- 照顧的寶可夢
  - 謝米（太陽&月亮第108話，陸上型態，太陽&月亮第146話變為天空型態後離開）

馬瑪內（配音員： 武隈史子； 林美秀、徐瑀甄； 何凱怡）
- 英文名︰Sophocles Sternburg
- 登場時期：太陽&月亮篇（主角）、旅途（客串）

《太陽&月亮》中是作為小智的同學，喜愛電系寶可夢，擅長發明，與希特隆類似。身為醉心於理科的技客少年，他精通編程，會徹底地分析需要講究的事件，害怕黑暗的地區，也因此睡覺時都必須依靠托戈德瑪爾照明才睡得著，直到太陽&月亮第119話才克服害怕黑暗的地區。太陽&月亮最終話前往豐原地區研究太空科學。旅途第37話短暫回阿羅拉地區為小智與小豪迎接派對。持有Z手環和蟲Z。造型範本為3DS太陽、月亮版烏拉烏拉島的電系隊長。旅途篇第131-132話與莉莉艾、卡奇、水蓮、瑪奧、格拉吉歐、庫庫伊博士、芭內特博士、成也・大木等人與洛托姆圖鑑及小智寄放在庫庫伊研究所的所有寶可夢聚集在阿羅拉地區寶可夢學校觀看小智與丹帝的八大師決賽戰。 
- 馬瑪內的寶可夢
  - 托戈德瑪爾（太陽&月亮第001話）
  - 蟲電寶（太陽&月亮第026話，小智贈送）→鍬農炮蟲（太陽&月亮第106話）

洛托姆圖鑑（配音員： 浪川大輔；于正昇； 簡懷甄）
- 英文名︰Rotom Pokedex
- 登場時期：太陽&月亮篇、旅途（客串）

《太陽&月亮》中洛托姆潛入小智的圖鑑後的型態。借助圖鑑本體，可以說人類語言的寶可夢。對阿羅拉地區知名的推理劇十分著迷。旅途篇第131-132話與莉莉艾、卡奇、水蓮、瑪奧、馬瑪內、格拉吉歐、庫庫伊博士、芭內特博士、成也・大木等人與小智寄放在庫庫伊研究所的所有寶可夢聚集在阿羅拉地區寶可夢學校觀看小智與丹帝的八大師決賽戰。
太陽&月亮第57話因為被小智的比卡超的電擊擊中，導致跟清洗洛托姆的洛托姆對調，還變身成清洗洛托姆、旋轉洛托姆、切割洛托姆、加熱洛托姆、結冰洛托姆、電視和寶可夢中心（後面兩項型態是原創的）。

##### 旅途
小春（配音員：花澤香菜； 徐瑀甄；黎梓彤）
- 英文名：Chloe Cerise
- 登場時期：旅途（主角）

《旅途》女主角，櫻木博士之女，本名櫻木春。性格沉著、老成，十分謹慎，總對周遭的人保持適當的距離感。因為是寶可夢學生上課原因，導致成為歷代全主角中最少旅行的角色。日常都穿寶可夢學校制服，旅行時都換各套便服，目前便服擁有四套。前期除來電汪以外對其他寶可夢冷漠沒興趣，到後期有時與小智或小豪出去旅行的時候，有漸漸對寶可夢好感。旅途第11話會第一次對寶可夢指示。第49話起收服伊布之後正式成为訓練家。第55话在看《与你在迷光森林的相遇》看这本书时看到小火馬（伽勒尔的样子）像她求救的幻象，随后有點擔心就跟小智小豪去伽勒爾地區，遇見小火马（伽勒尔的样子）、受傷的烈焰马（伽勒尔的样子）。第63话得到了水之石。第74話透露在寶可夢學校中已放暑假，與伊布獨自前往神奧地區，在百代市中遇見小光並與同行。第98话得到了火之石和雷之石，但是她想让伊布自己决定进化与否，或者是選擇保持原樣（第112話由水蓮所說的可能性）。第105話她在豐緣地區遇見莎莉娜的仙子伊布，在莎莉娜的推薦下，小春打算與伊布首次參加寶可夢華麗大賽。其後第129-132話與小光前往世界錦標賽會場觀看小智與丹帝的八大師決賽戰並為小智打氣。
- 小春的寶可夢
  - 蛋（旅途第090話因時空大影響暫時退化至蛋）→伊布（旅途第049話，雌性，這一隻伊布不能透過任何進化道具進化成任何的進化型）（已知技能：模仿）

- 同往的寶可夢
  - 來電汪（旅途第002話，主人樱木博士，只聽從櫻木春）（已知技能：电光）

- 協助的寶可夢
  - 洛托姆（手機洛托姆，旅途第049話，配音員：浪川大辅；于正昇；）

### 火箭隊三人組
關都地區火箭隊總部派遣的一夥人，一直要捕捉強大的寶可夢獻給首領阪木，以獲得升官的獎勵，於無印篇第2集被小智的皮卡丘強烈的電擊打飛，從那次之後，他們就認定小智的皮卡丘是他們在尋找的威力強大、很罕見的寶可夢，之後不斷的捉拿，但都沒成功過而且每次都被打飛，被打飛後會一起喊：「好討厭的感覺呀！」，但偶爾（例如在劇場版的結尾和一些有美好結局的時候）他們會說「好棒的感覺啊！」。雖然常被打飛，但他們有種鍥而不捨的精神，為了抓到皮卡丘一路追小智從關都、城都、豐緣、神奧、合眾、卡洛斯、阿羅拉再追到伽勒爾。火箭隊在超級願望前面幾集，由於接到秘密任務的關係脫穎而出（鑽石&珍珠第189話被坂木認同而升官），變得很強悍沒被打飛，但直到電漿團被逮捕後又恢復原狀（最後超級願望第142話他們可能被調回原職，並上交了在合眾地區收服的寶可夢交差）。在太陽&月亮開始來到阿羅拉地區裡，被打飛改成被穿著熊強行抱走（不管是在多遠的地區），這時他們會說：「這是什麼感覺啊？」，直到太陽&月亮最終話與穿著熊告別後，在旅途開始被打飛後又恢復說「好討厭的感覺啊！」。
他們每次出場都會有開場白，截至目前，他們已經有了常用的五套開場白，前幾套開場白還曾被小智一行人盜用過。他們也是除了小智之外，從無印登場至今都沒被換掉的主要角色。跟小智是冤家路窄的關係，但對他們來說小智是天敵。雖然總是跟小智為敵，其實也有與小智休兵停戰的時候，不過很快就決裂。即便小智已經認識他們很久了，但大多時候仍以「火箭隊」通稱他們，極少直呼其名。他們也通常不會直接喊小智的名字（包含同伴），而都稱小智為「小鬼頭」，稱小智一行人為「小鬼頭軍團」或「小鬼頭一行人」，與小智同行的男性同伴則稱「小鬼頭二號」，如小剛、小建、天桐、希特隆、卡奇、馬瑪內、小豪；女性同伴則稱「小丫頭」，如小霞、小遙、小光、艾莉絲、莎莉娜、莉莉艾、水蓮、瑪奧、小春；年紀較小的男性同伴則稱「小小鬼頭」，如小勝；年紀較小的女性同伴則稱「小小丫頭」，如柚麗嘉。在寶可夢旅途 目標是寶可夢大師 第九話《逆袭的火箭队！》中，對小智最後一次反攻，結果還是失敗了。反而被拉帝亞斯打飛。 最後火箭隊在爭執中不歡而散，直到最終話《彩虹與寶可夢大師！》中，三人組才重歸於好。
武藏（配音員： 林原惠、平松晶子（超世代85〜92話）； 盧敘榮；王瑞芹→詹雅菁；姚敏敏；傅其慧） 黃麗芳（TVB）、譚淑英（ATV，劇場版DVD）、呂慕慈（無印VCD/DVD版本）→莊巧兒（超級願望篇起沒上映劇場版DVD版）、陳雪瑩（奇妙電視版本，太陽＆月亮第1集起）； 刘莉（辽艺版，无印篇1-52集）、阎萌萌（电影频道版，无印篇105-160集）、金燕（电影频道版，DP篇1-27集）、黎筱濛（中影版，《波尔凯尼恩与机巧的玛机雅娜》、《超梦的逆袭进化》）、张予佟（中影版，《皮卡丘与可可的冒险》）、黄莺（瞬心版））
- 英文名：Jessie Murrow
- 登場時期：無印至旅途 目標是寶可夢大師

火箭隊二人組的成員，25岁，是個非常直率、潑辣、自戀、自大、任性的女人。背景複雜，母親曾是火箭隊的高級幹部，為了尋找夢幻登上雪山後便音訊全無，後被窮人收養。在行動時她經常使喚小次郎和喵喵行動，自己很少干實事。但有時武藏也會表現出溫柔體貼的一面。有時她還會出於某些原因幫助小智一行人。她對於搶到手的東西老是說：「你的東西就是我的東西，我的東西還是我的東西」。她平時沒有像小次郎一樣疼愛自己的寶可夢，有時候還會打自己的寶可夢，不過她仍會關心自己的寶可夢。自稱為「大美女」，由於擁有過於閃亮的長髮，因此曾被飯匙蛇咬斷，但也激發出她可怕的蠻力。喵喵曾提議用她的長髮去釣魚，當然她死都不要。在她和小次郎、喵喵的談話中透露她是一名失戀的女子。夢想成為女演員，似乎有段複雜的過去。味覺似乎過於常人，再怎麼難吃的食物進到她嘴裡就會變好吃。她不喜歡別人以年紀老的稱謂（如阿姨、伯母、大嬸）稱呼自己。在《寶可夢超世代》及《寶可夢鑽石&珍珠》裡分別多次用假名和偽裝參加華麗大賽與小遙及小光競爭，在《寶可夢XY》裡又以表演家身分參加三冠衛星賽與莎莉娜競爭。為動畫原創角色，不過後來於GB比卡超版中特別登場過。在《寶可夢太陽與月亮》持有謎擬QZ和強力Z手環（與小次郎共用），後來在太陽&月亮第146集火箭隊離開前小次郎將Z強力手環留給好壞星保管。
- 武藏的寶可夢
  - 小果然（旅途第090話因時空大影響暫時退化）→果然翁（第148話）【意外與大舌頭交換，超級願望寄放在火箭隊總部，超級願望第142話和XY起回歸】
    - 從此刻起，常常在火箭隊决定一件事或者说完开场白或者其他對話（如：打算參加某項活動）後或者對話到途中，自己从精靈球裡出来。
    - 當火箭隊說完「好討厭的感覺啊！」、「好棒的感覺啊！」、「這是什麼感覺啊？」常會在此句話之後發出一聲。
    - 於旅途篇首次現身於合眾地區

  - 飯匙蛇（超世代第008話）【徒手收服，超級願望寄放在火箭隊總部，旅途 目標是寶可夢大師再次登場】
  - 蜻蜻蜓（鑽石&珍珠第079話）→遠古巨蜓（當集進化）【雌性，超級願望寄放在火箭隊總部，旅途 目標是寶可夢大師再次登場】
  - 滾滾蝙蝠（超級願望第002話）【作為成果貢獻給坂木，旅途 目標是寶可夢大師再次登場】
  - 輕飄飄（超級願望第109話）【雌性，作為成果貢獻給坂木，旅途 目標是寶可夢大師再次登場】
  - 南瓜精（XY第011話）→南瓜怪人（XY第082話，特大尺寸）【與南瓜伯爵的大嘴娃交換後進化，後來換回，太陽&月亮寄放在火箭隊總部，旅途 目標是寶可夢大師再次登場】

- 在穿著熊巢穴
  - 謎擬Q（太陽&月亮第003話）【太陽&月亮集第146話寄放在穿著熊巢穴】

- 交換給別人
  - 大舌頭（第051話）【第148話意外與果然翁交換】
  - 大嘴娃（XY第082話）【與南瓜精交換，後來換回】

- 放歸野生環境
  - 阿柏蛇（第002話）→阿柏怪（第031話）【超世代第006話放生】
  - 大舌貝（第067話）【當集成為大呆獸的一部份離隊】
  - 刺尾蟲（超世代第014話）→盾甲繭（超世代第024話）→毒粉蛾（超世代第028話）【鑽石&珍珠第072話放生（武藏踩碎精靈球）】
  - 鯉魚王（超世代第079話）【被鯉魚王大叔偽裝成笨笨魚，當集放生】

小次郎（配音員： 三木真一郎； 孫誠（無印第1集至104集）→陳進益（無印第105集至208集、《結晶塔的帝王》）→符爽（無印第209集至260集、《超夢重現 風雲再起》）→吳東原（無印第261集至太陽&月亮第125集；劇場版第4~5、7~21部）→孟慶府（太陽&月亮第126話起；劇場版23；鑽石&珍珠重配版；無印重配版）；姜先誠（《寶可夢劇場版：超夢夢反擊戰》、《寶可夢劇場版：七夜的許願星 基拉祈》、《寶可夢的跳舞秘密基地》；田志傑（《寶可夢劇場版：夢幻之寶可夢 利基亞爆誕》）； 黎偉明（TVB版本無印第2至79集）→陳卓智（TVB版本無印第157集至XY第33集）→劉奕希（TVB版本XY第34集起）、陳廷軒（ATV及TVB版本超世代代配）、劉奕希（TVB版本超級願望III代配）、蔡忠衛（超級願望篇起沒上映劇場版DVD版）、郭湛深（奇妙電視版本，太陽＆月亮第1集起）； 张文渔（辽艺版，无印第1集至52集）、郭盛（电影频道版，无印第105集至160集、钻石&珍珠第1集至27集；中影版，《波尔凯尼恩与机巧的玛机雅娜》、《超梦的逆袭进化》）、陈喆（中影版，《皮卡丘与可可的冒险》）、梁达伟（瞬心版））
- 英文名：James Morgan
- 登場時期：無印至旅途 目標是寶可夢大師

火箭隊二人組的成員，25岁，是個比較溫和的男人。在三人組中最少發表意見和設計作戰計劃。但是隨身帶著寶可夢卡片，所以遇到寶可夢時，在三人組中起著不可替代的「圖鑑」作用。在詐騙時經常化妝為女性。對寶可夢很有愛心，用真心對待自己的寶可夢，所以身邊的寶可夢都很喜歡他（只是表達方式有點過頭，例如：被大食花吞噬、被沙漠奈亞擁抱、被尖牙龍咬頭、被好壞星吸頭導致接著中毒）。愛好是收集瓶蓋。原為富家少爺，由於身邊有一位可怕的未婚妻魯美嘉，長得很像武藏，對他管教甚嚴（就是把小次郎嚴格教育成紳士），令他畏懼三分，其父母也一直逼迫他與其結婚，導致他受不了甚至離家出走，最終就加入火箭隊。為動畫原創角色，不過後來於GB皮卡丘版中特別登場過。在《寶可夢太陽與月亮》持有惡Z和強力Z手環（與武藏共用），後來在太陽&月亮第146集火箭隊離開前小次郎將Z強力手環和惡Z留給好壞星保管。
- 小次郎的寶可夢
  - 莫魯貝可（旅途第028話首次登場並跟隨和同居，旅途第070話收服、旅途 目標是寶可夢大師再次登場）
    - 在伽勒爾地區首次登場，它多次偷吃了火箭隊的食物；它的性格也十分善变，在被拒绝后立马转变为空腹状态打飞火箭隊。
    - 旅途第33話跟隨火箭隊來到關都地區擅自住進枯葉市的基地幾乎吃光他們的食物。
    - 旅途第47話火箭隊帶著莫魯貝可來參加寶可夢大胃王大賽，在比賽最後時候自己吃飽，使出氣輪場將火箭隊打飛。後來又餓了。

  - 魔尼尼（超世代第146話）【超級願望寄放在火箭隊總部，旅途 目標是寶可夢大師再次登場】
    - 出場期間內，常在火箭隊開場白，果然翁之後發出最後一聲音。

  - 尖牙籠（鑽石&珍珠第002話）【超級願望寄放在火箭隊總部，旅途 目標是寶可夢大師再次登場】
  - 哭哭面具（超級願望第023話）【作為成果貢獻給坂木，旅途 目標是寶可夢大師再次登場】
  - 敗露球菇（超級願望第109話）【作為成果貢獻給坂木，旅途 目標是寶可夢大師再次登場】
  - 好啦鱿（XY第003話）【太陽&月亮寄放在火箭隊總部，旅途 目標是寶可夢大師再次登場】

- 在穿著熊巢穴
  - 好壞星（太陽&月亮第012話）【太陽&月亮第146話寄放在穿著熊巢穴】

- 放歸野生環境
  - 瓦斯彈（第002話）→雙彈瓦斯（第031話）【超世代第006話放生】
  - 鯉魚王（第015話）【首次被鯉魚王大叔騙】→暴鯉龍（第016話）【當集放生】
  - 大食花〖母〗（第056話）【第262話放生，與大食花〖公〗私奔】
  - 口呆花〖公〗（第262話）→大食花（當集進化）【當集放生，與大食花〖母〗私奔】
  - 毽子草（超世代第084話）【被鯉魚王大叔偽裝成風鈴鈴，當集放生】

- 交給他人照顧
  - 卡蒂狗【留在別墅中】
  - 刺球仙人掌（超世代第006話）【鑽石&珍珠第054話寄放在菜種那裡】
  - 風鈴鈴（超世代第084話）【超世代第146話寄放在管家夫婦那裡】
    - 出場期間內，常在火箭隊開場白，果然翁之後發出最後一聲音。

喵喵（配音員： 犬山犬子； 林凱羚（無印第1集至104集）→姚敏敏（無印第105集至208集、《結晶塔的帝王》、《皮丘與皮卡丘》）→雷碧文（無印第209集至260集、《超夢重現 風雲再起》、《比卡超的歡樂聖誕99》、《比卡超的歡樂聖誕2000》、《比卡超的歡樂聖誕2001》、《七夜的許願星 基拉祈》、《寶可夢的跳舞秘密基地》）→汪世瑋（无印261起；劇場版第4~5、劇場版7起；無印重配版）；謝佼娟（《寶可夢劇場版：超夢夢反擊戰》、《寶可夢劇場版：夢幻之寶可夢 利基亞爆誕》、《比卡超的歡樂假期》、《比卡超的探險隊》）； 梁偉德、王夢華（沒上映劇場版DVD版）、伍博民（奇妙電視版本，太陽＆月亮第1集起）； 王晨光（电影频道版，钻石&珍珠第1-27集；中影版，《皮卡丘与可可的冒险》）、邢子皓（中影版，《波尔凯尼恩与机巧的玛机雅娜》、《超梦的逆袭进化》）、吴迪（瞬心版，太阳&月亮第1集起、《就决定是你了》、《我们的故事》））
- 英文名：
- 登場時期：無印至旅途 目標是寶可夢大師
- 常用絕招：「瘋狂亂抓」、「利爪」、「咬咬」

火箭隊兩人組的搭檔寶可夢，一般系，雄性，妖怪貓寶可夢。有著富有雄心的，樂於助人而時常空想的性格。會用雙腳走路和說人類的語言，為了學會走路和說人話耗盡全力，導致後來無法學會像「聚寶功」這樣高段的絕招。之所以去學習兩隻腳走路和說人話，是為了取得一隻愛財母喵喵—瑪丹娜的好感，她因為擁有有錢的人類主人，隨口說道「你不是人類，能給我那麼多寶石嗎？不可能！」所以喵喵開始發憤圖強地學習走路和人話。學成後帶著一束花去向瑪丹娜求婚時，被一句「用後腳走路和說人話的喵喵真噁心！」給打槍（之後第071話此時瑪丹娜早已被有錢主人野放，因為有錢主人的公司不景氣，已經沒有能力再養她，而後她被迫加入喵喵曾經的喵喵團伙群並成為首領貓老大的女友），之後萬念俱灰，墮落成邪惡組織火箭隊的一員。夢想是打敗貓老大，取回火箭隊首領阪木的愛寵地位。因為自己也是寶可夢，可以翻譯其他寶可夢的語言，在劇中擔任口譯人員的角色。曾在超級願望第45集為了執行火箭隊任務而假裝被逐出火箭隊加入小智一行人。太陽&月亮第62集出現了它的新勁敵為阿羅拉的樣子的喵喵（現為真鳥的秘書）。旅途第90話因時空的影響暫時無法正常說話。

#### 協助的寶可夢
- 洛托姆（手機洛托姆，旅途第012話，配音員：大谷育江；劉如蘋）

#### 成為朋友

##### 太陽&月亮
穿著熊（配音員： 金井美香）
- 英文名：
- 登場時期：太陽&月亮、旅途（客串）
- 常用絕招：

強臂寶可夢，一般、格鬥屬性，雌性。牠是於太陽&月亮中出現的一隻野生寶可夢。太陽&月亮第3話首次登場，不管火箭隊在什麼地區，在火箭隊被打敗時，穿著熊都會將他們帶走。 這頭穿著熊不但武藝驚人，甚至還會水上飄的功夫。它似乎很喜歡「照顧」火箭隊，總是把他們像玩具一樣抱起來，還會給他們餵食。雖然它對於火箭隊的「照顧」有時讓火箭隊很困擾，但他們之間仍培養了很好的感情，武藏甚至會給它買特產。穿著熊力氣很大，雖然經常看不出它的表情，它似乎在激動或者興奮的時候會發出非常高分貝的叫聲，這個叫聲也經常讓火箭隊感到很害怕。穿著熊也有溫柔的一面，在喵喵為了長毛狗的去世而獨自坐在外面淋雨傷感時，穿著熊抱住它並幫忙擋雨。這隻穿著熊似乎也懂得製作機器，在火箭隊跟小智等人在大木研究所附近對峙時，牠搭上一架飛機來到關都，然後跳下來並把火箭隊製作的喵喵機器人改裝成火箭，然後把鬧事的火箭隊帶回阿羅拉地區，太陽&月亮第096集話與失蹤許久的小孩童偶熊（首次太陽&月亮第044話登場）重逢。
童偶熊（配音員： 藤田妮可）
- 英文名：
- 登場時期：太陽&月亮、旅途（客串）

抓狂寶可夢，一般、格鬥屬性。牠是於太陽&月亮中出現的一隻野生寶可夢，真實身份為穿著熊的孩子。

#### 火箭扭蛋機
- 登場時期：旅途

火箭隊在旅途篇中主要使用的機器，裡面裝著許多印有火箭隊標記的紫色精靈球，其作用替代了之前火箭隊的同行寶可夢，並由大嘴鷗運輸此機器給需要扭蛋機的火箭隊員。
旅途第49話由於機器故障沒有精靈球，所以由大嘴鷗來對戰。
- 暴鯉龍（旅途第003話）
- 班基拉斯（旅途第003話）
- 怪力（旅途第008話）
- 凍原熊（旅途第008話）
- 吼鯨王（旅途第010話）
- 喇叭芽（旅途第012話）
- 咬咬龜（旅途第013話，咬咬）
- 彷徨夜靈x2（旅途第016話）
- 蚊香泳士（旅途第017話）
- 盔甲鳥（旅途第020話）
- 叉字蝠（旅途第020話）
- 鯉魚王（旅途第026話，標題介紹）
- 呆呆王（旅途第026話，標題介紹）
- 自爆磁怪（旅途第027話）
- 太古盔甲（旅途第027話）
- 利牙魚（旅途第031話）
- 巨鉗蟹（旅途第031話）
- 蜈蚣王（旅途第033話）
- 龍王蠍（旅途第033話）
- 捲捲耳（旅途第035話）
- 泡沫栗鼠（旅途第035話）
- 尼多利（旅途第038話）
- 隆隆石（旅途第038話）
- 鑽角犀獸（旅途第040話）
- 泥巴魚（旅途第040話）
- 無x2（旅途第041話，都是空包球，只有標題介紹）
- 打擊鬼（旅途第048話）
- 投摔鬼（旅途第048話）
- 螺釘地鼠（旅途第052話）
- 穿山王（旅途第052話）
- 土狼犬（旅途第054話）
- 戴鲁比（旅途第054話）
- 溶食獸（旅途第058話，多隻）
- 敲音猴（旅途第059話，當集自行放生並成為小豪的寶可夢）
- 豐蜜龍（旅途第069話）
- 迷你冰（旅途第069話）
- 天然雀（旅途第070話）
- 蛇纹熊（旅途第070話）
- 黑夜魔靈（旅途第075話）
- 月石（旅途第075話）
- 熱帶龍（旅途第076話）
- 霸王花（旅途第076話）
- 蘭螳花（旅途第094話）
- 保母蟲（旅途第094話）
- 懶人獺（旅途第095話）
- 請假王（旅途第095話）
- 提布莉姆（旅途第127話）
- 詐唬魔（旅途第127話）
- 巨石丁（旅途第127話）
- 毛毛角羊（旅途第127話）
- 刺梭魚（旅途第127話）
- 古月鳥（旅途第127話）

### 主要勁敵
被列為主要勁敵的準則如下：
1. 已被公認為固定班底（e.g.：小茂、小瞬等）。
2. 後續有在週刊放送局登場。
3. 聯盟大賽（橘子聯盟除外）或華麗大賽的重要勁敵。

#### 小智的勁敵

##### 無印
小茂（配音員： 小林優子（TV版）； 林凱羚（無印第1集至45集）→王瑞芹（無印第57集至172集）→盧敘榮（無印第229集）→詹雅菁（無印最終季）→林美秀（超世代起；無印重配版）； 林丹鳳、簡懷甄（奇妙電視版本））
- 英文名：Gary Oak（少數有姓氏角色）
- 登場時期：無印（配角）、對戰開拓區·鑽石&珍珠篇（客串）、放送局、旅途（夢幻計劃的參與者）、旅途 目標是寶可夢大師
- 原型：四色版系列、火紅．葉綠 — 勁敵

小智的宿敵兼好友，同是出身於真新鎮，是大木博士的孫子，全名為大木茂，從小和小智一起長大，個性從原先的自大轉為現在的冷靜沉著。表面上很瞧不起小智，其實心裡很關心彼此。名字是以原案開發者宮本茂來命名。
原先的目標是成為寶可夢大師，但當時的他只會訓練強勁的寶可夢，和小智的以愛和信任訓練手上任何的寶可夢形成對比（不及小智和真司的強烈）。小茂曾挑戰常磐道館館主兼任火箭隊首領坂木，但被坂木的超夢打得落花流水，但他的自大仍沒改變。直至在石英聯盟，小智晉身十六強，小茂卻未和小智決一高下便宣告出局，小茂的個性也逐漸改變。在城都聯盟十六強與小智進行六對六全面對戰（第271至272集），最後是水箭龜對噴火龍，不知不覺中噴火龍逼近水箭龜，經過一番殊死戰後水箭龜失去戰鬥能力，小茂以五比六戰敗，十六強出局。
小茂之後改變志向，成為寶可夢研究員，現今主要在神奧地區進行研究。旅途第68話时回到大木研究所，再次遇見小智，旅途第71話在神奧地區天冠山再次遇見小智、小豪。
小茂在旅途 目標是寶可夢大師篇再次登場。
小茂的寶可夢有超过200只（在第066集中提及，但当时已发现的寶可夢只有150种，可见他有不少寶可夢是重复收服的），但大部份都存放於大木博士研究所中未曾在动画版中出现，以下为曾经出现的寶可夢：
- 小茂的寶可夢
  - 大鉗蟹（第013話）→ 巨鉗蟹（第066話）
  - 風速狗（第062話）
  - 尼多王（第062話）
  - 多多冰（第066話）
  - 尼多后（第116話）
  - 伊布（第117話）→ 月伊布（第172話）
  - 鉗刀甲蟲（第172話）
  - 黑魯加（第270話）
  - 魔雀（第270話）
  - 富迪（第270話）
  - 椰樹獸（城都聯盟的档案中出现）
  - 盔甲鳥（第270話）
  - 鴨嘴火龍（第270話）
  - 刺龍王（第270話）
  - 傑尼龜（首選）→卡咪龜→ 水箭龜（第270話）
  - 巨鉗螳螂（第271話）
  - 滾動岩（第271話）
  - 多多利（HOSO第67話）
  - 電擊魔獸（超世代第191話）
  - 班基拉斯（旅途第102話）
  - 布莉姆溫（旅途第113話）
  - 雷吉铎拉戈（旅途第113話，夢幻計劃捕捉任務）

- 協助的寶可夢
  - 洛托姆（手機洛托姆，旅途第068話）

阿弘（配音員： 高山南； 王瑞芹（無印第79集至81集）→盧敘榮（無印第221集至223集）； 王夢華（ATV）、陸惠玲（TVB））
- 英文名：Richie
- 登場時期：關都地區篇、城都地區篇（客串）、放送局 、旅途

小智的勁敵兼好友，在石英大會時曾交過手，於十六強的比賽打敗小智後，更一度打入四強戰，但敗戰並得第四名。其穿著打扮與小智相當類似，也總是會收服到和小智一樣的寶可夢。個性相較之下較為沉著，有很高的推理能力。熱愛寶可夢的心絲毫不輸小智。在「週刊放送局」系列特別節目裡表現活躍。旅途篇再度登場，第116話透過熒幕觀看阿渡與卡露妮的八大師淘汰賽對戰。
- 阿弘的寶可夢
  - 皮卡丘（第79話）（雷恩）
  - 小火龍（第79話）（將本）→火恐龍（第222話，改名為吉波）
  - 巴大蝶（第79話）（巴比）
  - 沙基拉斯（第221話，克魯茲）
  - 傲骨燕（HOSO第23話，洛茲）

- 關係未知
  - 烈雀或瑪瑙水母（第81話）

葉越（配音員： 鳥海勝美； 吳東原； 黃啟昌、張添勝（奇妙電視版本））
- 英文名：Harrison
- 登場時期：城都地區篇（客串）

小智的勁敵，出身未白鎮，寶可夢對戰的實力不可小覷。在白銀大會預賽錦標賽的第二回戰與小智交手，最後以火焰雞戰勝小智的噴火龍贏得勝利，但在四強敗給杜舍。
火焰雞與變隱龍在紅寶石、藍寶石發售前就登場了，火焰雞還會使用紅藍寶石的新技能（變隱龍在先前的集數及短篇電影中就已出現過）。
- 葉越的寶可夢
  - 黑魯加
  - 狃拉
  - 火稚鸡（首选，第266集話）→力壮鸡（第266話前）→火焰鸡（第266話）
  - 變隱龍
  - 催眠獸
  - 大鋼蛇
  - 大奶罐

##### 超世代
政宗（配音員： 野澤雅子； 林美秀； 曹啟謙、馮詠恩（奇妙電視版本））
- 英文名：Morrison
- 登場時期：豐緣地區篇（客串）、旅途（客串)

小智的勁敵，出身綠蔭鎮，是個個性豪邁的人，第一人稱「俺」。在預賽錦標賽第二回戰和小智對決時，由於第一次和朋友交手，無法放手攻擊，後來才克服心理的障礙，恢復往常的實力，但還是敗給小智。旅途篇再度登場，第118話在寶可夢中心與小瞬、哈利、哲也及小田卷博士觀看小智與大吾的八大師淘汰賽對戰。
- 政宗的寶可夢
  - 鐵啞鈴→金屬怪
  - 天蠍
  - 護主犬
  - 麒麟奇
  - 巨沼怪
  - 大鋼蛇

哲也（配音員： 野島健兒； 吳東原； 黃榮璋、劉達斌（奇妙電視版本））
- 英文名：Tyson
- 登場時期：豐緣地區篇（客串）、旅途（客串)

小智的勁敵，出身紫堇市，和小遙一樣，對美食十分感興趣，擁有一隻非常厲害，穿著長靴的喵喵。在彩幽大會時與小智在預賽錦標賽第三回戰時交手，險勝小智，並成為當屆豐緣聯盟冠軍。旅途篇再度登場，第118話在寶可夢中心與小瞬、哈利、政宗及小田卷博士觀看小智與大吾的八大師淘汰賽對戰。
- 哲也的寶可夢
  - 喵喵怪
  - 巨金怪
  - 蜥蜴王
  - 狡猾天狗
  - 鐵掌力士
  - 冬凡

##### 鑽石&珍珠
真司（配音員： 古島清孝； 李世揚(群英社版本)、孟慶府(鑽石&珍珠重配版、旅途)； 曹啟謙（TVB））
- 英文名：Paul Fields
- 登場時期：鑽石&珍珠（配角）、旅途（客串）

小智的宿敵，出身帷幕市，個性與關於使用寶可夢的想法幾乎跟小智完全相反，對自己的寶可夢採取斯巴達式的訓練，其訓練的程度甚至可以用「殘忍」、「冷血」二詞來形容，際此把寶可夢訓練的很強大，重要的時候若不能發揮水準都會將其野放，不論寶可夢與自己是否已有感情，小火焰猴便是一例（真司收服牠之前看到牠對貓鼬斬發動非一般的「猛火」特性，但之後牠再發動不了，直至野放後）。
真司有一位哥哥名叫雷司，他在鑽石&珍珠第66集登場。雷司的訓練方式和小智大同小異，真司認為雷司和小智兩人會很投契。在鑽石&珍珠第128集中，證實原來真司殘酷冷血的為人是因雷司在敗給對戰金字塔法老神代後放棄當寶可夢訓練員，轉行為寶可夢飼養員，令真司萌生超越哥哥的念頭，決定要「打敗神代先生，以完成哥哥做不到的事」。就在該集，真司大舉挑戰神代，卻在這場六對六的全面對戰情緒失控，令他以零比六慘敗收場（神代甚至只需拿出三隻傳說寶可夢便把真司徹底擊敗）。
在雷司的提議下，真司和小智於十天後在睿智湖進行六對六全體戰（鑽石&珍珠第131至132集），真司適當運用戰術，令小智陷入苦戰。儘管當時已歸小智所有的小火焰猴進化成猛火猴，真司仍以六比二大勝，把小智「踩」進低谷。
初時真司對幾乎所有人也不會尊重，出言侮辱小智、帷幕市道館館主阿李。他第一次對小智表示尊重是鑽石&珍珠第128集中驚聞小智打敗了神代，第二次是在鑽石&珍珠第163集，看到小智的猛火猴進化成烈焰猴。
真司最後於神奧聯盟八強和小智再一次進行六對六全體戰，激戰的最後是電擊魔獸對烈焰猴，烈焰猴發動特性「猛火」，終告把電擊魔獸打敗，真司以五比六戰敗而八強出局。對戰結束後向電擊魔獸道謝，隨後決定再次回到位於切鋒市的對戰金字塔挑戰神代。旅途篇再度登場，第114話前往小智故鄉真新鎮替小智進行特訓，第117話在家中與雷司透過電視觀看竹蘭與艾莉絲的八大師淘汰賽對戰、第118話在家中與雷司透過電視觀看小智與大吾的八大師淘汰賽對戰。
- 真司的寶可夢
  - 電擊怪（鑽石&珍珠第2話）→電擊獸（鑽石&珍珠第51話）→電擊魔獸（鑽石&珍珠第182話）
  - 可多拉（鑽石&珍珠第128話）→波士可多拉（鑽石&珍珠第186話）
  - 海兔獸（東海）（鑽石&珍珠第186話）
  - 龍王蠍（鑽石&珍珠第186話）
  - 鐵面忍者（鑽石&珍珠第50話）
  - 雪妖女（鑽石&珍珠第187話）
  - 烈咬陸鯊（旅途第114話）
  - 巨金怪（旅途第114話）
  - 暴鯉龍（旅途第114話）

- 在雷司的飼養屋
  - 草苗龜（鑽石&珍珠第128話，回憶片段）→樹林龜（未知集數）→土台龜（鑽石&珍珠第40話）
  - 圈圈熊（鑽石&珍珠第6話）
  - 黑暗鴉（鑽石&珍珠第40話）→烏鴉頭頭（鑽石&珍珠第65話）
  - 瑪狃拉（鑽石&珍珠第40話）
  - 天蠍王（鑽石&珍珠第63話）
  - 鴨嘴火獸（鑽石&珍珠第065話）→鴨嘴炎獸（鑽石&珍珠第129話）

- 真司野放的寶可夢(以下全都因為「不能使用」、在重要時刻（如對戰）「達不到我要的水準」而被野放。可想而知，現時他所持有的寶可夢，若達不到他的要求，也有可能被野放。)
  - 小火焰猴（鑽石&珍珠第3集）（鑽石&珍珠第51集野放、鑽石&珍珠第52集成為小智的寶可夢）→猛火猴（鑽石&珍珠第132集）→烈焰猴（鑽石&珍珠第163集）
  - 姆克兒×3（鑽石&珍珠第3話）（當集內先後野放）
  - 驚角鹿（鑽石&珍珠第6話）（當集即場野放）

- 以下是真司在鑽石&珍珠第130集前登場，但在鑽石&珍珠第130集後再沒有登場的寶可夢（有可能被野放）
  - 鐵掌力士（鑽石&珍珠第126話）
  - 尼多王（鑽石&珍珠第126話）

阿馴（聲：日本：鈴木達央、村濑步；台灣：詹雅菁；香港：胡家豪）
- 英文名：Barry
- 登場時期：鑽石&珍珠（配角）
- 原型：鑽石．珍珠．白金 — 勁敵

小智的勁敵，與小光同樣出身雙葉鎮，個性急躁，還會動不動便要向人罰款，非常崇拜真司。於神奧聯盟十六強賽被真司擊敗。父親是神奧有名的開拓之腦—桄榔。
- 阿馴的寶可夢
  - 波加曼（鑽石&珍珠101话前，首选）→波皇子（鑽石&珍珠101话前）→帝王拿波（鑽石&珍珠第101話）
  - 姆克鷹（鑽石&珍珠第101話）
  - 羅絲雷朵（鑽石&珍珠第101話）
  - 赫拉克羅斯（鑽石&珍珠第109話）
  - 盔甲鳥（鑽石&珍珠第184話）
  - 沙古拉（鑽石&珍珠第184話）

考平（聲：日本：三戶耕三；台灣：吳東原(群英社版本)、于正昇(鑽石與珍珠重配版)；香港：麥皓豐）
- 英文名：Conway
- 登場時期：鑽石&珍珠（客串）

小智的勁敵，出身不明，經常在小光身後鬼鬼祟祟地出現，把小光嚇一跳，對小光貌似有好感。之前曾經在緣之競技場跟寶可夢暑期講座登場，之後又出現在神奧聯盟大會。於神奧聯盟十六強被小智擊敗。
- 考平的寶可夢
  - 呆呆王（鑽石&珍珠第48話）
  - 赫拉克羅斯（鑽石&珍珠第48話）
  - 胡地（鑽石&珍珠第51話）
  - 壺壺（鑽石&珍珠第185話）
  - 大舌舔（鑽石&珍珠第185話）
  - 黑夜魔靈（鑽石&珍珠第185話）

達克多（聲：日本：高橋廣樹；台灣：于正昇(群英社版本)、孫中台(鑽石與珍珠重配版)；香港：李致林）
- 英文名：Tobias
- 登場時期：鑽石&珍珠（客串）

小智的神奧聯盟勁敵，出身不明，謎一般的寶可夢訓練家，在道館賽中和聯盟中都只用一隻傳說寶可夢達克萊伊就直接勝利，是一名擁有異常強大、深不可測實力的人，完全無人能敵。鑽石&珍珠第189集中，在神奧聯盟四強與小智的蜥蜴王對戰，達克萊伊失去戰鬥能力，逼使他首次在戰鬥中派出第二隻寶可夢。而他派出的竟是另一隻傳說寶可夢拉帝歐斯。雖然最後拉帝歐斯和小智的皮卡丘同時失去戰鬥能力，但是由於達克多仍有四隻未派出的寶可夢，因此達克多仍大勝小智。晉升決賽後，達克多再次以一隻達克萊伊擊敗勁敵，成為當屆神奧聯盟冠軍。小智是他在神奧聯盟唯一認可的選手，因為到目前為止在所有選手當中只有小智能讓他拿出第二隻。
- 達克多的寶可夢（其餘四隻未知）
  - 達克萊伊（鑽石&珍珠第183話）
  - 拉帝歐斯（鑽石&珍珠第189話）

##### 超級願望
修帝（聲：日本：渡邊明乃；台灣：于正昇、詹雅菁（童年）；香港：張方正、劉惠雲（童年）、黃尉斯（奇妙電視版本））
- 英文名：Trip
- 登場時期：超級願望篇（配角） 、旅途（客串）

初登場於超級願望01話。合眾地區的新人訓練家，在三隻初選寶可夢裏選了藤藤蛇。最常說的話是「這是基本吧」。個性文靜，不常表露自己的情感，喜歡用相機拍照紀錄冒險歷程。第一次和小智對戰時打敗了因捷克羅姆無法使用電系絕招的皮卡丘。第二次對戰時已表明可以進行全體戰，暗示他在當時已擁有最少六隻寶可夢，但他在這次五對五的對戰中，只用了三隻就擊敗小智手上共五隻寶可夢對戰之後，修帝告訴小智他的藤藤蛇和皮卡丘不錯，但是他其餘的寶可夢無可救藥。
幼年親眼見識到阿戴克的戰鬥，從那一刻起阿戴克就成為他的偶像，而他的目標就是總有一天能與阿戴克對戰，並將其打敗。
雖為新人訓練員，但在旅行早段已收服最少六隻寶可夢，更在和小智的第二次對戰中只以手上一半的寶可夢便打敗有豐富經驗的小智，是勁敵中非常突出的一個。
第三次對戰時，與小智戰平後，表明自己不適合小智的戰鬥方式。
參加了雷文鎮舉辦的東喬治對戰，於第一輪戰時與天桐對戰，戰敗出局。
參加了東喬治格鬥大會，於第一輪戰時與白露對戰，由於過於輕敵而被反敗為勝，戰敗出局。
為獲得與冠軍阿戴克對戰的機會參加了青少年杯，一路用君主蛇以壓倒性的攻勢過關斬將，擊倒了赤霞珠與天桐後在決賽中與小智交手。最後成功奪冠，如願得到挑戰阿戴克的權利，為向阿戴克證明自己的強大，修帝使出全力對戰，但卻被阿戴克一招擊敗。阿戴克的話讓修帝重新審視「強大」的意義。
在合眾聯盟檜垣大會中於預賽對上小智，以最強大的君主蛇對上小智的皮卡丘，一番大戰後被擊敗。在見識到小智實力後坦承這次的敗北，在彼此勉勵後為打倒阿戴克而離開檜垣市繼續旅行。旅途篇再度登場，第117話在寶可夢中心觀看竹蘭與艾莉絲的八大師淘汰賽對戰。
- 修帝的寶可夢
  - 藤藤蛇（超級願望第001話）→青藤蛇（超級願望第010話）→君主蛇（超級願望第090話）
  - 波波鴿（超級願望第010話）
  - 輕飄飄（超級願望第010話）
  - 燈火幽靈（超級願望第022話）
  - 迷你冰（超級願望第034話）
  - 搬運小匠（超級願望第034話）→鐵骨土人(超級願望第040話）→修繕老頭(超級願望第072話）

白露（聲：日本：伊藤靜；台灣：詹雅菁；香港：林元春、陳子瑩（奇妙電視版本））
- 英文名：Bianca
- 登場時期：超級願望篇（配角）、旅途（客串）
- 原型：黑‧白 — 勁敵（女）

替紅豆杉博士把徽章盒交給小智的少女，個性開朗但有些冒失。不知何解，她經常會撞倒小智（而且小智每次都會因此被撞至水裏）。對看上眼的寶可夢會不顧一切的纏上去，若是也是野生的就盡力的去收服，若是別人的就會提出交換的請求，雖然其便拒絕她還是會纏著那著寶可夢。意外的對肌肉十分感興趣，不管是對人還是寶可夢都一樣。
與小智等人一同參加東喬治對戰，於第一輪戰時與肯尼洋對戰，慘敗收場。
東喬治格鬥大會時與小智等人再度成為勁敵，於第一輪戰時以出乎意料的戰術戰勝了修帝，於第二輪戰時擊敗了藍葛雷，於第三輪戰時被肯尼洋擊敗。
參加了合眾聯盟檜垣大會，於正式比賽的第一戰被虎徹擊敗。
旅途篇再度登場，第117話在寶可夢中心觀看竹蘭與艾莉絲的八大師淘汰賽對戰。
- 白露的寶可夢
  - 炒炒豬（超級願望第013話）→炎武王（超級願望第072話）
  - 泡沫栗鼠（超級願望第013話）
  - 小嘴蝸（超級願望第049話）（超級願望第064話與紅豆杉博士的蓋蓋蟲交換，後進化為敏捷蟲。）
  - 蓋蓋蟲→騎士蝸牛（超級願望第064話）

肯尼洋（聲：日本：脇知弘；台灣：吳東原；香港：陳卓智、黃尉斯（奇妙電視版本））
- 英文名：Stephan
- 登場時期：超級願望篇（配角）、旅途（客串）

小智在旅行途中結識的訓練家，擁有一隻非常厲害、懂得使用炎系絕招「火焰襲擊」的斑斑馬。在最初與小智對戰時因小智的水水獺遺失扇貝貝而中斷，在其後與小智進行第二次對戰時被小智的水水獺擊敗。不知為何，名子的發音經常被人叫錯，例如「肯尼亞」。
與小智等人一同參加東喬治對戰，於第一輪戰時擊敗白露，而在第二輪戰時遭艾莉絲擊敗。
東喬治格鬥大會時與小智等人再度成為勁敵，輕鬆通過第一輪戰後，於第二輪戰時戰勝天桐，於第三輪戰時擊敗白露，在千辛萬苦的擊敗上屆冠軍後成功獲得優勝。
參加了合眾聯盟檜垣大會，於十六強賽中被小智擊敗。旅途篇再度登場，第117話在寶可夢中心觀看竹蘭與艾莉絲的八大師淘汰賽對戰。
初期中譯為「（甘尼亞）」，後因被反應有三字經的諧音，改為現在的譯名。
- 肯尼洋的寶可夢
  - 斑斑馬（超級願望第028話）→雷電斑馬（超級願望第039話）
  - 打擊鬼（超級願望第043話）
  - 酷豹（超級願望第106話）

虎徹（聲：日本：內山昂輝；台灣：吳東原；香港：黃積權、吳茵（奇妙電視版本））
帶著利歐路的訓練家，個性有些迷糊。為了參加青少年杯而來到東合眾，但因弄錯時間而在結束時才到達會場，對這樣的失誤也能不感到氣餒，而是立刻轉個彎似的前去尋找阿戴克要簽名，是個樂觀開朗、來去如風的少年。
也是立志要參加合眾聯盟的訓練家，但弄錯了需收集的徽章數，經小智提醒而急忙去挑戰道館。個性雖然脫線但實力卻不容小覷，於合眾聯盟檜垣大會的正式比賽第一輪戰擊敗白露。在八強賽中，雖然因為迷糊的個性誤以為只需帶五隻寶可夢，仍打敗小智進入前四強，但在四強時敗給巴吉爾。
- 登場時期：超級願望篇（客串）
- 虎徹的寶可夢
  - 利歐路（超級願望第093話）→路卡利歐（超級願望第107話）
  - 大劍鬼（超級願望第094話）
  - 堅果啞鈴（超級願望第094話）
  - 三頭龍（超級願望第107話）
  - 首席天鵝（超級願望第107話）
  - 步哨鼠（超級願望第108話）

巴吉爾（聲：日本：梶裕貴；台灣：宋昱璁；香港：張裕東、陳漢祺（奇妙電視版本））
在山崩中救了小智與艾莉絲的青年，是專門於事故現場進行救援的寶可夢救援隊成員，率領由七隻伊布進化型外加伊布所組成的伊布小隊。曾為了修行而進行挑戰道館的旅行，也準備要參加合眾聯盟。
在檜垣大會中靈活運用伊布隊的特性一路過關斬將，在四強時擊敗虎徹，並在最後成為當屆合眾聯盟冠軍。
- 登場時期：超級願望篇、放送局（客串）
- 巴吉爾的寶可夢
  - 伊布（超級願望第102話）
  - 水伊布（超級願望第102話）
  - 雷伊布（超級願望第102話）
  - 火伊布（超級願望第102話）
  - 太陽伊布（超級願望第102話）
  - 月伊布（超級願望第102話）
  - 葉伊布（超級願望第102話）
  - 冰伊布（超級願望第102話）

##### XY
多羅巴（聲：日本：藤井美波；台灣：詹雅菁；香港：魏惠娥、吳茵（奇妙電視版本））
- 英文名：Trevor
- 登場時期：XY篇、旅途

小智在寶可夢夏令營結識的勁敵，关都出身（具体地点不明），xy39集前从布拉塔諾博士那里得到小火龙，喜歡拍攝不同類型的寶可夢。旅途篇再度登場，第116話透過熒幕觀看阿渡與卡露妮的八大師淘汰賽對戰。
- 多羅巴的寶可夢
  - 小火龍（XY第039話，首选）→ 火恐龍（XY第085話） → 噴火龍（XY第124話，超級噴火龍Y）
  - 化石飛龍（XY第124話）
  - 花潔夫人（XY第124話）

瑅耶魯諾（聲：日本：勝杏里；台灣：吳東原；香港：巫哲棋、黃尉斯（奇妙電視版本））
- 英文名：Tierno
- 登場時期：XY篇、旅途

小智在寶可夢夏令營結識的勁敵，卡洛斯的白檀市出身，xy39集之前从布拉塔諾博士那里得到傑尼龜。喜歡跳舞，主要捕捉有一定舞蹈技巧的寶可夢，並利用舞蹈在戰鬥中發揮優勢。旅途篇再度登場，第116話透過熒幕觀看阿渡與卡露妮的八大師淘汰賽對戰。
- 瑅耶魯諾的寶可夢
  - 傑尼龜（XY第039話，首选）→ 卡咪龜（XY第065話） → 水箭龜（XY第89話）
  - 樂天河童（XY第065話）
  - 柯波朗（XY第065話）
  - 牛蛙君（XY第065話）
  - 雷丘（XY第065話）

翔太（聲：日本：大谷育江；台灣：王貞令；香港：許盈）
- 英文名：Sawyer
- 登場時期：XY篇、旅途

從豐緣地區到卡洛斯地區旅行的新手訓練家，他前往小田卷博士的研究所，去拿他的初學者寶可夢，他從三隻中，選出了自己最喜歡的木守宮。之後，他遇見了冠軍大吾和他的巨金怪，並聽說木守宮的最終進化型蜥蜴王可以超進化，他便以此目標離開豐緣地區，來到卡洛斯地區，擁有的超進化石即是大吾給予的。因為還是個新手訓練家，所以戰鬥技術不是很成熟，但他會觀看別的訓練家的對戰，並且隨時記錄在筆記本裡。後來他的木守宮真的成長為蜥蜴王，並且成功超進化，還曾在某次對戰中擊敗小智。在最終章節，弗拉達利的陰謀正式展開時幫助疏散密阿雷市民；弗拉達利被擊敗後，自願擔任大吾的助手，跟著前往弗拉達利實驗室舊址研究。旅途篇再度登場，第116話透過熒幕觀看阿渡與卡露妮的八大師淘汰賽對戰。
- 翔太的寶可夢
  - 木守宮（XY第060話，首选）→ 森林蜥蜴（XY第075話） → 蜥蜴王（XY第105話，XY第125話超級蜥蜴王）
  - 寶貝龍（XY第073話）→ 甲殼龍（XY第105話） → 暴蠑螈（XY第127話）
  - 胖甜妮（XY第075話）
  - 獨劍鞘（XY第105話）→ 雙劍鞘（XY第118話）→ 堅盾劍怪（XY第125話）
  - 鋼砲臂蝦（XY第118話）
  - 請假王（XY第125話）

艾嵐
#XY最強超進化特別動畫角色參照

##### 太陽&月亮
格拉吉歐（聲：日本：岡本信彥、坂田将吾（宝可梦evolution）；台灣：歐祖豪、劉如蘋(太陽&月亮第27話)→林美秀(太陽&月亮第47話起)（幼年）；香港：劉達斌、植婉雯（幼年））
- 英文名：Gladion Mohn
- 登場時期：太陽&月亮篇、旅途（客串）

莉莉艾的哥哥，是以太基金會理事長露莎米奈的兒子，持有Z強力手環（持有一般Z、岩石Z、露奈雅拉Z、龍Z、幽靈Z）。因為四年前莉莉艾被虛吾伊德襲擊的事件，因此在半年前為成為強大的寶可夢訓練家而離家修行，為的就是保護莉莉艾並打倒究極異獸。曾經要求小智不要告訴任何人跟他見面（太陽&月亮第48話卻因為小星雲（科斯莫古）的瞬間移動把莉莉艾帶到身邊而破功就責怪小智）、屬性：空扎奧博被奪走（對戰輸給扎奧博，後來找回來）和獨自救媽媽（一開始被莉莉艾要求一起去，後來被莉莉艾說服帶著小智他們一起去）。太陽&月亮第54話看到小智使出Z招式千萬伏特之後，下一話決定挑戰諸島巡禮。太陽&月亮第87話因為奈克洛茲瑪和火箭隊的危機而加入究極防衛隊。旅途篇第131-132話與莉莉艾、卡奇、水蓮、瑪奧、馬瑪內、庫庫伊博士、芭內特博士、成也・大木等人與洛托姆圖鑑及小智寄放在庫庫伊研究所的所有寶可夢聚集在阿羅拉地區寶可夢學校觀看小智與丹帝的八大師決賽戰。 
- 格拉吉歐的寶可夢
  - 伊布（太陽&月亮第027話，回憶片段）→ 月亮伊布（太陽&月亮第027話）
  - 鬃岩狼人（太陽&月亮第027話，黑夜的樣子）
  - 屬性：空（太陽&月亮第037話，銀伴戰獸）→ 銀伴戰獸（太陽&月亮第049話）
  - 索羅亞克（太陽&月亮第127話，原主人莫恩）
  - 虛吾伊德（旅途第111話，異色，莉莉艾）

哈烏（聲：日本：福山潤；台灣：劉如蘋；香港：陳子瑩）
- 英文名：Hau
- 登場時期：太陽&月亮篇

美樂美樂島的島嶼之王哈拉之孫。突破大考驗後擁有Z手環和狙射樹梟Z。
- 哈烏的寶可夢
  - 投羽梟（太陽&月亮第097話）→狙射樹梟（太陽&月亮第128話）
  - 雷丘（太陽&月亮第129話，阿羅拉的樣子）

##### 旅途
丹帝（聲：日本：小野大輔；台灣：于正昇；香港 ：黃尉斯）
- 英文名：Leon
- 登場時期：旅途篇
- 戰績：世界錦標賽 ：排名大師球等級 第1名（旅途第12話）

伽勒爾地區的冠軍和寶可夢世界錦標賽的冠軍暨世界最強王者，在伽勒爾地區是不敗的超級明星，也是被寶可夢對戰委員會認定的「八大師」之首。在洛兹會长因为无极汰那的事件失蹤後接任了联盟会长。有一個胞弟名叫赫普。
最大的希望是全世界所有訓練家都能一起變強，在宮門競技場極巨化事件中，看見沒有極巨腕帶卻能使出極巨化的小智，為教導他如何使用極巨化，贈與他極巨腕帶，並實現小智想要跟他對戰的心願。在對戰過後，小智提出再戰的要求，他向小智表示下次對戰就要在大師決賽上，另外他也看見小智想要變強的執著意念，日後亦對他十分器重。
第124話正式與小智展開決戰，在對決前夕，要求Z招式、超級進化、超極巨化全都能使用一次，獲得寶可夢對戰委員會破例同意。第128話在最後一回合，其絕對王牌噴火龍敗給小智的皮卡丘，不敗神話就此終結。後來前往醫療室探望皮卡丘時，向小智表示未來將以挑戰者的身份繼續更多對戰，並在頒獎典禮上親自為小智頒發冠軍獎盃。第132話觀看赫普的毛辨羊對上彩豆的怪力。
- 丹帝的寶可夢
  - 小火龍（回憶）→火恐龍（回憶）→噴火龍（旅途第12話）（超極巨化）
  - 多龍巴魯托（旅途第42話）
  - 轟雷金剛猩（旅途第115話）（超極巨化）
  - 閃焰王牌（旅途第128話）（超極巨化）
  - 千面避役（旅途第128話）
  - 踏冰人偶（旅途第128話）
  - 無極汰那（旅途第045話，由小豪和小智合力收服，當集經由索妮亞之手交給木蘭博士將其封印在保險櫃裡，旅途第127話解封後由小豪贈送而獲得）

可爾妮（聲：日本：寺崎裕香；台灣：劉如蘋；香港：植婉雯）
- 英文名：Korrina
- 登場時期：XY篇（客串）、劇場版、旅途（客串，世界錦標賽參賽者）、地平线
- 原型：XY版 — 娑羅道館館主
- 戰績：世界錦標賽 ：排名普通球等級 第1001名（旅途第25話）→超級球等級 第???名（旅途第34話）（官方未提起）

娑羅道館館主，使用格鬥系寶可夢。旅途篇與小智重逢，也參與世界錦標賽。旅途第34集出现她被彩豆击败的场景。第130話與彩豆在家中一起觀看小智與丹帝的八大師決賽戰。地平线系列未正面出现，但是曾经帮助罗伊及其路卡利欧进行修行，并给予他进化钥匙和路卡利欧超进化石。
- 可爾妮的寶可夢
  - 利歐路→路卡利歐（超級路卡利歐）（技能：劍舞、骨擊一氣、增強拳、金屬音、波導彈）
  - 豪力（XY第44話）（技能：集氣彈、低空踢、劈瓦）
  - 功夫鼬（XY第44話）→師父鼬（旅途第25話）（技能：高速星星、吸收拳、飛膝踢、發勁、急速折返、雜技）

彩豆（聲：日本：日笠陽子；台灣：徐瑀甄）
- 英文名：Bea
- 登場時期：旅途篇
- 原型：劍盾 — 溯傳競技場道館館主（劍）
- 戰績：世界錦標賽 ：排名超級球等級 第751名（旅途第34話）→超級球等級 第193名（旅途第39話）→ 高级球等级第？？名（旅途第65话）→ 高级球等级第30名（旅途第84话）

溯传道馆的两位馆主之一，副業是格鬥家。旅途第34集中連續擊敗了可爾妮、空手道大王和小智，并且是三場完勝。旅途第39集再次與小智對戰，最後以平手為收場。在洛兹会长因为无极汰那的事件失蹤後不久返回迦勒尔。第65话末尾和电次等五位训练家一起以剪影的状态出现，确认已经进入高级球阶段。第130話與可爾妮在家中一起觀看小智與丹帝的八大師決賽戰。
- 彩豆的寶可夢
  - 怪力（超極巨化）
  - 戰舞郎
  - 流氓熊貓
  - 摔角鷹人
  - 八爪武師
  - 列陣兵

艾莉絲（配音員： 悠木碧、；  林美秀； 黎梓彤）
小智一行人參照。
電次（聲：日本：野島裕史、阪口大助（幼少期））
- 英文名：Volkner
- 登場時期：鑽石&珍珠篇、旅途（客串，世界錦標賽參賽者）
- 战绩：世界锦标赛：排名高级球等级第27名（旅途第76话）

湖濱（濱海）道館館主，使用電系寶可夢。旅途第65话末尾出现了五个训练家的剪影，其中就有电次和伦琴猫。旅途篇再度登場，第77話與小智進行高級級對戰。第117話與大葉使用旋轉洛托姆觀看竹蘭與艾莉絲的八大師淘汰賽對戰。
- 電次的寶可夢
  - 皮卡丘→雷丘（技能：鐵尾、十萬伏特、伏特攻擊、打雷）
  - 倫琴貓（技能：閃電、十萬伏特、電擊波、雷牙、影子分身、鐵尾、電氣場地）
  - 電擊魔獸（技能：瘋狂伏特、鐵尾、火焰拳、急凍拳）（特性為電氣引擎）
  - 雷伊布（技能：十萬伏特和暗影球）
  - 洛托姆（旋轉洛托姆）（技能：空氣斬和禍不單行）

瑪俐（聲：日本：小倉唯；台灣：詹雅菁）
- 英文名︰Marnie
- 登场时期：旅途
- 战绩：世界锦标赛：排名高级球等级第29名（旅途第99话）

尖釘鎮道館館主聶梓的妹妹，她是寶可夢世界錦標賽參賽者，她想通過成為冠軍，復興尖釘鎮。
- 瑪俐的寶可夢

- 莫魯貝可
- 長毛巨魔（超極巨化）

小赤
- 配音員： 竹内顺子
- 登场时期：The Origin

跟小智、小茂同一天从真新镇出发旅行的训练家之一，从大木博士那里拿到的初始寵物小精靈是小火龙。
- 小赤的寵物小精靈

- 小火龙→火恐龙→喷火龙（超级喷火龙X）

#### 小遙的勁敵
小瞬（聲：日本：齋賀光希；臺灣：林美秀；香港：林丹鳳、羅婉楓（奇妙電視版本））
- 英文名：Drew Rogers
- 登場時期：超世代（配角）、對戰開拓區篇（配角）、鑽石&珍珠篇（客串）、旅途（客串)

小遙的勁敵，拉魯斯市出身。是個給人感覺有點自大，但實際上卻是個十分關心、了解別人和冷靜沉著的少年。初期對小遙態度冷淡，認為小遙是個能力不足的協調訓練家，後期經常以對戰或言語來激發小遙的潛能及鬥志、人氣極高。
喜歡小遙。小智的傲骨燕也曾經敗在他的毒薔薇手裡。旅途篇再度登場，第118話在寶可夢中心與哈利、政宗、哲也及小田卷博士觀看小智與大吾的八大師淘汰賽對戰。
- 小瞬的寶可夢
  - 毒薔薇（超世代第033話）→羅絲雷朵（鑽石&珍珠第076話）
  - 雨翅蛾（超世代第078話）
  - 沙漠蜻蜓（超世代第122話）
  - 阿勃梭魯（超世代第179話）
  - 巴他蝶（超世代第186話）

- 華麗大賽戰績(僅提到動畫有播出的場次)
  - 豐緣地區
    - 出道賽敗在紗織的手裡
    - 凱那大會-以毒薔薇在第二次審查擊敗小遙的狩獵鳳蝶，但是敗於羅伯的美納斯
    - 秋葉大會-以毒薔薇敗於葛蕾斯的恰雷姆
    - 長壽大會-以雨翅蛾擊敗月子的可多拉
    - 大型慶典-前四強戰中以毒薔薇和沙漠蜻蜓將小遙的向尾喵和力壯雞擊敗，但在決賽敗給羅伯，排名第二。此時不再輕視小遙並將她視為對等的協調訓練家看待。

  - 關都地區
    - 大型慶典-以阿勃梭魯和沙漠蜻蜓迎戰小遙的力壯雞和傑尼龜，並使出合體絕招「龍之陣式」。結果以些微的差距敗北，排名八強。
    - 茴香谷寶可夢中心(非正式)-使用毒薔薇和巴大蝴，擊敗小遙的力壯雞和狩獵鳳蝶。並說要去城都挑戰為小遙加油打氣。

  - 城都地區
    - 至少擊敗小遙一次，亦觀看小遙在米可利盃的表現。

哈利（聲：日本：金丸淳一；臺灣：于正昇；香港：伍博民、張振熙（奇妙電視版本））
- 英文名：Harley
- 登場時期：豐緣地區篇（客串）、對戰開拓區篇（配角）、鑽石&珍珠篇（客串）、旅途（客串)

小遙的勁敵，凱那市出身。陰險奸詐，為求獲勝而不擇手段，擅長使用惡屬性的寶可夢。旅途篇再度登場，第118話在寶可夢中心與小瞬、政宗、哲也及小田卷博士觀看小智與大吾的八大師淘汰賽對戰。
- 哈利的寶可夢
  - 夢歌仙人掌（超世代第104話）
  - 詛咒娃娃（超世代第123話）
  - 阿利多斯（超世代第143話）
  - 章魚桶（超世代第159話）
  - 肥波球（超世代第179話）

- 華麗大賽戰績(僅提到動畫有播出的場次)
  - 豐緣地區
    - 普里加大會-使用夢歌奈亞，並且用卑鄙手段陷害小遙，但仍被小遙的妙蛙種子擊敗
    - 大型慶典-在出賽時仍對小遙挑撥但仍被她低空過關，在前八強戰中以夢歌奈亞和詛咒娃娃迎戰但被小遙的狩獵鳳蝶和妙蛙種子擊敗

  - 關都地區
    - 金黃大會-開賽前也騙小遙讓她差點不能參加比賽，第一次審查使用夢歌奈亞，第二次審查以阿利多斯先打敗武藏的果然翁但在決賽敗於小遙的傑尼龜
    - 藻玉大會-第二次審查以章魚桶打敗於小遙的小卡比獸
    - 大型慶典-以夢歌奈亞和胖可丁迎戰小遙的小卡比獸和伊布，但兩隻皆先後被擊倒，排名16強。

  - 城都地區
    - 至少擊敗小遙一次，亦觀看小遙在米可利盃的表現

紗織（聲：日本：田中理惠；臺灣：楊凱凱；香港：曾秀清）
- 英文名：Solidad
- 登場時期：對戰開拓區篇·鑽石珍珠篇（客串）

小遙的勁敵，與小剛同樣為尼比市出身。在石英大型慶典時認識，擁有許多華麗大賽的經驗，聽說常在大型慶典中得到冠軍，小瞬也曾在他的出道戰中敗在她的手裡。
- 紗織的寶可夢
  - 呆呆王（超世代第179話）
  - 拉普拉斯（超世代第179話）
  - 巴大蝶（超世代第181話）
  - 大比鳥（超世代第181話）

- 華麗大賽戰績(僅提到動畫有播出的場次)
  - 關都地區
    - 大型慶典-準決賽中以比雕和呆河馬擊敗小遙的力壯雞和小卡比獸，隨後獲得冠軍。

  - 城都地區
    - 不明，亦觀看小遙在米可利盃的表現。

#### 小光的勁敵
小望（聲：日本：早水理沙；臺灣：劉如蘋；香港：陳琴雲）
- 英文名：Zoey
- 登場時期：鑽石&珍珠篇（配角）

小光的勁敵兼好友，出身切鋒市，很男孩子氣的墨鏡女孩，並教導了小光不少關於華麗大賽的事情。一開始對於小智要打神奧聯盟卻參加華麗大賽很反感，但輸給想同時參加兩項大會的尚志後逐漸想通。建議小智用長尾怪手和小光交換泳氣鼬。在華麗大型慶典中打敗小光成為冠軍。於鑽石&珍珠177提到會回切鋒市。
- 小望的寶可夢
  - 魅力喵（鑽石&珍珠第011話）
  - 夢妖（鑽石&珍珠第011話）→夢妖魔（鑽石&珍珠第173話）
  - 無殼海牛（鑽石&珍珠第034話）→海牛獸（鑽石&珍珠第172話）
  - 螢光魚（鑽石&珍珠第076話）→霓虹魚（鑽石&珍珠第172話）
  - 葉伊貝（鑽石&珍珠第153話）
  - 奇魯莉安（鑽石&珍珠第153話）→艾路雷朵（鑽石&珍珠第174話）

- 華麗大賽戰績
  - 前三次有一次(祝慶大會前一次)決賽以魅力喵擊敗健悟的波皇子
  - 祝慶大會-以夢妖通過第一次審查，第二次審查以魅力喵依序將小智的長尾怪手、小光的捲捲耳、武藏向小次郎借的尖牙籠擊敗
  - 緣之大會-以魅力喵和無殼海牛通過第一次審查，但在決賽被尚志的毒薔薇和音箱蟀擊敗
  - 米可利盃-以螢光魚通過第一次審查，第二次審查先後以無殼海牛和夢妖擊敗勁敵，在準決賽以魅力喵出場被小遙的狩獵鳳蝶擊敗
  - 其後再拿下兩枚緞帶勳章
  - 最後在芽甘藍大會以魅力喵擊敗勁敵的壺壺，搶先一步取得大型慶典的參賽權
  - 大型慶典-以霓虹魚和海牛獸通過第一次審查，在第一回合的對戰亦以海牛獸和霓虹魚晉級，第二回合以葉伊布和夢妖魔擊敗尚志的音箱蟀和長耳兔，在決賽以魅力喵和艾路雷朵擊敗波加曼和波克基斯，成為冠軍。

健悟（聲：三田友子；臺灣：劉如蘋；香港：陳琴雲、梁少霞（代配）、魏惠娥（代配））
- 英文名：Kenny
- 登場時期：鑽石&珍珠篇（配角）

小光的勁敵，出身雙葉鎮，喜歡小光，情敵為小智、跟小光是青梅竹馬也是小智勁敵阿馴的好友；時常譏嘲小光，稱她為「兩光」（ピカリ），於鑽石&珍珠第180話展開新的旅程
- 健悟的寶可夢
  - 波加曼（首选，鑽石&珍珠26话前）→波皇子（鑽石&珍珠第026話）→帝王拿波（鑽石&珍珠第172話）
  - 富迪（鑽石&珍珠第027話）
  - 斗笠菇（鑽石&珍珠第059話）
  - 大力（鑽石&珍珠第121話）
  - 浮潛鼬（鑽石&珍珠第172話）

- 華麗大賽戰績
  - 出道賽的最終舞台以波皇子出賽但敗於小望的魅力喵
  - 苑之大會-以胡地通過第一次審查，決賽中以波皇子出賽而敗於小光的波加曼
  - 隨後在某次大會和聖司大會贏得了兩枚緞帶勳章
  - 隨意大會-以斗笠菇通過第一次審查，第二次審查以波皇子出戰但於決賽中敗於武藏的毒粉蝶
  - 太陽菊大會-以波皇子贏得第三枚緞帶勳章(僅在106話帶過)
  - 立浪大會-以豪力通過第一次審查，在決賽中以波皇子將小光的雙尾怪手擊敗，並與她作好一起參加大型慶典的約定
  - 大型慶典-第一次審查以帝王拿波和浮潛鼬出賽卻遭淘汰。

烏拉拉（聲：日本：川澄綾子；臺灣：劉如蘋；香港：羅杏芝）
- 英文名：Ursula
- 登場時期：鑽石&珍珠篇（配角）

小光的勁敵，由於沒通過米可利盃的第一次審查，而對獲得優勝的小光懷有很深的敵意並相當厭惡。但是三次的交手都沒一次成功。
- 烏拉拉的寶可夢
  - 尖牙陸鯊（鑽石&珍珠第113話）
  - 結草貴婦（鑽石&珍珠第113話）
  - 正電拍拍（鑽石&珍珠第159話）
  - 負電拍拍（鑽石&珍珠第159話）
  - 波波球（鑽石&珍珠第159話）
  - 伊貝（鑽石&珍珠第172話）→水伊貝（鑽石&珍珠第172話）
  - 伊貝（鑽石&珍珠第172話）→火伊貝（鑽石&珍珠第172話）

- 華麗大賽戰績
  - 米可利盃-第一次審查尚未通過
  - 木通大會-第二次審查以尖牙陸鯊出賽，先打敗武藏的尖牙籠而在決賽中敗於小光的帕奇利茲
  - 淺蔥大會-以尖牙陸鯊和胖丁通過第一次審查，第二次審查以正電拍拍和負電拍拍將武藏的梅卡陽瑪和飯匙蛇擊敗，但在決賽中敗給小光的象牙豬和火球鼠
  - 大型慶典-以伊布的進化表演成火伊布和水伊布通過第一次審查，在第一回合戰中以尖牙鹿鯊和火伊布與小光的象牙豬和帕奇利茲交手雖一度占上風但在最後兩隻都被完全擊倒淘汰出局。

甜甜武藏莉娜
- 英文名：Jessilina
- 登場時期：鑽石&珍珠篇（配角）

小光的勁敵，武藏在神奧的華麗大賽所扮成的人物與假名。先前在豐緣、關都地區時不是失敗就是作弊而被取消資格，但在神奧地區時的表現異常優異。使用的寶可夢為二人組所擁有的。
- 華麗大賽戰績(僅列出神奧地區)
  - 祝慶大會-兩次審查皆以向小次郎借的尖牙籠出賽，在最終舞台被小望的魅力喵擊敗
  - 苑之大會-第一次審查以飯匙蛇晉級，第二次審查第一輪以毒粉蝶出賽就被小光的波加曼完全擊倒
  - 緣之大會-第一次審查以魔尼尼和沙漠奈亞晉級，第二次審查使用飯匙蛇和毒粉蝶出賽但被尚志的毒薔薇和音箱蟀擊敗
  - 隨意大會-決賽中以毒粉蝶將健悟的波皇子擊敗，取得第一枚緞帶勳章
  - 米可利盃-第一次審查以果然翁出賽被淘汰
  - 神和大會-第一次審查扮成梅莉莎的樣子以梅卡陽瑪出賽被淘汰
  - 河原大會-使用梅卡陽瑪一路獲勝，取得第二枚緞帶勳章
  - 木通大會-第一次審查以梅卡陽瑪晉級，在第二次審查被烏拉拉的尖牙陸鯊擊敗
  - 立浪大會-第一次審查以魔尼尼晉級，在第二次審查被小光的雙尾怪手擊敗
  - 睡蓮大會-因感冒由小次郎代為參加，第一次審查以喵喵晉級，第二次審查以尖牙籠大勝小光的象牙豬並獲得優勝，取得第三枚緞帶勳章。
  - 芽甘藍大會-於比賽中落敗(未畫出過程)
  - 淺蔥大會-以飯匙蛇和尖牙籠通過第一次審查，第二次審查以飯匙蛇和梅卡陽瑪出賽被烏拉拉的正電拍拍和負電拍拍擊敗
  - 在鄰之大會取得第四枚緞帶勳章
  - 在片栗大會中的準決賽以飯匙蛇和裝扮成小光的莎露比亞公主的波克基斯交手被完全擊倒，不過公主將緞帶勳章轉讓給她，也因此有了大型慶典的參賽權。
  - 大型慶典-以飯匙蛇和梅卡陽瑪通過第一次審查，亦以飯匙蛇和梅卡陽瑪打贏第一回合的比賽，但在第二回合被小光的捲捲耳和火球鼠擊敗

#### 共同勁敵
尚志（聲：日本：中井和哉；臺灣：李世揚(群英社版本)、于正昇(鑽石與珍珠重配版)；香港：何承駿）
- 英文名：Nando
- 登場時期：鑽石&珍珠篇（客串）

小智和小光的勁敵，同時挑戰道館賽和華麗大賽的吟遊詩人。曾經被誤會成小偷。似乎擅長以音樂作為表演。
- 尚志的寶可夢
  - 含羞苞（鑽石&珍珠第004話）→毒薔薇（鑽石&珍珠第004話）→羅絲雷朵（鑽石&珍珠第173話）
  - 向日花怪（鑽石&珍珠第036話）
  - 音箱蟀（鑽石&珍珠第048話）
  - 七夕青鳥（鑽石&珍珠第172話）
  - 圓法師（鑽石&珍珠第172話）
  - 長耳兔（鑽石&珍珠第173話）
  - 太古盔甲（鑽石&珍珠第181話）

- 華麗大賽戰績
  - 作好了同時挑戰華麗和道館賽兩條路的決定後，先取得第一枚緞帶勳章
  - 緣之大會-以向日花怪和音箱蟀晉級第一次審查，在第二此審查以毒薔薇和音箱蟀先後再第一輪及決賽將武藏和小望擊敗
  - 隨後又拿下一枚緞帶勳章
  - 海玫瑰大會-得到第四枚緞帶勳章（僅在106話帶過）
  - 大型慶典-以七夕青鳥和圓法師晉級第一次審查，在第一回合的對戰以音箱蟀和向日花怪晉級，第二回合以音箱蟀和長耳兔出戰，但被小望的葉精靈和夢妖魔擊敗

- 聯盟賽事戰績
  - 神奧聯盟
    - 第一回戰：被小智擊敗。

#### 天桐的勁敵
赤霞珠（聲：日本：叶山郁美；台灣：詹雅菁；香港：劉惠雲→鄭麗麗、羅婉楓（奇妙電視版本））
- 英文名：Burgundy
- 登場時期：超級願望篇（配角）

與天桐一樣是寶可夢酒侍（不過天桐是A級，赤霞珠是C級）。曾在三曜道館被天桐的花椰猴擊敗，因此對打敗自己的天桐懷有很深的敵意與相當的競爭心。認為小智的寶可夢不適合小智，因此要求小智更換其所有寶可夢，其後再戰時將伯特擊敗，得到挑戰徽章。與天桐進行2VS2的對戰中，被完全擊倒。
與小智等人一同參加東喬治對戰，於第一輪戰時與小智對戰而敗北。
東喬治格鬥大會時與小智等人再度成為勁敵，於第一輪戰時與艾莉絲對戰而敗北。由於連續兩次大會都於第一輪戰時就敗北，又沒機會與天桐交手，使得她的怨念極深。
為打倒天桐而參加了青少年盃，但於第一輪戰時被修帝壓倒性擊敗，而當天桐與修帝對戰時，她難得為天桐加油。
- 赤霞珠的寶可夢
  - 水水獺（超級願望第019話，過去回憶）→雙刃丸（超級願望第019話）
  - 芽吹鹿（超級願望第019話）
  - 長毛狗（超級願望第039話）
  - 達摩狒狒（超級願望第090話）

#### 艾莉絲的勁敵/朋友
藍葛雷（聲：日本：福圓美里；台灣：詹雅菁；香港：張頌欣、何凱怡（奇妙電視版本））
- 登場時期：超級願望篇（配角）、旅途（客串）

艾莉絲的勁敵。自稱為「龍之破壞者」，擁有一隻凍原熊。首次與艾莉絲對戰時以凍原熊將艾莉絲的牙牙和龍頭地鼠擊敗，在其後與艾莉絲進行第二次對戰時被艾莉絲的龍頭地鼠打成平手。
參加了雷文鎮的東喬治對戰，輕鬆通過第一輪戰，於第二輪戰時以駒刀小兵與小智的藤藤蛇交手，一度讓小智陷入危機，但還是被小智掌握地形之利而敗北。
東喬治格鬥大會時與小智等人再度成為勁敵，輕鬆通過第一輪戰，但在第二輪戰時因屬性劣勢而敗給白露。
之後參加了青少年盃並與艾莉絲於第一輪戰交手，以凍原熊對上快龍，雖具屬性優勢且快龍有不從命令的狀況，但還是敗給快龍的強大。事後對於艾莉絲無法完全馴伏快龍感到不滿。
旅途篇再度登場，第117話在寶可夢中心觀看竹蘭與艾莉絲的八大師淘汰賽對戰。
- 藍葛雷的寶可夢
  - 凍原熊（超級願望第033話）
  - 駒刀小兵（超級願望第040話）→劈斬司令（超級願望第072話）
  - 雙倍多多冰（超級願望第081話）

菖蒲（聲：日本：竹達彩奈；台灣：詹雅菁；香港：凌晞）
- 登場時期：超級願望篇（客串）

初登場於超級願望100話，和艾莉絲一樣是在龍之鄉長大，而且是艾莉絲的朋友，以成為寶可夢培育家做努力，同時希望能出門旅行。擁有兩隻別人寄養的雙頭龍，雙頭龍哥哥在超級願望100話進化。
- 菖蒲的寶可夢（寄養）
  - 雙頭龍（超級願望100話）
  - 雙頭龍（超級願望100話）→三頭龍（超級願望100話）

#### 莎莉娜的勁敵
米茹菲（聲：日本：林沙織（因2014年林沙織上吊自殺未遂事件而被更換配音員）→真堂圭；台灣：劉如蘋；香港：廖杏茵→成瑤孆、植婉雯（奇妙電視版本））
- 登場時期：XY篇（客串）

莎莉娜的勁敵兼情敵，因為她也很喜歡小智。
- 米茹菲的寶可夢
  - 胖甜妮
  - 超能妙貓

- 三冠衛星賽戰績（新手級）

莎娜（聲：日本：小堀友里繪；台灣：林美秀；香港：陳皓宜、植婉雯（奇妙電視版本））
- 登場時期：XY篇（客串）
- 原型：X‧Y — 勁敵兼夥伴之一

勁敵三人組之一，关都出身（具体地点不明），XY39话前从布拉塔諾博士那里得到妙蛙种子，與堤耶魯諾、多羅巴為青梅竹馬。
- 莎娜的寶可夢
  - 妙蛙種子（首选，XY39话前）→妙蛙草
  - 花蓓蓓

- 三冠衛星賽戰績（新手級）
  - 海翼大會-第一個項目主題表演以奇異種子晉級，第二個項目自由表演以妙蛙種子和花蓓蓓出賽，獲得第一個公主鑰匙。

寧寧（聲：日本：熊井統子；台灣：吳貴竹；香港：廖杏茵、植婉雯（奇妙電視版本））
- 登場時期：XY篇（客串）

- 寧寧的寶可夢
  - 迷唇娃
  - 火蔥鴨
  - 哥德寶寶

- 三冠衛星賽戰績（新手級）

愛兒（聲：日本：井上麻里奈；台灣：劉如蘋；香港：林芷筠→魏惠娥）
- 登場時期：XY篇（客串）

現任卡洛斯女王。曾跟莎莉娜對戰過，在那之後一直期待著莎莉娜的成長。
- 愛兒的寶可夢
  - 火狐狸→長尾火狐→妖火紅狐
  - 芳香精
  - 碧粉蝶

#### 小豪的勁敵
小茂
小智的勁敵參照。
瞬也（聲：日本：田邊幸輔；台灣：孟慶府）
- 英文名：
- 登場時期：旅途

夢幻計劃的參與者之一，與萊拉為搭檔。
- 瞬也的寶可夢
  - 鍬農炮蟲
  - 達摩狒狒（伽勒爾的樣子）
  - 死神板

萊拉（聲：日本：社本悠；台灣：汪世瑋）
- 英文名：
- 登場時期：旅途

夢幻計劃的參與者之一，與瞬也為搭檔。
- 萊拉的寶可夢
  - 酷豹
  - 雪絨蛾
  - 沙螺蟒

### 寶可夢研究員
大木博士（聲：日本：石塚運昇→堀內賢雄（TV版）、森功至(The Origin)；台灣：周學禮（無印第1集至104集、第209集至260集）；梁興昌（無印第105集至208集）→孫中台（無印第261集起；無印重配版）／田志傑（《夢幻之寶可夢 洛奇亞爆誕》）／曹冀魯（《結晶塔的帝王》）；香港：張炳強、潘文柏（TVB版本超級願望代配）、林保全（TVB版本無印第262集代配）、翟耀輝（TVB版本超世代代配）、招世亮（TVB版本XY代配）、盧傑群（ATV版本）、劉文光（無印VCD/DVD）、伍博民（奇妙電視版本，太陽＆月亮第1集起）；大陆：常进）
- 英文名：Professor Samuel Oak
- 登場時期：無印至旅途 目標是寶可夢大師
- 原型：四色版系列、金．銀．水晶、火紅．葉綠、鑽石‧珍珠、心金．魂銀 — 大木博士

關都地區的寶可夢研究員，在各地都十分有名，堪稱寶可夢研究員的權威。對小智十分照顧，年輕時與小智的媽媽花子熟識，也經常被邀請到小智家共進晚餐。擅長寵物小精靈川柳的造句，全名為大木雪成。據傳真新鎮是根據其優秀的訓練家先輩大木純白命名的（原先叫真白鎮），此外，真新鎮的鎮長（動畫未登場，備註於設定集）亦為其長兄，另外，少年時期的大木博士曾在雪拉比 穿梭時空的相遇中登場。旅途篇第118、123-125、129-132話分別在真新鎮小智的家中後院通過大電視與小智媽媽花子、小建及小智寄放在大木研究所的所有寶可夢一起觀看小智與大吾的八大師淘汰賽對戰、小智與竹蘭的八大師準決賽對戰及小智與丹帝的八大師決賽戰並為小智打氣。
- 大木博士的寶可夢

- 波波（無印第246話）
- 啟暴龍
- 洛托姆（超級願望第128話）

內木博士（聲：日本：潘惠子；台灣：王瑞芹／董錦萍（《夢幻之寶可夢 洛奇亞爆誕》））
- 英文名：Professor Felina Ivy
- 登場時期：無印（橘子群島篇）、電影《寵物小精靈劇場版：夢幻之寵物小精靈 利基亞爆誕》

橘子群島的名研究員，是大木博士多年的老朋友，也是GS球的發現者。
空木博士（聲：日本：井上和彥；台灣：陳進益（無印第118集）→符爽（無印第211集至259集）；香港：鄺樹培（TVB版））
- 英文名：Professor Elm
- 登場時期：無印（城都篇）（客串）、《雷公 雷的傳說》

城都地區的名研究員，自稱是大木博士的弟子，一旦熱衷於研究就甚麼都不管了。
- 空木博士的寶可夢劇場版：夢幻之寵物小精靈 利基亞爆誕

- 太陽珊瑚（無印第211話）

小田卷博士（聲：日本：立木文彥；香港：陳欣、黃尉斯（奇妙電視版本））
- 英文名：Professor Birch
- 登場時期：超世代篇（客串）、旅途（客串）

豐緣地區的名研究員，喜歡在野外作實地觀察。旅途篇再度登場，第118話在寶可夢中心與小瞬、哈利、政宗及哲也觀看小智與大吾的八大師淘汰賽對戰。
山梨博士（聲：日本：家弓家正 →津田英三；香港：盧國權）
- 英文名：Professor Rowan
- 登場時期：鑽石&珍珠篇（客串）、旅途（特别篇）

神奧地區的名研究員，是大木博士的大學學長。是位面惡心善，打從心底喜愛寶可夢的老爺爺。神奧地區的新人訓練家一岀發時，都要前來和他拿取最初的寶可夢。
芥子蘭博士（聲：日本：佐藤愛）
- 英文名：Professor Carolina
- 登場時期：鑽石&珍珠篇（客串）

神奧地區的歷史研究員，神和鎮歷史研究所的館長，也是神奧地區冠軍—竹蘭的奶奶。收藏著呼喚帝牙盧卡與帕路奇犽的寶玉－金剛玉魂與白玉魂。
紅豆杉博士（聲：日本：進藤尚美；台灣：林美秀；香港：許盈、植婉雯（奇妙電視版本））
- 英文名：Professor Aurea Juniper
- 登場時期：超級願望篇（客串）

合眾地區的名研究員，負責新人的帶領訓練。算是最年輕的寵物小精靈研究員。
曾與真菰博士一起合力把化石鳥-始祖小鳥從古代把它喚醒。
紅豆杉博士的寵物小精靈
- 蓋蓋蟲（超級願望第064話與白露的小嘴蝸交換，後進化為騎士蝸牛。）
- 小嘴蝸→敏捷蟲（超級願望第064話）

真菰博士（聲：日本：川村萬梨阿；台灣：詹雅菁；香港：陸惠玲）
- 英文名：Fennel
- 登場時期：超級願望篇（客串）

合眾地區的寶可夢研究員，負責研究寵物小精靈與「夢之能源」的關連。是紅豆杉博士的朋友，被稱為「夢幻少女」。
曾與紅豆杉博士一起合力把化石鳥—始祖小鳥從古代把它喚醒。
- 真菰博士的寵物小精靈

- 食夢夢（超級願望第006話）
- 夢夢蝕（超級願望第006話）

紅豆杉爸爸（聲：日本：堀内賢雄；台灣：于正昇；香港：陳永信→朱子聰）
- 英文名：Professor Cedric Juniper
- 登場時期：超級願望篇、超級願望篇 Episode N章（客串）

紅豆杉博士的父親，是合眾地區的寶可夢研究博士，口頭禪是理由不存在。
布拉塔諾博士/法桐博士（聲：日本：土田大；台灣：于正昇；香港：鄧志堅、簡懷甄（奇妙電視版本））
- 英文名：Professor Augustine Sycamore
- 登場時期：XY篇（客串）、旅途（客串）

卡洛斯地區的名研究員，負責新人的帶領訓練，研究寵物小精靈超進化。旅途篇第115話與瑪農在卡洛斯地區觀看丹帝與艾嵐的八大師淘汰賽對戰。第129話與艾嵐及瑪農在自己的研究院觀看小智與丹帝的八大師決賽戰。
- 布拉塔諾博士的寵物小精靈

- 圓陸鯊（XY第068話回憶）→尖牙陸鯊（XY第068話回憶）→烈咬陸鯊（XY第002話，XY第068話超級烈咬陸鯊）

庫庫伊博士（聲：日本：中川慶一；台灣：于正昇；香港：陳漢祺）
- 英文名：Professor Akeakamai Kukui
- 登場時期：太陽&月亮篇、旅途（客串）

阿羅拉地區的名研究員兼寶可夢學校班主任，研究寶可夢Z招式。小智的乾父親，小智在阿羅拉地區期間臨時寄宿在他的家裡。師承美樂美樂島島嶼之王哈拉。太陽&月亮第055集與芭內特博士結婚。另一身分為阿羅拉地區的格鬥英雄—皇家蒙面人，太陽&月亮第063集在皇家對戰中獲得20連勝，沒有任何人發現，直至太陽&月亮第090話使用熾焰咆哮虎與火箭隊對戰時被扎奧博發現，之後140話把惡食大王趕回究極之洞之後意外暴露了身分。旅途篇第131-132話與莉莉艾、卡奇、水蓮、瑪奧、馬瑪內、格拉吉歐、芭內特博士、成也・大木等人與洛托姆圖鑑及小智寄放在庫庫伊研究所的所有寶可夢聚集在阿羅拉地區寶可夢學校觀看小智與丹帝的八大師決賽戰。 
- 庫庫伊博士的寶可夢（其餘一隻未知）

- 勇士鷹（太陽&月亮第052話）
- 火斑喵（太陽&月亮第125話，過去時間）→炎熱喵→熾焰咆哮虎（太陽&月亮第063話）
- 路卡利歐（太陽&月亮第140話）
- 妙蛙花（太陽&月亮第142話）
- 帝王拿波（太陽&月亮第142話）

成也・大木（聲：日本：石塚運昇→堀內賢雄；台灣：孫中台 ；香港：伍博民）
- 英文名：Samson Oak
- 登場時期：太陽&月亮篇

大木博士的堂兄弟，阿羅拉地區的地區形態研究家兼寵物小精靈學校校長，外貌與大木博士非常相似，只是皮膚黝黑。根據瑪奧表示，他很喜歡講關於寵物小精靈的冷笑話，就是在句末加入以句子尾音開頭的寶可夢的名字，這與喜歡寵物小精靈川柳的大木博士有異曲同工之處。在上課的時候，他會穿著寵物小精靈的布偶裝來講解。旅途篇第131-132話與莉莉艾、卡奇、水蓮、瑪奧、馬瑪內、格拉吉歐、庫庫伊博士、芭內特博士等人與洛托姆圖鑑及小智寄放在庫庫伊研究所的所有寶可夢聚集在阿羅拉地區寶可夢學校觀看小智與丹帝的八大師決賽戰。 
- 成也・大木的寶可夢

- 樹枕尾熊（太陽&月亮第002話）
- 蛋（太陽&月亮第001話）→六尾（太陽&月亮第014話）
- 椰蛋樹（太陽&月亮第130話，阿羅拉的樣子）

芭內特博士（聲：日本：國立幸；台灣：汪世瑋；香港：陳子瑩）
- 英文名：Professor Burnet
- 登場時期：太陽&月亮篇、旅途（客串）

庫庫伊博士過去的合作夥伴，阿羅拉地區的究極之洞研究家，現為以太基金會研究員。小智的乾母親。太陽&月亮第055集與庫庫伊博士結婚，完結篇懷第一胎。旅途第37集產下一子雷伊。旅途篇第131-132話與莉莉艾、卡奇、水蓮、瑪奧、馬瑪內、格拉吉歐、庫庫伊博士、成也・大木等人與洛托姆圖鑑及小智寄放在庫庫伊研究所的所有寶可夢聚集在阿羅拉地區寶可夢學校觀看小智與丹帝的八大師決賽戰。 
- 芭內特博士的寶可夢

- 小卡比獸（太陽&月亮第044話）

莫恩（聲：日本：齊藤次郎；台灣：于正昇；香港：伍博民）
- 英文名：Mohn
- 登場時期：太陽&月亮篇（回憶）、旅途（正式登場）

莫恩是以太基金會研究究極之洞的寶可夢博士，也是一名出色的寶可夢訓練家。他是莉莉艾和格拉吉歐的爸爸，露莎米奈的丈夫。在一次對究極之洞的研究中因故失蹤。後於旅途第111話位於伽勒爾地區-王冠雪原現身並和家人重逢。
- 莫恩的寶可夢（其餘寶可夢因失踪后下落不明）

- 索羅亞克（現為格拉吉歐的寶可夢）

- 送出的寶可夢

- 瑪機雅娜（由莉莉艾照顧）

- 照顧的寶可夢

- 虛吾伊德（異色，莉莉艾，最後成為格拉吉歐的寶可夢）

櫻木博士（聲：日本：中村悠一；台灣：于正昇；香港：陳漢祺）
- 英文名：Professor Cerise
- 登場時期：旅途篇

關都地區枯葉市的寶可夢研究員，櫻木研究所所長，小春的爸爸，一邊支援著小智和小豪的冒險，一邊進行著寶可夢的研究，常常希望小春能和小智和小豪一起旅行。
- 櫻木博士的寶可夢

- 來電汪（旅途第002話，只聽從小春）
- 洛托姆x3（旅途第003話，附身在小智和小豪的手機上，第三只在第049话出现，附身在櫻木春的手机上）（小智和小豪的手機洛托姆為紅色，櫻木春的手機洛托姆為粉紅色）

菊菜（聲：日本：千本木彩花；台灣：劉如蘋）
- 英文名：Chryssa
- 登場時期：旅途篇

櫻木博士的助手，性格沉著冷靜。旅途第057話接露出其私下生活邋遢。同一話也接露其喜歡的寶可夢為可達鴨。
蓮司（聲：日本：観世智顕；台灣：孟慶府）
- 英文名：Renji
- 登場時期：旅途篇

櫻木博士的助手，樣子看似不起眼，但十分有才能。頭髮蓬亂為形象特徵。
- 蓮司的寶可夢

- 小磁怪（旅途第011話，法蘭絲瓦）

木蘭博士（聲：日本：津田匠子；台灣：劉如蘋）
- 英文名：Professor Magnolia
- 登場時期：旅途篇

伽勒爾地區的寶可夢博士，索妮亞的祖母，研究寶可夢的超極巨化。多年前曾經和洛茲會長及奧莉薇一起研发極巨化護腕，但是在後來发現洛茲會長和奧莉薇兩人被利欲熏心從而離開了開发組。旅途第27話被索妮亞提到，旅途第43話正式登場。旅途第45話無極汰那事件後將無極汰那封印在盒子裡其保管。
索妮亞（聲：日本：井上麻里奈；台灣：徐瑀甄）
- 英文名：Sonia
- 登場時期：旅途篇

伽勒爾地區的名研究員，木蘭博士的孫女兼助手，丹帝的青梅竹馬，同時也是他初學者時期的旅行同伴。旅途第27話初登場認識小智與小豪。旅途第45話無極汰那事件後成為了寶可夢博士。第129話前往世界錦標賽會場觀看小智與丹帝的八大師決賽戰並為丹帝打氣。
- 索妮亚的宝可梦

- 来电汪（仅在破晓之翼当中出现）
- 稚山雀（旅途第132话，回忆）

穗高博士（聲：日本：西嶋陽一；台灣：孟慶府）
- 登場時期：旅途篇

夢幻計劃的領導者。
- 穗高博士的寶可夢

- 魔尼尼

### 夢幻計劃
朝日（聲：日本：白石涼子；台灣：劉如蘋）
- 登場時期：旅途

夢幻計劃的參與者之一，是个可靠的姐姐。
- 朝日的寶可夢
  - 瑪力露麗
  - 烏鴉頭頭
  - 武道熊師（連擊流）

阿劍（聲：日本：神谷浩史；台灣：正昇）
- 登場時期：旅途

夢幻計劃的參與者之一。因不喜歡小豪，而對小豪的安危不在乎。
- 阿劍的寶可夢
  - 瑪狃拉
  - 胖嘟嘟（雄性）
  - 武道熊師（一擊流）
  - 雷吉洛克
  - 雷吉艾斯
  - 雷吉斯奇魯

小茂
主要勁敵參照。
小豪
小智一行人參照。
時央（聲：日本：高垣彩陽；台灣：徐瑀甄）
- 英文名：Horace
- 登場時期：旅途

小豪的兒時玩伴，同時是夢幻計劃的參與者之一。為了追尋幻之寶可夢—時拉比而參與夢幻計劃。
- 時央的寶可夢
  - 菊草葉（旅途第032話）→月桂葉（旅途第102話）
  - 沙奈朵
  - 愛管侍（雌性）
  - 畢力吉翁

瞬也
主要勁敵參照。
萊拉
主要勁敵參照。

### 其他主要人物
花子
- 英文名：Delia Ketchum
- 配音員： 豐島雅美； 謝佼娟（無印第1集至2集、第226集、《夢幻之寶可夢 洛奇亞爆誕》）→林凱羚（無印第18集）→盧亮妤（無印第63集至82集）→姚敏敏（無印第116集至117集）→雷碧文（無印第259集）→林美秀（無印最終季）→詹雅菁（超世代起；無印重配版）／龍顯蕙（《結晶塔的帝王》）； 袁淑珍（無印至芳緣聯盟篇、鑽石珍珠篇後期至超級願望篇）、陸惠玲（劇場版-利基亞爆誕及結晶塔的帝王）、黃玉娟（對戰開拓區篇至鑽石珍珠篇前期）、羅婉楓（奇妙電視版本）
- 登場時期：無印（配角）、超世代、鑽石&珍珠、超級願望篇、放送局、XY、太陽&月亮、旅途（客串）、旅途 目標是寶可夢大師
- 原型：四色版系列、火紅．葉綠 — 母親

小智的媽媽，是個十分關心自己兒子的好媽媽，她並不會因為小智出去旅行而感到寂寞，而是支持著小智完成自己的夢想，看到小智做危險的事情就會責備他。擁有吸盤小丑，現今幫助她作家事。旅途篇第118、123-125、129-132話分別在真新鎮小智的家中後院通過大電視與大木博士、小建及小智寄放在大木研究所的所有寶可夢一起觀看小智與大吾的八大師淘汰賽對戰、小智與竹蘭的八大師準決賽對戰及小智與丹帝的八大師決賽戰並為小智打氣。
喬伊
- 英文名：Nurse Joy
- 配音員： 白石文子（無印002-230）→山口由里子（無印231-鑽石&珍珠）、井上喜久子（鑽石&珍珠25-49代配）→藤村知可（超級願望篇）； 盧敘榮（無印第2集）→盧亮妤（無印第5集至20集、第90集、第103集）→賀世芳（無印第27集至84集、第209集至260集）→龍顯蕙（無印第85集、第93集至98集、《超夢的逆襲》）／王瑞芹（無印第105集至208集）→林美秀（無印第261集至太陽&月亮、 旅途 目標是寶可夢大師篇起；無印重配版）→徐瑀甄（旅途）； 沈小蘭、林元春（鑽石&珍珠代配）、劉惠雲（超級願望代配）、何凱怡（奇妙電視版本）
- 登場時期：全系列（配角）
- 原型：四色版系列、火紅．葉綠 — 寶可夢中心的護士

各地寵物小精靈中心的女護士，皆有親戚關係，每個人長相都很相似。助手多為吉利蛋或幸福蛋。在超級願望中，變了新造型的喬伊，搭檔變成了差不多娃娃。在XY中，變了新造型的喬伊，搭檔變成了肥波球或差不多娃娃。在太陽&月亮中，換了新造型的喬伊，搭檔變為幸福蛋和花療環環。
- 喬伊小姐的寶可夢（常駐）

- 吉利蛋（無印第002話、超世代、鑽石&珍珠，關都、城都、豐緣、神奧地區）
- 差不多娃娃（超級願望第006話、XY，合眾地區）
- 胖可丁（XY第003話，卡洛斯地區）
- 幸福蛋（太陽&月亮第004話，阿羅拉地區）
- 花療環環（太陽&月亮第004話，太陽&月亮第103話其中一隻贈送給小剛，阿羅拉地區）
- 愛管侍x2（旅途第027話，雄雌都有，伽勒爾地區）

君莎
- 英文名：Officer Jenny

配音員： 西村千奈美（無印至鑽石珍珠篇）→高橋智秋（超級願望篇）； 盧亮妤（無印第2集至53集、第61集至78集、第96集）→王瑞芹（無印第56集）→龍顯蕙（無印第87集至89集、第103集）→姚敏敏（無印第105集至208集、《超夢的逆襲》）→雷碧文（無印第209集至260集）→詹雅菁（無印第261集起；無印重配版）； 林元春、劉惠雲（代配）、羅婉楓（奇妙電視版本）
- 登場時期：全系列（配角）

各地的女警察，跟喬伊一樣，各地君莎皆有親戚關係且長相相似，搭檔多為卡蒂狗。在超級願望中，變了新造型的君莎，搭檔變成了哈約克。在XY中，變了新造型的君莎，搭檔變成了雷電獸。在太陽&月亮中換了新造型的君莎，搭檔也換成了貓鼬探長（美樂美樂島）、布盧皇（阿卡拉島）和火舞鳥（烏拉烏拉島）。
- 君莎小姐的寶可夢（常駐）

- 卡蒂狗（無印第053話、超世代、鑽石&珍珠，關都、城都、豐緣、神奧地區）
- 哈約克（超級願望第022話，合眾地區）
- 雷電獸（XY第008話，卡洛斯地區）
- 貓鼬探長（太陽&月亮第009話，阿羅拉地區）
- 布鲁皇（太陽&月亮第070話，阿羅拉地區）
- 火舞鳥（太陽&月亮第074話，阿羅拉地區）

東喬治
- 配音員： 江川央生； 于正昇； 馮錦堂、陳廷軒（代配）、陳力航（奇妙電視版本）
- 登場時期：超級願望篇（配角）

合眾地區各地的對戰俱樂部管理員，跟君莎、喬伊一樣，各地的東喬治皆有親戚關係且長相相似。
帕卡（配音員： 加藤將之； 吳東原； 鍾見麟、簡懷甄（奇妙電視版本））
- 登場時期：超級願望篇 Da！章（配角）

是小智一行人在迪可羅拉群島旅行時，船上的負責人，跟君莎、喬伊一樣，負責不同郵輪的帕卡皆有親戚關係且長相相似

### 反派組織

#### 火箭隊
火箭隊（英語：Team Rocket），是遊戲「寵物小精靈」系列中登場的虛構團體，為一支利用寵物小精靈幹壞事，圖謀征服世界的秘密結社，也是自動畫開播至今一直尚未瓦解的邪惡組織。出現在第一世代、第二世代、火紅·葉綠、心金·魂銀及精靈寶可夢 Let's Go！皮卡丘／Let's Go！伊布中。
火箭隊主要活動地點為關都地區和城都地區，並以這兩地為據點。目的為捕捉強大或稀有的寵物小精靈利用牠們來奪取世界。其在各地引起事件與破壞活動，猶如「寵物小精靈黑手黨」。其文字商標是紅色的「R」。組織的鐵則就只有一個，那就是絕對聽從首領坂木的命令。
他們的焦點主要在於偷竊或獵捕寵物小精靈，而後將其出售以賺取暴利，若是遇見罕見或者很強的寵物小精靈時，則會投入大量資金進行殘暴的實驗研究,建立一支寵物小精靈軍團。他們的誓言，就如同在數個本部牆壁上貼的海報一樣：「為利潤竊取寵物小精靈。為利潤剝削寵物小精靈。所有的寵物小精靈都是為了火箭隊的光榮而存在。」他們的終極目標是使用寵物小精靈掌控世界。
在動畫中，主要活動地區同為關都地區與城都地區，橘子群島、豐緣地區與神奧地區則是坂木派遣武藏、小次郎和喵喵等三名前往，但沒特別指望他們能成功，然而日後相對重用他們。火箭隊基本上每個系列都會登場，而且武藏、小次郎和喵喵都是主要的登場人物，每次的任務都是捕捉皮卡丘，但每次均失敗告終。

##### 電視系列本篇
阪木
- 英文名：
- 配音：日：鈴置洋孝（無印・超世代・旅途・MV）→三宅健太（鑽石&珍珠・超級願望）、小山力也（The Origin）、大冢明夫（宝可梦世代）；台:符爽（無印第15集至83集、第232集）／陳進益（無印第158集）→于正昇（超世代以後）／孫中台（超世代第131集）／孫德成（《超夢的逆襲》）／梁興昌（《超夢重現 風雲再起》）；港：招世亮、周鑫霆（奇妙電視版本）；陆：付晨阳（《超梦的逆袭进化》）
- 登場時期：無印、豐緣地區篇、鑽石&珍珠篇、超級願望篇、XY篇（配角）、太陽與月亮篇、旅途篇（配角）

火箭隊首領，也是常磐道館前任訓練家（地面系寵物小精靈），另外旗下還有很多的公司、遊樂場等等。大家都尊稱他「阪木老大」。曾在《特別篇：超夢再現》與超級願望第96~97集展開邪惡計畫。經常留意其他邪惡組織動向，聽說過水艦隊與火岩隊已經解散一事；知道電漿隊存在於合眾地區；猜測存在於卡洛斯地區的邪惡組織就是閃焰隊。另外曾為了實現在合眾地區的「暴風雨計畫」，親自出馬擊敗小智，並以小智作為人質，藉此擄走美洛耶塔。
- 坂木的寶可夢
  - 喵喵（後遭遺棄，現今跟隨武藏與小次郎）（第002集）
  - 貓老大（第015集）
  - 隆隆岩（第062集）
  - 巨鉗蟹x2（第062集）
  - 刺甲貝（第062集）
  - 怪力（第062集）
  - 鑽甲犀獸（第062集）

- 逃走的寶可夢
  - 超夢（第062集）

亞馬多
- 英文名：Cassidy
- 配音：日：胜生真沙子；台：盧亮妤（無印第56集）→龍顯蕙（無印第87集）→姚敏敏（無印第158集）→謝佼娟（無印第221集至223集）→林美秀（超世代第128集、鑽石&珍珠）→傅曼君（超世代第175集）→徐瑀甄（旅途）；港：何璐怡
- 登場時期：無印、超世代、鑽石&珍珠篇（客串）、放送局（配角）、旅途（客串）

火箭隊另外兩人，年齡不明，個性凶暴、自大，武藏的宿敵，在訓練生時期老愛跟武藏競爭。最初於關都撫養屋事件登場，後來又陸續在橘子群島、城都地區、神奧地區等地出現。曾參與捕獲神秘寵物小精靈洛奇亞母子的計畫，但最後以失敗收場。後於旅途篇再度登場，已金盆洗手，現開啟咖啡店。
- 亞馬多的寶可夢
  - 哥達
  - 催眠獸
  - 戴魯比
  - 勾魂眼
  - 多腳水母
  - 布魯皇

小三郎
- 英文名：Butch
- 配音：日：子安武人；台：孫誠（無印第56集）→符爽（無印第87集）→梁興昌（無印第158集、221集至223集）→正昇（超世代以後）；港：曹啟謙
- 登場時期：無印·超世代·鑽石&珍珠篇（客串）、放送局（配角）、旅途（客串）

火箭隊另外兩人，年齡不明，個性霸道、自大，和亞馬多組成搭檔，在關都撫養屋事件過後成為小次郎的宿敵。很受到阪木老大的器重，因此就算被警方逮捕幾次，坂木老大還是會支付保釋金將他們交保出來。但是陰謀常受到小智等人和火箭隊兩人一貓組的阻礙而屢次失敗。經常被人叫錯名字（包括亞馬多），被大家叫小三次、小四郎（小次郎）、小三吉（小霞）。後於旅途篇再度登場，已金盆洗手，現開啟麵包店。
- 小三郎的寶可夢
  - 火爆猴
  - 黑暗鴉
  - 柯波朗
  - 大狼犬
  - 鐵甲貝
  - 壺壺
  - 喵喵（雌性）

南波博士
- 英文名：Dr. Namba
- 配音：日：永井一郎；台：符爽（無印）→待查（超世代以後）；港：張炳強
- 登場時期：城都聯盟篇·對戰開拓區篇·鑽石&珍珠篇·放送局（客串）

火箭隊的研究員之一，經常被人叫錯名字（包括亞馬多與小三郎），另外不知為何，只要亞馬多與小三郎叫錯他的名字，他就會打電話過去糾正，有一回武藏叫錯他的名字也被他打電話糾正，疑似有裝竊聽器。是亞馬多與小三郎的司令，第一次企圖抓走神秘寵物小精靈洛奇亞母子，但最後以失敗收場。第二次在「神奇寶貝鑽石&珍珠」又企圖抓走河馬獸並拿牠的沙子來做研究，最後還是失敗收場。
辰己（聲；日本：園部好徳；台：梁興昌）
- 英文名：Tyson
- 登場時期：城都聯盟篇

火箭隊的特殊隊員，捕捉紅色鯉魚龍計畫的作戰隊長。
席拉奴博士（聲；日本：中村秀利；台：符爽（無印）→陳宏瑋（《雷公 雷的傳說》））
- 英文名：Dr. Shiranui
- 登場時期：《雷公 雷的傳說》、城都聯盟篇

火箭隊的研究員之一，捕捉紅色鯉魚龍計畫的執行者，但最後以失敗收場。後來在《雷公 雷的傳說》也有登場，目標是奪走雷公，最後還是失敗收場。
真鳥（聲；日本：浅井清己；台灣：林美秀（鑽石&珍珠最終回至XY篇）→劉如蘋（太陽&月亮篇）；香港：陸惠玲、黎梓彤（奇妙電視版本））
- 英文名：Matori
- 登場時期：鑽石&珍珠最終回、超級願望篇、XY篇、太陽&月亮篇、旅途篇（配角）

鑽石&珍珠最終回登場，阪木的女秘書，通知武藏、小次郎、喵喵三人返回總部以執行秘密任務，性格冷漠，私下擁有精銳部隊，認為武藏、小次郎、喵喵三人組只會扯阪木的後腿，總是想搶走他們的功勞，令武藏極度不滿，被武藏稱之為「西瓜皮眼鏡」。
- 真鳥的寶可夢
  - 喵喵（太陽&月亮第062話，阿羅拉的樣子）

富林多（聲；日本：山野井仁；香港：劉奕希）
- 英文名：Pierce
- 登場時期：超級願望篇（配角）

阪木派遣至武藏與小次郎身邊的特工，目的是幫助他們執行一連串任務並將任務所需物品交回總部。
塞格博士（聲；日本：小室正幸；台灣：正昇；香港：陳曙光）
- 英文名：Dr. Zager
- 登場時期：超級願望篇（配角）

火箭隊的研究員之一，外號「火箭隊的頭腦」，是武藏與小次郎的司令。
葛茲（聲；日本：酒井敬幸；台灣：于正昇）
- 英文名：Gozu
- 登場時期：太陽與月亮篇（配角）

火箭隊的真鳥矩陣部隊成員之一，曾接到阪木調查「光輝大神」的命令，與真鳥一同乘坐直升機前往阿羅拉地區，後與真鳥矩陣部隊目睹了究極防衛隊、露奈雅拉進入究極之洞，但機體被庫庫伊博士的勇士雄鷹攻擊而受損，他告訴真鳥這樣進入究極之洞非常危險，之後他和真鳥矩陣下直升機與庫庫伊博士和扎奧博對戰，後以失敗告終。
- 葛茲的寶可夢
  - 波士可多拉（太陽&月亮第089話，超級波士可多拉）

武藏
火箭隊三人組參照。
小次郎
火箭隊三人組參照。

##### 特別篇及劇場版
比夏斯
- 英文名：Vicious
- 配音：日：佐野史郎；台：林谷珍
- 登場時期：《寵物小精靈劇場版：雪拉比 穿梭時空的相遇》

地位僅次於阪木的火箭隊高級幹部。十分冷酷無情的男人。
- 比夏斯的寵物小精靈
  - 班吉拉
  - 巨鉗螳螂
  - 狃拉

武藏的母親
- 英文名：Miyamoto
- 登場時期：《超夢誕生》

在本篇外傳廣播劇《超夢夢誕生》中登場的女性火箭隊隊員。聽從當時首領的命令，進入南美安地斯山脈尋找夢幻，卻一去不返……
前任首領
- 英文名：Madame Boss
- 登場時期：《超夢夢誕生》

在本篇外傳廣播劇《超夢夢誕生》中登場的火箭隊女首領。據說是阪木的母親。
蒙多
- 英文名：Mondo
- 登場時期：《白色的明天！ 火箭兵團》

在本篇外傳廣播劇《白色的明天！ 火箭兵團》中登場的火箭兵團隊員。在特別配放送局中擔任實習生，接受來自世界各地不同的火箭兵團隊員要求，開著紅色吉普車運送經費與機械。莫名尊敬武藏一行人。

#### 水艦隊&火岩隊
在豐緣地區活動的兩大邪惡組織，雙方為敵對關係，為了執行超古代寵物小精靈相關任務而纏鬥多時。火岩隊目標是利用開拓大地的固拉多創造理想世界，與其為敵的水艦隊目標則是利用與固拉多相反的蓋歐卡征服全世界。想控制牠們必須先得到兩顆超古代之珠－紅色之珠與藍色之珠才行，另外、紅色之珠用來控制蓋歐卡，藍色之珠用來控制固拉多。最後紅色之珠與藍色之珠融合在一起消失無蹤，這兩大邪惡組織也在事件之後自行解散。

##### 水艦隊
水梧桐（聲：日本：相澤正輝；台灣：孫中台；香港：陳力航（奇妙電視版本））
- 英文名：Archie
- 登場時期：豐緣地區篇（客串）

水艦隊首領。態度強硬，個性非常的霸道、因為他跟赤焰松交換超古代寵物小精靈時故意違約、打算將固拉多關了起來並讓火岩隊就地解散，自己則操控蓋歐卡征服世界。然而卻被紅色之珠控制，失去意識，結果蓋歐卡開始四處暴走，藉著小智一行人與固拉多的協助而脫離紅色之珠。之後領悟到想控制蓋歐卡是不可能的，因此解散水艦隊。
泉美（聲：日本：津田匠子；台灣：劉如蘋；香港：林雅婷→程文意、陳子瑩（奇妙電視版本））
- 英文名：Shelly
- 登場時期：豐緣地區篇（客串）

水艦隊作戰隊長兼副首領。與火岩隊的火村對應。偽裝成火岩隊員，使蓋歐卡覺醒。水梧桐發狂時十分擔心。
- 率領的寵物小精靈
  - 利牙魚
  - 鐵螯龍蝦
  - 帝牙海獅

##### 火岩隊
赤焰松（聲：日本：藤原啟治；台灣：于正昇；香港：劉達斌（奇妙電視版本））
- 英文名：Maxie
- 登場時期：豐緣地區篇（客串）

火岩隊首領。態度柔和，算能好好溝通的。見到小智一行人並交談，但小智一行人只知道他們跟水艦隊的一切行動和目標根本是一樣的。見識到兩顆超古代之珠可怕的力量後恍然大悟，認為自己居然還想得到這股力量根本是痴心妄想，最後紅色之珠與藍色之珠融合在一起並消失無蹤。之後領悟到想控制固拉多是不可能的，因此解散火岩隊。
火村（聲：日本：風間勇刀）
- 英文名：Tabitha
- 登場時期：豐緣地區篇（客串）

火岩隊行動隊長兼副首領。與水艦隊的泉美對應。
- 率領的寵物小精靈
  - 大狼犬
  - 大口蝠

班納伊（聲：日本：小西克幸；台灣：于正昇；香港：黃榮璋、陳力航（奇妙電視版本））
- 英文名：Brodie
- 登場時期：豐緣地區篇（客串）

火岩隊隊員，外號「千面人」，最擅長偽裝，最早是水艦隊作戰隊長泉美聽說過。火岩隊解散後成為專偷藝術品與珠寶的怪盜，只有他還不改邪歸正（只不過目的與原本不一樣）。
- 班納伊的寵物小精靈
  - 百變怪
  - 大口蝠

#### 銀河隊
在神奧地區活動的邪惡組織。盜取與神奧時空傳說有關的貴重文物，目標是創造新世界。團員穿著特定的服裝，火箭隊三人組稱之為「新潮打扮」，最後因赤日走進心中嚮往的新世界，加上三大幹部的逮捕而瓦解。
赤日（聲：日本：三宅健太；台灣：于正昇；香港：梁志達）
- 英文名：Cyrus
- 登場時期：鑽石&珍珠篇、旅途（回憶）

銀河隊首領。表面上是神奧地區的財經界名人，因為神奧地區許多圖書館、博物館都是由他出資興建，與竹蘭的奶奶：芥子蘭博士熟識。調查著神奧時空傳說。認為人心只有醜陋的一面，故一直想前往不需要任何心的新世界，也認為新世界是有秩序的，對於此世界只想獨占，不會把它交給任何人。於槍柱的最終戰中走進心中嚮往的新世界裡。
鎮星（聲：日本：岡村明美；台灣：林美秀；香港：陸惠玲）
- 英文名：Saturn
- 登場時期：鑽石&珍珠篇、旅途（特別篇）

銀河隊男性幹部。外表相當中性。曾委託火箭隊兩人一貓組在神奧犯案。地位僅次於赤日、是除了赤日以外能在銀河隊裡呼風喚雨的人物，也是銀河隊三大幹部中唯一認得出小智一行人的人。小智一行人由於由克希、亞克諾姆與艾姆利多的緣故直接被帶往銀河隊總部，之後小剛的不良蛙突然從精靈球跑出來並出現在他面前，當然他也知道不良蛙想見的是毒骷蛙，因此主動放毒骷蛙出來。
- 鎮星的寶可夢
  - 銅鏡怪
  - 毒骷蛙（其配色為色違，然而於動畫中登場的其他毒骷蛙亦是此配色，故可能為動畫專屬配色）

- 脫離控制
  - 席多藍恩（阿爾宙斯特別篇，銀河隊為了尋回首領赤日需要牠的力量開啟傳送門，特性引火失控之後黑暗球遭摧毀）

夥星（聲：日本：田中理惠；台灣：汪世瑋；香港：黃淑芬）
- 英文名：Mars
- 登場時期：鑽石&珍珠篇、旅途（特別篇）

銀河隊女性幹部。在赤日前往新世界時一度想追上前，被鎮星阻止。
- 夥星的寶可夢
  - 東施喵
  - 銅鏡怪

歲星（聲：日本：西村千奈美；台灣：詹雅菁；香港：梁少霞）
- 英文名：Jupiter
- 登場時期：鑽石&珍珠篇、旅途（特別篇）

銀河隊女性幹部。遣詞用字與在遊戲中不同。
- 歲星的寶可夢
  - 坦克臭鼬

以上三人最後於槍柱的最終戰後被帥哥逮捕。
冥王（聲：日本：緒方賢一；台灣：于正昇；香港：盧國權）
- 英文名：Charon
- 登場時期：鑽石&珍珠篇

銀河隊科學家。最後於槍柱的最終戰後失蹤不明。

#### 等離子隊
在合眾地區活動的邪惡組織，目標是利用萊希拉姆征服世界，曾被火箭隊首領坂木提起，最終全員（包括首領）一次就被帥哥逮捕。
魁奇思（聲：日本：相澤正輝：台灣：吳東原：香港：黃啟昌）
- 英文名：Ghetsis
- 登場時期：超級願望篇 Episode N章（客串）

等離子隊首領，N的養父，手上的等離子隊之杖具有發動雷希拉姆復活儀式的魔法力量。在N幼年時期利用了他，希望讓他成為雷希拉姆所選中的英雄，不過雷希拉姆在摧毀N的城堡後離去。事件過後一直尋找著N，但在阿克羅瑪博士的研究成功後就拋棄了他。最後成功讓雷希拉姆現身並得以控制，可惜計畫失敗，與手下們被帥哥逮捕。
阿克羅瑪（聲：日本：東地宏樹：台灣：于正昇：香港：麥皓豐、陳漢祺（奇妙電視版本））
- 英文名：Colress
- 登場時期：超級願望篇 Episode N章（客串）

等離子隊科學家。專注於研究寶可夢隐藏的力量和才能，發明了寵物小精靈控制裝置讓牠們性格兇暴化。曾被喵喵說服投靠火箭隊，結果當然是沒被挖角過去。最後也被帥哥逮捕。
- 被阿克羅瑪作為實驗對象的寵物小精靈
  - 小智的比卡超（超級願望112，當集解放）
  - 凍原熊（超級願望112，當集解放）
  - 電蜘蛛（超級願望112，當集解放）
  - 師父鼬（超級願望112，當集解放）
  - 蜈蚣王（超級願望112，當集解放）
  - 艾莉絲的快龍（超級願望118，當集解放）
  - 雙斧戰龍（超級願望118，當集解放）
  - 火箭隊的喵喵（超級願望119，當集解放）
  - 搬運小匠（超級願望120-122）
  - 修建老匠（超級願望120-122）
  - 泥偶巨人（超級願望120-122）
  - 萊希拉姆（超級願望122，當集解放）

安潔（聲：日本：渡邊明乃：台灣：詹雅菁：香港：林芷筠、植婉雯（奇妙電視版本））
- 英文名：Angie
- 登場時期：超級願望篇 Episode N章（客串）

等離子隊高層隊員。
- 安潔的寵物小精靈
  - 酷豹（超級願望117）

布拉德（聲：日本：佐藤健輔：台灣：于正昇：香港：周倚天）
- 英文名：Barret
- 登場時期：超級願望篇 Episode N章（客串）

等離子隊隊員。
- 布拉德的寵物小精靈
  - 酷豹

尼祿與比安科（聲：日本：相馬幸人(尼祿)、越田直樹(比安科)：台灣：吳東原(尼祿)、孟慶府(比安科)：香港：鍾見麟(尼祿)、林筠翔(比安科)）
- 英文名：Schwarz  &  Weiss
- 登場時期：超級願望篇 Episode N章（客串）

等離子隊隊員。
- 尼祿和比安科的寵物小精靈
- 飯匙蛇（超級願望114,尼祿的）
- 貓鼬斬（超級願望114,比安科的）

#### 閃焰隊
在卡洛斯地區活動的邪惡組織。覬覦著基格爾德，想利用牠們讓世界重新來過，擁有兩隻，命名為Z1及Z2。Z1在柚麗嘉手上，被柚麗嘉取名為小軟，Z2則落入手中，被利用來大肆破壞密阿雷市。這場陰謀號稱卡洛斯地區史上最大的危機，不只是小智一行人與艾嵐，就連冠軍及八位道館館主全都前來出面阻止，最後以小軟與Z2融合為基格爾德完全體打倒弗拉達利，加上殘存的餘黨庫瑟斯洛奇被逮捕而潰散。
弗拉達利
#XY最強超進化特別動畫角色參照。
帕琦拉
#四天王·冠軍參照。
庫瑟斯洛奇（聲：日本：最上嗣生：台灣：吳東原；香港：陳永信）
- 英文名：Xerosic
- 登場時期：XY&Z篇（客串）

閃焰隊的最高幹部兼副首領，在組織的地位僅次於弗拉達利。
於最終計畫佔領了密阿雷道館，安裝了控制系統控制了基格爾德，被希特隆查獲後並向其挑戰，結果遭希特隆按下的地板開關驅逐出去。
在弗拉達利被擊敗後順利逃過一劫，作為閃焰隊的餘黨再次出現。聲稱要建立新閃焰隊，完成弗拉達利的心願，還利用曾經控制基格爾德的精神控制系統控制希特隆，最後因希特隆的電波干擾一號導致陰謀失敗，並遭到君莎逮捕。
阿可碧（聲：日本：夏日凜子：台灣：詹雅菁；香港：吳羨婷）
- 英文名：Aliana

芭菈（聲：日本：藤田茜：台灣：汪世瑋；香港：詹健兒）
- 英文名：Bryony

克蕾兒（聲：日本：奈波果林：台灣：劉如蘋；香港：曾秀清）
- 英文名：Celosia

茉蜜姬（聲：日本：原紗友里：台灣：林美秀；香港：鄭麗麗）
- 英文名：Mable
- 以上四人登場時期：XY&Z篇（客串）

以上四人皆為閃焰隊的幹部。
艾嵐
#XY最強超進化特別動畫角色參照。

#### 骷髏隊
在阿羅拉地區活動的流氓組織，專給人們找麻煩以及搞破壞。
古茲馬（聲：日本：加瀨康之；台灣：孟慶府）
骷髏隊首領。跟庫庫伊博士是死對頭，對他有著深仇大恨。過去與庫庫伊同為哈拉的弟子，然而他卻一直违抗哈拉的指导，且看不惯庫庫伊的人生目标，並對大考驗這一傳統表示反感，不願接受Ｚ招式與Ｚ手環，認为自己不需要这些照樣可以變強，最終自願離開師門。有著痛恨失敗的個性。
- 古茲馬的寵物小精靈
  - 具甲武者（太陽&月亮 第115話）
  - 巨鉗螳螂（太陽&月亮 第130話）

布爾美麗（聲：日本：遠藤沙季；台灣：林美秀）
骷髏隊副首領。是最了解古茲馬的人，知曉古茲馬的過去。
- 布爾美麗的寵物小精靈
  - 焰后蜥（太陽&月亮 第129話）

達帕（聲：日本：內野孝聰(太陽&月亮第1話-太陽&月亮第11話)→櫻井徹(太陽&月亮第24話起)；台灣：于正昇）
骷髏隊隊員。年幼時因不滿寵物小精靈學校傑出校友—伊利馬比他受歡迎，從此與伊利馬之間有著深仇大恨，也導致他加入骷髏隊。
- 達帕的寵物小精靈
  - 夜盜火蜥x3（太陽&月亮 第001話）

吉普（聲：日本：堀總士郎；台灣：魏德）
達帕的跟班。
- 吉普的寵物小精靈
  - 貓鼬少x3（太陽&月亮 第001話）
  - 灰塵山（太陽&月亮 第011話）

拉普（聲：日本：朝日奈丸佳；台灣：劉如蘋）
達帕的跟班。
- 拉普的寵物小精靈
  - 波音蝠x3（太陽&月亮 第001話）

#### 吶喊隊
在伽勒爾地區活動的麻煩組織，实际上身份是尖钉道馆训练家玛俐的狂热粉丝团体。

### 寶可夢世界錦標賽參賽者

#### 大師級
進入大師級的八位訓練家，簡稱八大師。
首輪淘汰賽採用 3 vs 3 對戰賽制、準決賽及決賽採用 6 vs 6 對戰賽制。
首輪淘汰賽及準決賽参賽者可在「超級進化、Z招式、超極巨化」三大系統中挑選其一使用，而決賽因丹帝提議允許小智使用三系統「超級進化、Z招式、超極巨化」同時參戰，並獲得委員會同意。
丹帝
- 戰績：伽勒爾地區冠軍、寶可夢世界錦標賽冠軍→伽勒爾地區冠軍、寶可夢世界錦標賽前任王者
世界錦標賽：排名大師球等級 第1名（旅途第12話）

寶可夢世界錦標賽大師淘汰賽首輪與艾嵐對戰，以超極巨化的轟雷金剛猩擊敗布里卡隆，隨後以噴火龍先後擊敗烏賊王及超級噴火龍X，晉級四強。
準決賽與卡露對戰，開局時就以多龍巴魯托及轟雷金剛猩壓倒性擊敗卡露妮的摔角鷹人、怪顎龍、冰雪巨龍及南瓜怪人等四隻寶可夢，其後轟雷金剛猩擊敗黏美龍。最終派出超極巨化噴火龍擊敗卡露妮的王牌寶可夢超級沙奈朵，晉級決賽。
決賽與小智對戰，以噴火龍、多龍巴魯托、轟雷金剛猩、閃焰王牌、千面避役及踏冰人偶陣容迎戰。開局時先以閃焰王牌自由者特性化解皮卡丘的十萬伏特，但其後丹帝收回並改派千面避役但不敵小智的超極巨化耿鬼而落敗。派出的踏冰人偶一度被耿鬼特性詛咒之驅而無法發動攻擊，後改變屬性場地而成功擊敗耿鬼。但已改變的精神場地及後被蔥遊兵破壞，並在迎戰小智的超級路卡利歐時一度穩佔上風，但最終被對方以波導感應其自身的所屬位置後被波導彈直接擊中而落敗。其後以多龍巴魯托的反手噴射火焰一度使超級路卡利歐陷入困境，加上使用急速折返技能而迫使小智先後替換鰓魚龍及快龍上場，成功為對方造成傷害。且兩度迎戰超級路卡利歐時以十萬伏特使其麻痺加上噴射火焰強攻下成功擊敗對方，但卻不敵小智兩度派出的快龍以流星群加高空重砸的近身戰組合而落敗。第三回以轟雷金剛猩使用鼓擊形式組合先後擊敗快龍及蔥遊兵，但卻不敵鰓魚龍的龍之俯衝而落敗。隨後以閃焰王牌成功擊敗鰓魚龍，並以王牌寶可夢超極巨化噴火龍迎戰小智的王牌搭檔皮卡丘，以超極巨地獄滅焰招式戰皮卡丘Z招式千萬伏特時產生巨大波動而使自身解除超極巨化狀態。隨後傳說寶可夢無極汰那受波動影響而突然出現在賽場上，使對戰暫時中斷，其後無極汰那散發能量粒子平和賽場能量後使自身與小智得到多一次使用極巨腕帶的機會。最終回丹帝先收回噴火龍，改派閃焰王牌並使用極巨腕帶「極巨化」變為超極巨化閃焰王牌，但不敵超極巨化皮卡丘使出的超極巨萬雷轟頂而落敗。最後派出王牌搭檔噴火龍與小智的王牌搭檔皮卡丘一決高下，分別以空氣斬、大字爆炎、龍之波動、岩石封锁等招式與皮卡丘的電網、十萬伏特、鐵尾、電光一閃等多番激戰後，最終噴火龍不敵皮卡丘帶有友情力量的十萬伏特而落敗。丹帝最終以5比6局數敗於小智，不敗神話就此終結。
主要勁敵參照。
竹蘭
- 戰績：神奧地區冠軍
世界錦標賽：排名大師球等級 第2名（旅途第109話）

寶可夢世界錦標賽大師淘汰賽首輪與艾莉絲對戰，先以海牛獸迎戰龍頭地鼠但不敵落敗，其後派出的美納斯先後擊敗對方的龍頭地鼠及快龍，並在最終關頭派出王牌寶可夢超級烈咬陸鯊擊敗艾莉絲的雙斧戰龍，晉級四強。
準決賽與小智對戰，以花岩怪接連擊敗小智的快龍及耿鬼，中途替換的羅絲雷朵受到耿鬼的鬼火技能傷害而被竹蘭急速撤換。其後先後派出波克基斯及海牛獸迎戰小智的皮卡丘但海牛獸不敵而落敗，並以花岩怪不敵皮卡丘時使出同命絕招與其同歸於盡，使雙方同時失去戰鬥力。次回以烈咬陸鯊迎戰鰓魚龍，但其後被被竹蘭撤換而改派羅絲雷朵上場，最終被鰓魚龍一擊即中而落敗。後以美納斯擊敗鰓魚龍但被蔥遊兵以劍、盾作攻守組合不敵而落敗，並以王牌寶可夢烈咬陸鯊擊敗鬥志高昂的蔥遊兵但自身亦受到傷害。最終回先派出極巨化波克基斯迎戰小智的超級路卡利歐但不敵其「波導之牽絆現象」而使自身解除極巨化狀態，並迅即被超級路卡利歐擊敗，其後派出王牌寶可夢烈咬陸鯊與小智的超級路卡利歐鬥得勝負難分，但最終因超級路卡利歐一招「逆轉」而不敵落敗，淘汰出局。
四天王·冠軍參照。
茲伏奇·大吾
- 戰績：豐緣地區冠軍
世界錦標賽：排名大師球等級 第3名（旅途第109話）

寶可夢世界錦標賽大師淘汰賽首輪與小智對戰，以波士可多拉擊敗小智的鰓魚龍但不敵耿鬼而落敗，其後派出的搖籃百合亦不敵皮卡丘而落敗，最終派出王牌寶可夢超級巨金怪但不敵小智的王牌搭檔皮卡丘所使出的千萬伏特而落敗，淘汰出局。
四天王·冠軍參照。
阿渡
- 戰績：關都兼城都地區冠軍
世界錦標賽：排名大師球等級 第4名（旅途第109話）

寶可夢世界錦標賽大師淘汰賽首輪與卡露妮對戰，先以快龍擊敗卡露妮的冰雪巨龍，後因快龍受重傷而收回並改派暴鯉龍（異色）出戰但被南瓜怪人的技能傷害加倍而落敗。其後派出的三首惡龍擊敗南瓜怪人，但三首惡龍及極巨化快龍最終仍不敵卡露妮的王牌寶可夢超級沙奈朵而落敗淘汰出局。
四天王·冠軍參照。
卡露
- 戰績：卡洛斯地區冠軍
世界錦標賽：排名大師球等級 第5名（旅途第109話）

寶可夢世界錦標賽大師淘汰賽首輪與阿渡對戰，派出的冰雪巨龍不敵快龍，隨後以南瓜怪人擊敗暴鯉龍（異色），並在最終關頭派出王牌寶可夢超級沙奈朵先後擊敗阿渡的三首惡龍及極巨化快龍，晉級四強。
準決賽與丹帝對戰，開局時派出的四隻寶可夢摔角鷹人、怪顎龍、冰雪巨龍及南瓜怪人先後被丹帝的多龍巴魯托及轟雷金剛猩壓倒性擊倒而惨敗，其後黏美龍亦不敵轟雷金剛猩。最終派出的王牌寶可夢超級沙奈朵亦惨被丹帝的超極巨化噴火龍擊敗而淘汰出局。
四天王·冠軍參照。
艾嵐
- 戰績：卡洛斯地區密阿雷大會冠軍
世界錦標賽：排名大師球等級 第6名（旅途第109話）

寶可夢世界錦標賽大師淘汰賽首輪與丹帝對戰，派出的布里卡隆不敵轟雷金剛猩，隨後以噴火龍擊敗轟雷金剛猩，但最終派出的烏賊王及超級噴火龍X卻被丹帝的噴火龍先後擊敗而淘汰出局。
#XY最強超進化特別動畫角色參照。
艾莉絲
- 戰績：合眾地區冠軍
世界錦標賽：排名大師球等級 第7名（旅途第109話）

寶可夢世界錦標賽超級級時敗給小智的快龍，後來晉升到大師級，在大師淘汰賽首輪與竹蘭對戰，先以龍頭地鼠擊敗海牛獸，但隨後龍頭地鼠及快龍不敵美納斯而落敗，最終派出的王牌寶可夢雙斧戰龍亦不敵竹蘭的超級烈咬陸鯊而淘汰出局。
小智一行人參照。
小智
- 戰績：阿羅拉地區冠軍→阿羅拉地區冠軍、寶可夢世界錦標賽冠軍
世界錦標賽：排名大師球等級 第8名（旅途第109話）

寶可夢世界錦標賽大師淘汰賽首輪與大吾對戰，先以鰓魚龍迎戰波士可多拉但不敵落敗，其後派出的耿鬼及王牌搭檔皮卡丘先後擊敗對方的波士可多拉及搖籃百合。在最終關頭小智使用智皮卡Z使其王牌搭檔皮卡丘使出Z招式千萬伏特擊敗大吾的超級巨金怪，晉級四強。
準決賽與竹蘭對戰，派出的快龍及耿鬼先後被花岩怪的催眠及食夢技能擊倒而落敗。後以皮卡丘擊敗竹蘭的海牛獸，並在迎戰花岩怪時使出反拳防護罩成功破解其催眠技能將之擊倒，但卻被對方在失去戰鬥力前使出同命絕招使皮卡丘也同時失去戰鬥力而無法戰鬥。次回派出鰓魚龍迎戰竹蘭的羅絲雷朵並在身中劇毒而受傷害下仍以一擊即中擊敗對方，但鰓魚龍其後不敵美納斯而落敗。後以蔥遊兵以劍、盾作攻守組合加上雙倍奉還配搭勇鳥猛攻的情況下成功擊敗美納斯，並在對決竹蘭的王牌寶可夢烈咬陸鯊時展示出高昂鬥志，最終不敵對方但亦成功使烈咬陸鯊自身受到傷害。最終回派出王牌寶可夢超級路卡利歐迎戰極巨化波克基斯，在戰鬥中與其產生共鳴而使超級路卡利歐引發「波導之牽絆現象」，成功使波克基斯自身解除極巨化狀態並將其擊敗，其後與竹蘭的王牌寶可夢烈咬陸鯊對戰，以「子彈拳」與對方鬥得勝負難分，最終因超級路卡利歐一招「逆轉」而成功擊敗竹蘭的王牌寶可夢烈咬陸鯊，晉級決賽。
決賽與丹帝對戰，以皮卡丘、快龍、耿鬼、路卡利歐、蔥遊兵及鰓魚龍陣容迎戰。開局時先派出皮卡丘使出十萬伏特迎戰閃焰王牌但因一時忘記對手的自由者特性而攻擊無效，其後小智收回皮卡丘並改派耿鬼，在處於下風時使用極巨腕帶「極巨化」使耿鬼變成超極巨化耿鬼，成功擊敗丹帝的千面避役，並以自身特性詛咒之驅一度壓制踏冰人偶使其無法發動攻擊，但最後踏冰人偶改變屬性場地而不敵落敗。次回以蔥遊兵迎戰踏冰人偶雖一度陷入下風但憑著堅毅力成功破壞其已改變的精神場地，其後改派路卡利歐出戰，並使用進化石使路卡利歐「超級進化」成超級路卡利歐，並以波導感應踏冰人偶的所屬位置並以波導彈直接成功擊敗對方。在對決丹帝的多龍巴魯托時一度以影子分身加子彈拳進攻組合穩佔上風，但反被對方的反手噴射火焰一度使自身陷入困境加上急速折返技能下而迫使其先後替換鰓魚龍及快龍上場，但仍無法取得進展並在兩度派出超級路卡利歐時不敵多龍巴魯托的十萬伏特加噴射火焰強攻而落敗。其後再度派出快龍並以流星群加高空重砸的近身戰組合成功擊敗決丹帝的多龍巴魯托、但卻不敵轟雷金剛猩而落敗。第三回以蔥遊兵迎戰並以流星突击使對方受到傷害，但在一番激戰後仍不敵而落敗。隨後派出鰓魚龍以冰凍牙化解對方的鼓擊招式、並以龍之俯衝成功擊敗轟雷金剛猩，但不敵閃焰王牌而落敗。最終派出王牌搭檔皮卡丘使出「Z招式」千萬伏特迎戰丹帝的王牌寶可夢超極巨化噴火龍所使出超極巨地獄滅焰時產生巨大波動，導致傳說寶可夢無極汰那受波動影響而突然出現在賽場上，使對戰暫時中斷，其後無極汰那散發能量粒子平和賽場能量後使自身與丹帝得到多一次使用極巨腕帶的機會。最終回小智使用極巨腕帶「極巨化」使王牌搭檔皮卡丘變成超極巨化皮卡丘，並使出超極巨萬雷轟頂成功擊敗超極巨化閃焰王牌。最後在迎戰丹帝的王牌搭檔噴火龍時，皮卡丘分別以電網、十萬伏特、鐵尾、電光一閃等招式與噴火龍的空氣斬、大字爆炎、龍之波動、岩石封锁等多番激戰，並因身中對方的大字爆炎而處於下風時，在回憶中夢見從關都、橘子群島、城都、豐緣、神奧、合眾、卡洛斯、阿羅拉及伽勒爾地區小智持有的所有夥伴寶可夢與旅程中一路以來最親密的戰友小智時而重拾鬥志，最終皮卡丘以帶有友情力量的十萬伏特成功擊敗丹帝的噴火龍，以6比5局數戰勝丹帝。小智成功勇奪寶可夢世界錦標賽冠軍，成為最強王者。

#### 高級級
高級級對戰，由官方預先排定對手和地點，分別為1 vs 1、2 vs 2、3 vs 3的隨機賽制對戰，降到100名以下降至超級級。
晉升到第9名時，能和大師級第8名選手進行八大師換位戰，規則採用大師淘汰賽第一輪3 vs 3對戰，獲勝大師級的選手排名交換。
參賽者可在「超級進化、Z招式、極巨化」三大系統中挑選其一使用。
奇巴納
- 世界錦標賽：排名高級球等級 第9名（旅途第109話）

第27話為大師級第7名時，被丹帝的超級巨化噴火龍擊敗。第109話，在八大師換位戰中，作為大師級第8名被小智打敗降至高級級第9名。
道館館主參照。
大葉
- 世界錦標賽：排名高級球等級 第10名之後（旅途第109話）

第100集被丹帝打敗降至大師級第8名。第109集前，在八大師換位戰中，被艾莉絲打敗降至高級級第10名之後。
四天王·冠軍參照。
朵拉塞娜
- 世界錦標賽：排名高級球等級 第12名（旅途第103話）

第104集被小智的蔥遊兵和鰓魚龍打敗。
四天王·冠軍參照。
電次
- 世界錦標賽：排名高級球等級 第27名（旅途第76話）

第77集被小智的千萬伏特皮卡丘打敗。
主要勁敵參照。
瑪俐
- 世界锦标赛：排名高级球等级 第29名（旅途第99话）

第99集被小智超極巨耿鬼打敗。
主要勁敵參照。
彩豆
- 世界锦标赛：排名高级球等级 第30名（旅途第84话）

第86集被小智超級路卡利歐打敗。
主要勁敵參照。

#### 超級級
超級級對戰，透過線上網路可以和附近的另一名超級級選手提出對戰邀請，分別為1 vs 1、2 vs 2的隨機賽制對戰，降到1000名以下降至一般級，升到99名以上晉升高級級。
凛斗（聲：日本：天崎滉平；台灣：劉如蘋）
- 登場時期：旅途篇
- 世界錦標賽：排名超級球等級 第100名以後

旅途第51集中觀看小智的大蔥鴨對戰，對戰結束後出現在小智面前，認為大蔥鴨實力還不成熟，向小智的大蔥鴨對戰，最後擊敗小智。後來於第60集中，接到小智的寶可夢世界錦標賽官方對戰的申請，與小智的大蔥鴨再次對戰，最後因為小智的大蔥鴨進化成蔥遊兵後被戰敗。
- 凛斗的寶可夢
  - 艾路雷朵（旅途第51話）

#### 一般級
一般級對戰，透過線上網路可以和附近的另一名一般級選手提出對戰邀請，分別為1 vs 1、2 vs 2的隨機賽制對戰，升到999名以上晉升超級級。
可爾妮
- 世界錦標賽：排名普通球等級 第1001名（旅途第25話）

主要勁敵參照。
碧絲葵絲
- 世界錦標賽：排名普通球等級 第2109名（旅途第18話）

道館館主參照。

### 寶可夢聯盟及其他各大賽關係者

#### 道館館主

##### 關都地區
小剛
小智一行人參照。
小霞
小智一行人參照。
馬奇/馬志士（聲：日本：立木文彥；台灣：周學禮／正昇（無印重配版）；香港：陳卓智）
- 英文名：
- 登場時期：關都地區篇（客串）、旅途（回憶）
- 原型：四色版系列、火紅．葉綠 — 枯葉道館掌門人

枯葉道館館主。外表是堅毅的美國軍人，但個性十分幽默。一度打敗小智，但再戰時敗北。
- 馬奇的寶可夢
  - 雷丘

娜姿（聲：日本：荒木香惠；台灣：盧敘榮）
- 英文名：
- 登場時期：關都地區篇（客串）、旅途（剪影）
- 原型：四色版系列、火紅．葉綠 — 金黃道館掌門人

金黃道館館主。超能力者，擁有許多特殊能力。小時候十分活潑，卻不知怎麼開始缺乏感情，心理的創傷將天真的性格加諸於布娃娃。一度打敗小智，再戰時因為小智帶來的鬼斯通太過搞笑，而笑到無法繼續戰鬥，小智於是不戰而勝。
- 娜姿的寶可夢
  - 凯西→勇基拉；與娜姿心靈相通，她大笑時也跟著捧腹大笑。

莉佳（聲：日本：冰上恭子；台灣：賀世芳（無印）→劉如蘋（旅途））
- 英文名：
- 登場時期：關都地區篇（客串）、旅途（客串）
- 原型：四色版系列、火紅．葉綠 — 彩虹道館掌門人

彩虹道館館主。香水店老闆娘。因為小智在香水店中發言不當而被請了出去，最後男扮女裝混入而獲得道館賽挑戰權。道館戰因為火災而終止，但小智因為幫助了怪味花而獲得徽章。
- 艾莉嘉的寶可夢
  - 怪味花：10年前曾幫助過迷路的小艾莉嘉躲過野生的爛泥怪
  - 口呆花
  - 長藤怪
  - 葉伊布

阿桔（聲：日本：大塚芳忠；台灣：周學禮；香港：陳永信（超級願望））
- 英文名：Koga
- 登場時期：關都地區篇（客串）、旅途（剪影）
- 原型：四色版系列、火紅．葉綠 — 淺紅道館掌門人

淺紅道館館主，后晋升为四天王。道館是忍者基地樣式，在各個地區都裝有機關。
- 阿桔的寶可夢
  - 毛毛蟲→魔魯風
  - 大口蝠
  - 霹靂彈（陷阱用）

阿雅/綾子（聲：日本：篠原惠美；台灣：盧敘榮（無印第32集）→詹雅菁（無印第177集））
- 英文名：Aya
- 登場時期：關都地區篇、城都地區篇（客串）

阿桔的妹妹。忍者服是粉紅色的。稱阿桔為「哥哥大人」，很愛慕他。
- 阿雅的寶可夢
  - 毛毛蟲

夏伯（聲：日本：上田敏也；台灣：符爽；香港：譚炳文）
- 英文名：Blaine
- 登場時期：關都地區篇（客串）、旅途（剪影）
- 原型：四色版系列、火紅．葉綠 — 紅蓮道館掌門人

紅蓮道館館主。剛與小智一行人見面時戴著金色假髮。喜歡猜謎。簡易道館的經營者。道館在溫泉底下，在熔岩正上方進行比賽（再戰時在火山口）。一度戰勝小智而後落敗。動畫中的夏伯長髮且沒戴太陽眼鏡。
- 夏伯的寶可夢
  - 鴨嘴火龍
  - 九尾
  - 鐵甲暴龍

碧絲葵絲（聲：日本：早水理沙）
- 英文名：Visquez
- 登場時期：旅途

枯葉道館代理館主。是馬志士小隊的副隊長，在馬志士外出進行武者修行期間，受其委託留守枯葉道館，暫時擔任代理館主。同時她也是寶可夢世界錦標賽的參賽選手之一。
- 碧絲葵絲的寶可夢
  - 雷丘
  - 顽皮雷弹

##### 橘子群島
敦美（配音員： 長澤美樹； 龍顯蕙）
- 英文名：Cissy
- 登場時期：橘子群島篇（客串）

夏干道館館主。有個弟弟。利用寶可夢運動會為其道館賽形式，但敗給小智。
- 敦美的寶可夢
  - 海刺龍
  - 水箭龜

小丹（配音員： 松本保典； 孫誠）
- 英文名：Dan
- 登場時期：橘子群島篇（客串）

奈普魯道館館主。隱藏道館館主身分與小智一起攀爬高山。並說明藉助寶可夢力量的話隨即失去資格。使用使閒歇泉結凍，作成冰船，並利用冰船下山的獨特獲勝方式，但敗給小智。
- 小丹的寶可夢
  - 尼美后
  - 飛天螳螂
  - 雷霆彈
  - 怪力
  - 小拳石

阿義（配音員： 堀川亮）
- 英文名：Rudy
- 登場時期：橘子群島篇（客串）

柚子道館館主。相當裝模作樣，對小霞有意思。有個妹妹。以屬性對戰這種雙方同樣屬性的戰鬥方式進行對戰而落敗。
- 阿義的寶可夢
  - 小海獅
  - 椰蛋樹
  - 電擊獸
  - 寶石海星

琉璃子/琉麗（配音員： 小山茉美； 詹雅菁）
- 英文名：Luana
- 登場時期：橘子群島篇（客串）

榴柑道館館主。榴柑旅館的經營者。遇見小智時誤以為是自己的兒子。以接力對戰形式進行2對2戰鬥與小智對戰落敗。
- 琉璃子的寶可夢
  - 格拉格拉
  - 富迪

##### 城都地區
阿速（声：日本：石田彰；台灣：田志傑；香港：陳廷軒、張添勝（奇妙電視版本））
- 英文名：Falkner
- 登場時期：城都地區篇（客串）

桔梗道館館主，使用飛行系寶可夢。夢想著翱翔天際，擅長操作懸掛式滑翔機。
- 阿速的寶可夢
  - 大比鳥
  - 咕咕
  - 多多利

阿筆（声：日本：石川寛美；台灣：王瑞芹）
- 英文名：Bugsy
- 登場時期：城都地區篇（客串）

檜皮道館館主，使用蟲系寶可夢。自幼就十分熟習蟲系寶可夢的知識。道館內部擺飾自然樸實，擅長利用草木死角奇襲挑戰者的戰術。
- 阿筆的寶可夢
  - 飛天螳螂
  - 鐵甲蟲
  - 線球
  - 綠毛蟲
  - 獨角蟲
  - 鐵殼蛹

小茜（声：日本：宮村優子；台灣：龍顯蕙；香港：陳凱婷）
- 英文名：Whitney
- 登場時期：城都地區篇（客串）

滿金道館館主。操著關西腔。十分容易迷路的路痴。小智一度敗給她而後勝利。
- 小茜的寶可夢
  - 大奶罐
  - 皮皮
  - 尼美羅

松葉（声：日本：松風雅也；台灣：陳進益（無印第182集至183集）→符爽（無印第228集）；香港：鄺樹培（無印第183集至184集）→馮錦堂（無印第229集））
- 英文名：Morty
- 登場時期：城都地區篇（客串）

圓朱道館館主。時髦的年輕人，守護鈴鈴塔一族的後裔，熟悉許多鳳王與圓朱市的傳說，個性十分平靜。平素對眾多弟子授課，並獎掖後進。與追尋水君的南其熟識。
- 松葉的寶可夢
  - 鬼斯
  - 鬼斯通
  - 耿鬼

阿四（声：日本：角田信朗→藤原貴弘；台湾：符爽；香港：梁志達）
- 英文名：Chuck
- 登場時期：城都地區篇（客串）、旅途（客串）

湛藍道館館主。使用格鬥系寶可夢。與眾多弟子一起生活並修行。
- 阿四的寶可夢
  - 怪力
  - 大力蛙

阿蜜（ダン，聲：日本：嘉數由美；台灣：謝佼娟（無印）→詹雅菁（鑽石&珍珠）；香港：曾秀清（無印）→梁少霞（鑽石&珍珠））
- 英文名：
- 登場時期：城都地區篇、鑽石&珍珠篇（客串）

淺蔥道館館主。照顧著住在燈塔上的電龍小明，十分和善的訓練家。與遊戲中一樣，為了電龍拋下寶可夢道館不管，不過因為在湛藍市得到秘傳藥的緣故而返回道館。
在鑽石&珍珠180集（日本、香港集數）中以指導健悟出場，其後與神奧四天王的大葉對戰，並於當集決定回淺蔥道館以道館館主身分繼續訓練
- 阿蜜的寶可夢
  - 大鋼蛇
  - 小磁怪

柳伯（声：日本：清川元梦；台湾：符爽；香港：源家祥）
- 英文名：Pryce
- 登場時期：城都地區篇（客串）

卡吉道館館主。被稱為「寒冬之柳」，使用冰系寶可夢。從前因為以為長毛豬離他而去而關閉自己的內心，與人與寶可夢都保持著距離，但在深山中發現長毛豬的事實後敞開心房。
- 柳伯的寶可夢
  - 長毛豬
  - 白海獅
  - 背背龍

小樁（声：日本：三田友子；台灣：謝佼娟（無印）→劉如蘋（超級願望）；香港：周文瑛→朱妙蘭（超級願望）、何凱怡（奇妙電視版本））
- 英文名：Clair
- 登場時期：城都地區篇、超級願望篇（客串）、旅途（回想）

煙墨道館館主。從第一代煙墨道館館主平息發怒的龍系寶可夢以來，一直守護著龍之神聖地帶的一族的後裔。與季珂是好友，師承於四天王冠軍渡。
- 小樁的寶可夢
  - 哈古龍
  - 刺龍王
  - 鯉魚龍
  - 赤面龍（色違）

##### 豐緣地區
千里（聲：日本：小杉十郎太；台灣；于正昇；香港：梁志達、陳力航（奇妙電視版本））
- 英文名：Norman Maple
- 登場時期：豐緣地區篇、鑽石&珍珠篇（客串）
- 原型：紅寶石．藍寶石．綠寶石 — 橙華道館掌門人、主人公爸爸

橙華道館館主，使用一般系寶可夢。小遙與小勝的父親。小智在超世代剛開始時就已經和他打過照面，卻因為沒有足夠的寶可夢（規定必須擁有三隻寶可夢才能挑戰道館）而打消了進行道館賽的念頭。
- 千里的寶可夢
  - 懶人翁
  - 過動猿
  - 請假王

杜娟（聲：日本：白鳥由里；台灣：傅曼君；香港：林元春）
- 英文名：Roxanne
- 登場時期：豐緣地區篇（客串）
- 原型：紅寶石．藍寶石．綠寶石 — 卡那茲道館掌門人

卡那茲道館館主，使用岩石系寶可夢。擔任寶可夢訓練家培育學園教職。
- 杜娟的寶可夢
  - 朝北鼻
  - 小拳石

藤樹（聲：日本：喜安浩平；台灣：吳東原；香港：蘇強文）
- 英文名：Brawly
- 登場時期：豐緣地區篇（客串）
- 原型：紅寶石．藍寶石．綠寶石 — 武鬥道館掌門人

武鬥道館館主，使用格鬥系寶可夢。小智首次挑戰時敗北，再戰時獲得勝利。教導幕下力士（鐵掌力士）衝浪。
- 藤樹的寶可夢
  - 鐵腕
  - 幕下力士→鐵掌力士

鐵旋（聲：日本：緒方賢一；台灣；于正昇；香港：梁志達、陳力航（奇妙電視版本））
- 英文名：Wattson
- 登場時期：豐緣地區篇（客串）
- 原型：紅寶石．藍寶石．綠寶石 — 紫堇道館掌門人

紫菫道館館主，使用雷系寶可夢。因為不小心輸給小智而十分灰心，但那是因為比卡超當時出了點狀況。在再次挑戰小智時贏得勝利。
- 鐵旋的寶可夢
  - 雷電球
  - 小磁怪
  - 三合一磁怪
  - 落雷獸→雷電獸

亞莎（聲：日本：夏树莉緒；台灣：詹雅菁；香港：程文意、植婉雯（奇妙電視版本））
- 英文名：Flannery
- 登場時期：豐緣地區篇（客串）
- 原型：紅寶石．藍寶石．綠寶石 — 釜炎道館掌門人

釜炎道館館主，使用火系寶可夢，小智挑戰時甫才就任的新手道館館主，連整理戰鬥場地也十分懶惰。
- 亞莎的寶可夢
  - 煤炭龜
  - 熔岩蟲
  - 熔岩蟲→熔岩蝸牛

娜琪（聲：日本：横手久美子；台灣：林美秀；香港：程文意、陳子瑩（奇妙電視版本））
- 英文名：Winona
- 登場時期：豐緣地區篇（客串）
- 原型：紅寶石．藍寶石．綠寶石 — 茵鬱道館掌門人

茵鬱道館館主，使用飛行系寶可夢。為了能在道館賽中更看清楚飛行寶可夢動向，而搭乘吊車進行比賽。
- 娜琪的寶可夢
  - 盔甲鳥
  - 七夕青鳥
  - 大嘴鷗
  - 大王燕（色違）

楓與南（聲：日本：水岛大宙、横山智佐；台灣：于正昇、林美秀；香港：林丹鳳、何璐怡（TVB）、葉子楓、植婉雯（奇妙電視版本））
- 英文名：Tate & Liza
- 登場時期：豐緣地區篇（客串）
- 原型：紅寶石．藍寶石．綠寶石 — 綠嶺道館掌門人

綠嶺道館館主，使用超能力系寶可夢。雙胞胎，南為姊姊，楓為弟弟。
- 楓與南的寶可夢
  - 太陽岩：楓
  - 月石：南

亞當（聲：日本：速水獎；台灣；于正昇；香港：陳永信、陳力航（奇妙電視版本））
- 英文名：Juan
- 登場時期：豐緣地區篇（客串）
- 原型：紅寶石．藍寶石．綠寶石 — 琉璃道館掌門人

琉璃道館館主，使用水系寶可夢。先前是協調訓練家，也曾參加過大型慶典。曾以水作為創作材料在琉璃市發表作品，有錢人家的少爺，十分獲得熟女喜愛。從戰鬥中追求藝術。
- 亞當的寶可夢
  - 美納斯
  - 金魚王
  - 海魔獅
  - 愛心魚
  - 鯰魚王

在水之藝術中還有櫻花魚、飛刺海馬、露力麗、吼吼鯨、太陽珊瑚、泥泥鰍、燈籠魚、長翅鷗、雨翅蛾、大嘴鷗、海星星與多腳水母。

##### 神奧地區
瓢太（聲：日本：我妻正崇；台灣：賀宇傑(群英社版本)、于正昇(鑽石&珍珠重配版)；香港：黃榮璋）
- 英文名：Roark
- 登場時期：鑽石&珍珠篇

鋼鐵道館館主，使用岩石系寶可夢。個性溫和，熱愛化石，擔任化石挖掘隊的隊長，是水脈道館館主東瓜的兒子。在真司挑戰時戰敗，後來小智挑戰時將其打敗，但小智再度挑戰時敗北。
- 瓢太的寶可夢
  - 小拳石（技能：滾動）
  - 大岩蛇（技能：綑綁、捨身攻擊、隱形岩、噪音）
  - 頭蓋龍→戰槌龍（技能：噴射火焰、鐵頭、意念頭鎚、雙刃頭鎚）

菜種（聲：日本：本多知惠子、伊藤遙香 → 芹澤優（旁支系列）；台灣：姚敏敏(群英社版本)；香港：陳琴雲）
- 英文名：Gardenia
- 登場時期：鑽石&珍珠篇

百代道館館主（當初對小智一行人隱瞞身分，但隨後坦承），使用草系寶可夢。在百代森林時她打敗了小智，但在道館賽時卻不幸落敗。小次郎請她訓練沙漠奈亞。說話十分直截了當。雖然曾敗給尚志，卻對他一見傾心。
- 菜種的寶可夢
  - 櫻花寶
  - 草苗龜（技能：寄生種子、衝撞、葉暴風、咬咬）
  - 美麗花
  - 怪味花
  - 大食花
  - 羅絲雷朵（技能：打草結、氣象球、魔法葉、閃光）
  - 刺球仙人掌（小次郎寄放）（會使用飛彈針、針葉暗器、沙雹、吸收拳）

另外也有擔任傳達員的長鼻葉，但是否屬於菜種的寶可夢還無從得知。
阿李（聲：日本：遠藤綾；台灣：謝佼娟(群英社版本)；香港：何璐怡）
- 英文名：Maylene
- 登場時期：鑽石&珍珠篇

剛在帷幕道館就職半年的道館館主，使用格鬥系寶可夢。本身是出名的格鬥選手，手腳的力量可以抵擋「波導彈」。與小智、小光年紀相仿，對人甚至對寶可夢都喜歡使用敬語。一度因被真司擊敗而失去擔任道館館主的信心，後再小光的提議下與其對戰，再過程中找回自信，將小光擊敗。
- 阿李的寶可夢
  - 路卡利歐（技能：波導彈、骨擊一氣、發勁、合金爪）
  - 瑪沙那（技能：冥想、吸收拳、念力）
  - 大力（技能：劈瓦、投擲地球）

吉憲（聲：日本：稻田徹；香港：馮錦堂）
- 英文名：Crasher Wake
- 登場時期：鑽石&珍珠篇

濕原道館館主，使用水系寶可夢。身材相當高大健壯，個性熱情。對自己寶可夢的能力相當有自信。可是為人輕浮，與火箭兵團對戰時甚至把精靈球忘在道館。操著和安東尼奧·豬木類似的口頭禪。
- 吉憲的寶可夢
  - 鯉魚龍（技能：龍之怒、咬咬）
  - 沼王（技能：水槍、泥巴射擊、急凍光線）
  - 浮潛鼬（技能：旋風刀、健美、冰牙、潮漩）

梅麗莎（聲：日本：井上喜久子；台灣：魏晶琦(群英社版本)；香港：陸惠玲）
- 英文名：Fantina
- 登場時期：鑽石&珍珠篇

緣之道館館主，使用幽靈系寶可夢。以前曾是頂尖協調訓練家。追求著集華麗大賽的美感以及道館賽的激烈兩者於一身的對戰風格。透過旅行與寶可夢相互接觸，藉以磨練自己的實力，因此多次離開道館進行修行之旅。在神和鎮與小智一行人相遇，並與小智進行了一場無徽章比賽，梅麗莎以強力的催眠術令小智措手不及，最後小智決定去尋找破解催眠術的方法之後再回到道館進行道館賽。大型慶典時以嘉賓身份擔任評審。
- 梅麗莎的寶可夢
  - 夢妖→夢妖魔（技能：幻象波、魔法葉、惡波動）
  - 飄飄球→附和氣球（技能：催眠術、鬼火、奇異之風）
  - 耿鬼（技能：影子拳、黑夜詛咒、催眠術）

東瓜/東鋼（聲：日本：矢尾一樹；台灣：林谷珍(群英社版本)；香港：劉昭文）
- 英文名：Byron
- 登場時期：鑽石&珍珠篇

水脈道館館主，使用鋼系寶可夢。鋼鐵道館館主瓢太的父親。
- 東瓜的寶可夢
  - 護城龍（技能：鐵壁、噴射火焰、鐵頭、光澤電炮）
  - 銅鏡怪（技能：祈雨、迴轉球）
  - 大鋼蛇（技能：噪音、鐵尾、綁緊）

小菘/鈴菜（聲：日本：下屋則子；台灣：詹雅菁；香港：羅杏芝）
- 英文名：Candice
- 登場時期：鑽石&珍珠篇

切鋒道館館主，使用冰系寶可夢。
- 小菘的寶可夢
  - 狃拉（技能：凍風、瘋狂亂抓）
  - 恰雷姆（技能：念力、火焰拳）
  - 雪笠怪（技能：凍風、飛葉快刀、急凍光線、種子機關槍）
  - 暴雪王（技能：冰粒、木槌、暴風雪、急凍拳、飛葉快刀）
  - 多多利

電次（聲：日本：野島裕史、阪口大助（幼少期）；台灣：于正昇；香港：胡家豪）
- 主要勁敵參照。

##### 合眾地區
天桐
小智一行人參照。
伯特（聲：日本：森田成一；台灣：吳東原；香港：曹啟謙、黃尉斯（奇妙電視版本））
- 英文名：Chili
- 登場時期：超級願望篇
- 原型：黑‧白 — 三曜道館館主

三曜道館館主三兄弟之一（天桐的兄弟），英俊帥氣，擁有眾多粉絲。心情不好時會吃甜點發洩。由於總是在道館對戰中戰敗，因而離開三曜市並千里迢迢前來尋找天桐，在經過修行後重拾信心，最後回到三曜市去。
- 伯特的寶可夢
  - 爆香猴（超級願望第005話）（技能：噴射火焰、火焰拳、挖地洞）、超級願望第058話學會陽光烈焰

寇恩（聲：日本：石井真；台灣：詹雅菁；香港：劉奕希、葉子楓（奇妙電視版本））
- 英文名：Cress
- 登場時期：超級願望篇
- 原型：黑‧白 — 三曜道館館主

三曜道館館主三兄弟之一（天桐的兄弟），冷靜善戰，擁有眾多粉絲。
- 寇恩的寶可夢
  - 冷水猴（超級願望第005話）（技能：影子分身、利爪、水槍、玩泥巴）

蘆薈（聲：日本：田中敦子、高宫彩织（宝可梦世代）；台灣：詹雅菁；香港：梁少霞）
- 英文名：Lenora
- 登場時期：超級願望篇
- 原型：黑‧白 — 七寶道館館主

七寶道館館主，使用一般系寶可夢，被稱為「天生的媽媽」。副業為七寶博物館館長。
- 蘆薈的寶可夢
  - 步哨鼠（超級願望第014話）（技能：黑色眼光、下踢、十萬伏特、奇異光線）（特性為發光）
  - 小約克（超級願望第014話）→哈約克（超級願望第015話）（技能：吼叫、影子球、猛撞、守住、超極衝擊）

亞堤（聲：日本：古谷徹、松田修平（宝可梦世代）；台灣：吳東原；香港：伍博民→曹啟謙）
- 英文名：Burgh
- 登場時期：超級願望篇
- 原型：黑‧白 — 飛雲道館館主

飛雲道館館主，使用蟲系寶可夢。副業為藝術家。
- 亞堤的寶可夢
  - 保母蟲（超級願望第018話）（技能：吐絲、守住、葉暴風、破壞死光）
  - 石居蟹（超級願望第023話）（技能：挖地洞、守住、剪刀十字拳、岩石炮）
  - 車輪毬（超級願望第023話）（技能：毒針、瘋狂滾動、鐵壁、陽光烈焰）
  - 蟲寶包（超級願望第023話）

小菊兒（聲：日本：小林由美子、北原知奈（宝可梦世代）；台灣：林美秀；香港：鄭麗麗）
- 英文名：Elesa
- 登場時期：超級願望篇
- 原型：黑‧白 — 雷文道館館主

雷文道館館主，使用雷系寶可夢，副業為模特兒。口頭禪是「目眩神迷/神魂顛倒」。
- 小菊兒的寶可夢
  - 雷電斑馬（超級願望第051話）（技能：火焰襲擊、連環腿、瘋狂伏特、電光一閃）
  - 導電飛鼠（超級願望第052話）（技能：迷人、特技演員、燕返、電球）
  - 麻麻小魚（超級願望第052話）（技能：衝擊）

菊老大（聲：日本：最上嗣生；台灣：于正昇；香港：李錦綸）
- 英文名：Clay
- 登場時期：超級願望篇
- 原型：黑‧白 — 帆巴道館館主

帆巴道館館主，副業為礦工。使用地面系寶可夢，讨厌耍小花招的对手。
- 菊老大的寶可夢
  - 混混鱷（超級願望第062話）（技能：挖地洞、沙雹、咬咬功、尖石攻擊）
  - 藍蟾蜍（超級願望第062話）（技能：水炮、臭泥爆彈、岩石粉碎）
  - 龍頭地鼠（超級願望第062話）（技能：高速迴轉、鑽角、低空鑽、岩石粉碎）

風露（聲：日本：植田佳奈、芝崎典子（宝可梦世代）；台灣：詹雅菁；香港：羅杏芝）
- 英文名：Skyla
- 登場時期：超級願望篇
- 原型：黑‧白 — 吹寄道館館主

吹寄道館館主，使用飛行系寶可夢。在動畫裡因為挑戰者太多而不想進行寶可夢間的戰鬥而創出空想戰鬥。
- 風露的寶可夢
- 心蝙蝠（超級願望第068話）（技能：破空斬、烈暴風）
- 首席天鵝（超級願望第068話）（技能：泡沫光線、神鳥特攻、暴風、水柱圈）
- 轟隆雉雞（超級願望第068話）（技能：空氣砍、迴轉攻）

哈奇庫（聲：日本：飛田展男、伊原正明（宝可梦世代）；台灣：吳東原；香港：李震權、陳漢祺（奇妙電視版本））
- 英文名：Brycen
- 登場時期：超級願望篇
- 原型：黑‧白 — 雪花道館館主

雪花道館館主，使用冰系寶可夢。以前是一名動作演員，但後來辭演。其出演的電影片名皆是改編自李小龍主演的電影片名。
- 哈奇庫的寶可夢
- 凍原熊（超級願望第078話）（技能：急凍拳、掉落冰柱、鹽水、迴轉攻）
- 幾何雪花（超級願望第079話）（技能：高速迴轉、掉落冰柱）
- 冰（超級願望第079話）（技能：驚嚇、掉落冰柱）

霍米加（聲：日本：喜多村英梨；台灣：詹雅菁；香港：劉惠雲）
- 英文名：Roxie
- 登場時期：超級願望篇
- 原型：黑2‧白2 — 立湧道館館主

立湧道館館主，使用毒系寶可夢，隨身攜帶具有解毒作用的甜桃，當挑戰者的寶可夢中毒時會立刻丟給牠們吃。副業為地下龐克樂團的團長兼主唱。擁有的毒氣丸是到關都地區巡迴演唱時收服的，個性有點目中無人。
- 霍米加的寶可夢
- 毒氣丸（超級願望第083話）（技能：淨化之霧、迴轉球、臭泥爆彈、鬼火）
- 蜈蚣王（超級願望第083話）（技能：猛毒素、噪音、臭泥爆彈、岩石封閉）
- 灰塵山（超級願望第084話）（技能：連環巴掌、灰塵射擊、破壞死光、毒液沖射）

西子伊（聲：日本：上田祐司；香港：周良鴻、黃尉斯（奇妙電視版本））
- 英文名：Marlon
- 登場時期：超級願望篇
- 原型：黑2‧白2 — 青海波道馆訓練家

青海波道馆訓練家，使用水系寶可夢。
- 西子伊的寶可夢
- 吼鲸王（超級願望第094話）
- 胖嘟嘟（超級願望第094話）（技能：影子球）（特性為诅咒躯体）
- 巨翅飞鱼（超級願望第094話）（技能：种子机关枪、翅膀攻击、幻象光）

夏卡（聲：日本：寺杣昌紀、岩崎征實（宝可梦世代）；台灣：吳東原（超級願望篇）、孟慶府（旅途篇）；香港：林保全）
- 英文名：Drayden
- 登場時期：超級願望篇、旅途（客串）
- 原型：黑‧白 — 雙龍道館館主

初登場於超級願望33話，雙龍道館館主，龍之大師，而且是雙龍學園的學園長，在超級願望100話再次登場。
於超級願望33話中在艾莉絲和龍頭地鼠戰勝99場後，應艾莉絲的請求而進行艾莉絲和龍頭地鼠第100場的戰鬥，其後以雙斧戰龍的壓倒性實力擊敗艾莉絲的龍頭地鼠，從此令龍頭地鼠和艾莉絲有了心結。
- 夏卡的寶可夢
  - 雙斧戰龍（超級願望第033話）（技能：起死回生、岩石粉碎、超極衝擊）
  - 赤面龍（超級願望第101話）（技能：龍之尾、影子分身、光澤電炮）
  - 牙牙（旅途第065話）

黑連（聲：日本：江口拓也；香港：黃積權、陳漢祺（奇妙電視版本））
- 英文名：Cheren
- 登場時期：超級願望篇 Episode N章
- 原型：黑2‧白2 — 檜扇道館館主（黑‧白為勁敵之一）

初登場於超級願望111話，檜扇道館館主。同時為檜扇市學園的老師。出生地同遊戲為鹿子鎮。
- 黑連的寶可夢
  - 哈約克（超級願望第111話）（技能：猛撞、雷牙）

##### 卡洛斯地區
紫羅蘭（聲：日本：下屋則子；台灣；劉如蘋；香港：羅杏芝→張頌欣、黎梓彤（奇妙電視版本））
- 英文名：Viola
- 登場時期：XY篇（客串）
- 原型：XY版 — 白檀道館館主

白檀道館館主，使用蟲系寶可夢，也是一名寶可夢攝影師，三色堇的妹妹。
- 紫羅蘭的寶可夢
  - 溜溜糖球（XY第5話）（技能：急凍光線、信號光束、守住、粘網）
  - 碧粉蝶（XY第5話）（技能：幻象術、烈暴風、陽光烈焰、睡眠粉）

查克洛（聲：日本：野島裕史；台灣；吳東原；香港：張方正）
- 英文名：Grant
- 登場時期：XY篇（客串）
- 原型：XY版 — 逍遙道館館主

逍遙道館館主，使用岩石系寶可夢，擅長攀岩。與小剛一樣都擁有大岩蛇，但則琥洛的大岩蛇比小剛的大岩蛇更靈活且更多招式。
- 查克洛的寶可夢
  - 大岩蛇（XY第25話）（技能：磨光岩石、岩石封閉、電炮光澤、鐵尾）
  - 寶寶暴龍（XY第25話）（技能：咬碎、岩石封閉、天龍流星、龍尾）

可爾妮
主要勁敵參照。
福爺（聲：日本：稻葉實；台灣；吳東原；香港：黃子敬、陳力航（奇妙電視版本））
- 英文名：Ramos
- 登場時期：XY篇（客串）
- 原型：XY版 — 海翼道館館主

海翼道館館主，使用草系寶可夢。
- 福爺的寶可夢
  - 坐騎山羊（XY第58話）（技能：藤鞭、飛葉快刀、寄生種子、打草結→木角）
  - 毽子棉（XY第58話）（技能：大晴天、棉花防禦）
  - 口呆花（XY第58話）（技能：毒粉、飛葉快刀、叩打、打草結）

希特隆
小智一行人參照。
瑪綉（聲：日本：雪野五月；台灣；林美秀；香港：魏惠娥）
- 英文名：Valerie
- 登場時期：XY篇（客串）
- 原型：XY版 — 香薰道館館主

香薰道館館主，使用妖精系寶可夢。
- 瑪綉的寶可夢
  - 粉香香（XY第74話）（技能：魔法照耀、騙術空間、迴轉球、月亮攻擊）
  - 仙子精靈（XY第74話）（技能：魅力之音、妖精之風、超極衝擊）
  - 吸盤小丑
  - 大嘴娃

葛吉花（聲：日本：勝生真沙子；台灣；林美秀；香港：梁少霞）
- 英文名：Olympia
- 登場時期：XY篇（客串）
- 原型：XY版 — 百刻道館館主

百刻道館館主，使用超能系寶可夢。是個預言家，預測了小智的呱頭蛙擁有的潛力，也預測了卡洛斯地區將來會面臨到的危機。
- 葛吉花的寶可夢
  - 超能妙貓（公）（XY第92話）（技能：幫助、光牆、幻象攻擊）
  - 超能妙貓（母）（XY第92話）（技能：先知、惡波動、幻象攻擊、電磁波）

得撫（聲：日本：大友龍三郎；台灣；于正昇；香港：盧國權）
- 英文名：Wulfric
- 登場時期：XY篇（客串）
- 原型：XY版 — 映雪道館館主

映雪道館館主，使用冰系寶可夢。擁有壯碩的體格極驚人的耐力，完全不會怕冷。
- 得撫的寶可夢
  - 暴雪王（超級暴雪王）
  - 冰岩怪
  - 冰寶

##### 阿羅拉地區
龍葵（聲：日本：古島清孝）
- 英文名：Ryuki
- 登場時期：太陽&月亮
- 原型：究極之日/月 — 關都之道館館主

馬利埃靜市關都之道館頂樓的訓練家。
- 龍葵的寶可夢
  - 雙頭龍
  - 赤面龍

##### 伽勒爾地區
奇巴納（聲：日本：鈴木達央→松岡禎丞（旅途第82話起）；臺灣：孟慶府）
- 英文名：Raihan
- 登場時期：旅途篇
- 原型：劍盾 - 拳關競技場道館館主
- 戰績：世界錦標賽 ：排名大師球等級 第7名（旅途第27話，後敗給丹帝）→排名大師球等級 第8名↓（旅途第106話）→排名高級球等級 第9名↓（旅途第109話，敗給小智後）

拳关道館館主。也是被寶可夢對戰委員會認定的八大師之一。担任馆主的拳关道馆在旅途第44集中因为无极汰那的攻击而遭到严重损毁。
奇巴納平時是個溫厚的青年，但開始對戰，他就會改變態度，奮勇戰鬥。興趣是時尚和SNS。他是在寶可夢世界錦標賽上一口氣打上大師級的強者，被認為擁有逼近冠軍的實力，非常執著於戰勝丹帝。即使在大師級的比賽上被丹帝打敗後，從此開始自拍，沒有放棄這個目標。第129話在寶可夢中心觀看小智與丹帝的八大師決賽戰。
- 奇巴納的寶可夢
  - 鋁鋼龍（超極巨化）
  - 沙漠蜻蜓
  - 黏美龍

彩豆
主要勁敵參照。
波普菈（聲：日本：鳳芳野；台灣：劉如蘋）
- 英文名：Opal
- 登场时期：旅途篇
- 原型：劍盾 - 舞姿競技場道館館主

舞姿道館的前任道館訓練家，自稱16歲實際現年88歲，是伽勒爾地區的妖精系大師。曾經擔任道館訓練家70多年，引退後將道館訓練家的位置交予自己的弟子彼特。第55话初登场。
- 波普菈的寶可夢
  - 霜奶仙（多隻，具体数量不详）

- 代为照顾的宝可梦
  - 小火马（迦勒尔的样子，训练家疑似是小春）
  - 烈焰马（迦勒尔的样子，训练家疑似是小春）

歐尼奥（声：日本：三浦千幸；台灣：劉如蘋）
- 英文名：Allister
- 登场时期：旅途篇
- 原型：劍盾 - 溯传競技場道館館主（盾）

和小智年龄相仿的另一位溯传道馆馆主，绰号幽静小子，是迦勒尔的幽灵系专家。第91話中初登場。第92話他告知小智想要讓耿鬼超極巨化方法必須採集極巨蘑菇製作極巨化湯並喝下。
- 歐尼奥的寶可夢
  - 來悲茶

聶梓（声：日本：下野紘；台灣：于正昇）
- 英文名：Piers
- 登场时期：旅途篇
- 原型：劍盾 - 尖釘鎮道館館主
- 聶梓的寶可夢
  - 堵攔熊（主唱）
  - 颤弦蝾螈x2（高调的樣子-吉他手和低调的樣子-貝斯手）
  - 轟擂金剛猩（鼓手）

#### 四天王·冠軍

##### 關都地區
阿渡（聲：日本：千葉進步、细谷佳正（宝可梦世代）；台灣：符爽（無印）→賀宇傑（超世代）→孟慶府（旅途）；香港：蘇強文、張添勝→葉子楓（超世代）（奇妙電視版本））
- 英文名：Lance
- 登場時期：城都地區篇·豐緣地區篇（客串）、旅途（世界錦標賽參賽者）
- 戰績：世界錦標賽 ：排名大師球等級 第2名（旅途第12話）→排名大師球等級 第4名（旅途第109話）

關都地區的四天王的冠軍，亦是城都地區的冠軍，使用龍系寶可夢，世界上最強的訓練家之一。也是緝拿寶可夢犯罪團體的一員（搜查官），擅於變裝。也是被寶可夢對戰委員會認定的「八大師」之一。旅途第116話在世界錦標賽大師淘汰賽首輪敗給卡露妮而淘汰出局。第129話已返回家鄉觀看小智與丹帝的八大師決賽戰。
- 阿渡的寶可夢
  - 快龍
  - 暴鯉龍（異色）
  - 三首惡龍

希巴（聲：日本：森川智之、星野贵纪(宝可梦世代）；台灣：孫誠）
- 英文名：Bruno
- 登場時期：關都地區篇（客串）

關都地區的四天王，使用格鬥系寶可夢。小智初次挑戰寶可夢聯盟時即與他交過手。認為要成為強的訓練家就得收服強的寶可夢，但第一要件是寶可夢的選擇。
- 希巴的寶可夢
  - 比華拉
  - 大岩蛇

科拿（聲：日本：川村萬梨阿、折笠富美子（宝可梦世代）；台灣：龍顯蕙）
- 英文名：Lorelei
- 登場時期：橘子群島篇（客串）

關都地區的四天王，使用冰系與水系寶可夢。她輕而易舉的馴服了小智調皮搗蛋的噴火龍，並打敗小智。與在遊戲版中不同，她有著大人的冷靜個性。
- 科拿的寶可夢
  - 大呆獸
  - 鐵甲貝
  - 白海獅
  - 紅唇娃

勇次（聲：日本：遊佐浩二；台灣：陳進益）
- 登場時期：橘子群島篇（客串）

橘子聯盟首席訓練員，在與小智交手前未曾戰敗。
- 勇次的寶可夢
  - 快龍
  - 百變怪
  - 大岩蛇
  - 耿鬼
  - 妙蛙花
  - 電擊獸

菊子（聲：日本：杉山佳壽子、京田尚子（宝可梦世代）；香港：區瑞華）
- 英文名：Agatha
- 登場時期：豐緣地區篇（客串）、旅途（剪影）

關都地區的四天王，使用幽靈系寶可夢。因為坂木離開後，一直未有繼任道館館主的人選，所以暫時成為常磐道館館主。彩幽大會結束後而返鄉的小智遇見她，與菊子做了沒有徽章的對戰，但敗給菊子的耿鬼。
- 菊子的寶可夢
  - 耿鬼（催眠術、食夢、影子分身、影子球）
  - 大口蝠（超音波）

##### 豐緣地區
茲伏奇·大吾（聲：日本：西凜太朗（超世代）→鈴村健一（XY、旅途）；香港：黎景全（超世代）→林筠翔（XY）、簡懷甄（奇妙電視版本）；台灣：于正昇（XY））
- 英文名：Steven Stone
- 登場時期：豐緣地區篇（客串）、《最強超進化》、旅途（世界錦標賽參賽者）
- 戰績：世界錦標賽 ：排名大師球等級 第3名（旅途第109話）

德文製造股份有限公司茲伏奇社長的兒子，熱愛挖掘石頭，是個具有相當實力的人。豐緣地區的現任冠軍，遊戲中由於四處尋找珍貴石頭過於繁忙而放棄冠軍的地位，但動畫中還是豐緣地區現任冠軍。使用鋼系寶可夢。
在特別篇《最強超進化》中與艾嵐、瑪農、弗拉達利、布拉塔諾博士相遇。還曾與艾嵐展開過超進化對戰，實力難分軒輊，但在中途被弗拉達利強制中斷。
在XY本篇當中，小智的勁敵之一─翔太所擁有的蜥蜴王超進化石即是他給予的。另外在最後章節，弗拉達利展開侵略行動時加入對抗他的行列；在弗拉達利被擊敗後接收了他原本的實驗室舊址做為研究場地，其助手由翔太自願擔任。
在旅途篇被寶可夢對戰委員會認定的「八大師」之一。第118話在世界錦標賽大師淘汰賽首輪敗給小智而淘汰出局、第129話已返回豐緣地區觀看小智與丹帝的八大師決賽戰。
- 大吾的寶可夢
  - 可可多拉（吼叫）
  - 波士可多拉（破壞死光）
  - 巨金怪（超級巨金怪，色違）
  - 搖籃百合

源治（聲：日本：飯塚昭三；香港：陳力航（奇妙電視版本）台灣：林保全）
- 英文名：Drake
- 登場時期：豐緣地區篇（客串）、旅途（客串）

豐緣地區的四天王，使用龍系寶可夢。乘坐巨大的帆船旅遊世界。小智得意洋洋的找他挑戰，他教導小智應該了解對戰的重要。
- 源治的寶可夢
  - 甲殼龍（龍爪、捨身攻擊）
  - 七夕青鳥（龍吸、陽光烈焰）
  - 暴飛龍（噴射火焰）

米可利（聲：日本：森川智之；台灣：于正昇；香港：麥皓豐）
- 英文名：Wallace
- 登場時期：鑽石&珍珠篇（客串）、旅途（客串）

現任是豐緣地區琉璃道館的道館館主、豐緣地區的前任冠軍，使用水系寶可夢。被譽為華麗大賽大師，在各地定期舉辦被名為「米可利杯」的寶可夢華麗大賽。他高貴的實力與優雅身段使許多女性為之傾倒，小遙與小光也包括在其中。曾建議小智讓泳圈鼬參加華麗大賽。
- 米可利的寶可夢
  - 美納斯（神秘守護、水柱圈）
  - 巨沼怪
  - 帝牙海獅

##### 神奧地區
悟松（聲：日本：浪川大輔；香港：曹啟謙）
- 英文名：Lucian
- 登場時期：鑽石&珍珠篇（客串）

神奧地區的四天王，使用超能力系寶可夢。總是讀著書。在前往百代市途中與小智一行人偶遇，接受小光泳氣鼬的挑戰，為了激勵泳氣鼬成長，而以壓倒性的勝利打倒泳氣鼬。
- 悟松的寶可夢
  - 麒麟奇（幻象光）
  - 青銅鐘（迴轉球、光澤電炮）

竹蘭（聲：日本：櫻井智、远藤绫（宝可梦世代）；台灣：詹雅菁；香港：陸惠玲、吳茵（奇妙電視版本））
- 英文名：Cynthia
- 登場時期：鑽石&珍珠篇（客串）、超級願望篇、旅途（世界錦標賽參賽者）
- 戰績：世界錦標賽 ：排名大師球等級 第2名（旅途第109話）

神奧地區的冠軍，神奧地區的神話學者，也是被寶可夢對戰委員會認定的八大師之一。外表給人一些冷酷的印象，實際上個性溫厚和善，沒有冠軍的架子，由其對冰淇淋莫名熱愛，可以將冰淇淋的重點放在僅次於對戰，曾經為了吃冰淇淋挑選了一個小時，最後決定了3球綠茶口味冰淇淋，那天真的模樣令火箭兵團三人組啞然。剛成為訓練家時十分熱衷於訓練寶可夢，但因為某件事情了解與寶可夢羈絆的重要，並改變了與寶可夢相處的想法，現在以慈愛的態度對待寶可夢。拜訪自然公園時接受真司挑戰，並壓倒性勝利。戰後告誡真司與寶可夢羈絆的重要，真司也勉勉強強的接受了。接著告訴小智與真司一行人有關帝牙盧卡與帕路奇犽的神話，遂啟程前往神和鎮（於動畫96話中有提到是她的故鄉）。在神和鎮時抵抗想搶走白玉的銀河隊但失敗。然後於天冠山協助小智一行人對抗銀河隊。
受邀前往合眾地區在位於東合眾舉辦的寶可夢世界錦標賽青少年盃中進行表演賽，而於立湧市選凍原熊冰淇淋時巧遇小智等人，在小智決議參賽後一同前往東合眾，出發前依然對冰淇淋執著，從嚴肅謹慎(把冰淇淋看的很重要)的表情馬上變成天真的反應，讓小智等人當場傻眼，後來解救梅洛耶塔後，艾莉絲要求用牙牙和她的烈咬陸鲨進行對戰，起初烈咬陸鯊使用龍神俯衝與天龍流星使牙牙受到很大的傷害，卻使牙牙學會超極衝擊並予烈咬陸鲨一次重擊，最後烈咬陸鲨使用劈瓦但聽竹蘭的命令點到為止，到達東合眾後，邀請小智一行人住在她的別墅。
旅途篇以世界錦標賽大師級 八大師的身份再次登場。第125話在世界錦標賽大師準決賽敗給小智而淘汰出局、第129-132話在世界錦標賽會場的vip包廂裏與卡露妮觀看小智與丹帝的八大師決賽戰。
- 竹蘭的寶可夢
  - 烈咬陸鲨（超级烈咬陆鲨）（挖地洞、龍神俯衝、劈瓦、龍爪、超極衝擊、尖石攻擊、天龍流星）
  - 海牛獸（西海）（尖石攻擊、濁流）
  - 冰伊布（急凍光線）
  - 杖尾鱗甲龍
  - 羅絲雷朵
  - 美納斯
  - 花岩怪
  - 波克基斯

據推測，真司向其提出六對六挑戰時，應該還有另外五隻寶可夢，但並未明確指出來。夢妖魔後來利用夢境製造出烈空座，因為是幻覺的世界所以不算在內。
阿柳（聲：日本：小野賢章、西村千奈美（幼少期）；香港：黃榮璋、陸惠玲（幼少期））
- 英文名：Aaron
- 登場時期：鑽石&珍珠篇（客串）

神奧地區的四天王，使用蟲系寶可夢。受到如小光與君莎小姐等女性歡迎的美少男。在棲息著許多蟲系寶可夢的森林中設置訓練中心。
- 阿柳的寶可夢
  - 龍王蠍（飛彈針）
  - 蜂后
  - 紫天蠍
  - 刺尾蟲→甲殼繭→狩獵鳳蝶（陽光烈焰）

大葉（聲：日本：奈良徹、佐藤智惠（幼少期）；台灣：吳東原(群英社版本)；香港：巫哲棋）
- 英文名：Flint
- 登場時期：鑽石&珍珠篇（客串，世界錦標賽參賽者）
- 戰績：世界錦標賽 ：排名大師球等級 第8名↓（旅途第100話）→排名高級球等級

神奧地區的四天王，使用火系寶可夢。電次的朋友。旅途第109话前被艾莉丝/艾岚其中之一击败而降级。第117話與電次使用旋轉洛托姆觀看竹蘭與艾莉絲的八大師淘汰賽對戰。
- 大葉的寶可夢
  - 烈焰猴（爆炎電擊、雷光掌、近身打、音速拳、過熱）

菊野（聲：日本：松岡洋子；台灣：詹雅菁；香港：黃鳳英）
- 英文名：Bertha
- 登場時期：鑽石&珍珠篇（客串）

神奧地區的四天王，使用地面系寶可夢。
- 菊野的寶可夢
  - 天蠍王（剪刀斷頭台）
  - 滾動岩（尖石攻擊）
  - 河馬獸（挖地洞、鐵頭、炎牙）

##### 合眾地區
阿戴克（聲：日本：石塚運昇、间宫康弘；台灣：吳東原；香港：陳永信、簡懷甄（奇妙電視版本））
- 英文名：Alder
- 登場時期：超級願望篇（客串）、旅途（客串）

合眾地區的前冠軍，年紀長老。與修帝之間有一個約定，就是在冠軍聯盟與修帝決一勝負。其爆爆頭水牛只以一擊「爆爆頭突擊」將挑戰者的哈約克擊敗。個性看似天兵，實力卻非凡。對竹蘭有興趣，曾多次邀請她去吃飯，但都被拒絕。后来冠军的头衔被艾莉丝接替。旅途篇再度登場，第117話在寶可夢中心觀看竹蘭與艾莉絲的八大師淘汰賽對戰。
- 阿戴克的寶可夢
  - 爆爆頭水牛（超級願望第031集）（爆爆頭突擊）（特性為草食）

艾莉絲
小智一行人參照。
嘉德麗雅（聲：日本：松來未祐；台灣：黃珽筠；香港：陳皓宜）
- 英文名：Caitlin
- 登場時期：超級願望篇（客串）

合眾地區的四天王，使用超能力系寶可夢。
- 嘉德麗雅的寶可夢
  - 哥德小姐

##### 卡洛斯地區
卡露（聲：日本：折笠富美子、大原沙耶香（宝可梦世代）、三石琴乃（宝可梦evolution）；台灣：林美秀；香港：吳羨婷）
- 英文名：Diantha
- 登場時期：XY篇（客串）、旅途（世界錦標賽參賽者）
- 戰績：世界錦標賽 ：排名大師球等級 第5名（旅途第109話）

卡洛斯联盟的冠军兼名演员，卡露妮是一位气质高贵、举止优雅的淑女，她的沙奈朵也被培育的像她一样高雅，她们之间有着强烈的牵绊并心意相通，即使分隔两地也能感应到彼此的所在位置。她的实力非常强大，常常在没有使出全力的情况下，轻松打赢对战对手。在对战快要到结束的时候，她会自信的微笑着打起响指，喊出“将军了”来暗指对战将要分出胜负，这是她的招牌动作和台词。
这样的她却意外的非常喜欢吃甜食，在各地拍摄电影时也常常偷跑出来拜访当地有名的甜品店，令她的经纪人十分困扰。
旅途篇以世界錦標賽大師級八大師的身份再次登場。第122話在世界錦標賽大師準決賽敗給丹帝而淘汰出局、第129-132話在世界錦標賽會場的vip包廂裏與竹蘭觀看小智與丹帝的八大師決賽戰。
- 卡露的寶可夢
  - 沙奈朵（超級沙奈朵）
  - 南瓜怪人（普通尺寸）
  - 冰雪巨龍
  - 摔角鷹人
  - 怪顎龍
  - 黏美龍

志米（聲：日本：吉野裕行；台灣：于正昇；香港：李致林）
- 英文名：Siebold
- 登場時期：《最強超進化》

卡洛斯地區的四天王之一，同时也是一位名厨。
- 志米的寶可夢
  - 水箭龜（超級水箭龜）

帕琦拉（聲：日本：渡边明乃、井上麻里奈（宝可梦世代）、种崎敦美（宝可梦evolution）；台灣：劉如蘋；香港：曾秀清→黃昕瑜→曾秀清）
- 英文名：Malva
- 登場時期：XY&Z篇、《最強超進化》

卡洛斯地區的四天王之一，初登場時作為新聞記者採訪小智，在《最強超進化》第四章作為艾嵐的第十個勁敵，結果被艾嵐擊敗，是艾嵐唯一戰勝的四天王。此外她也是閃焰隊的成員，透過與艾嵐的對戰使得她明白為何弗拉達利欣賞艾嵐。似乎與弗拉達利有著曖昧關係，但到了最後還是幫助小智與艾嵐共同對抗弗拉達利，在事件過後決定向君莎自首。使用火系寶可夢。
- 帕琦拉的寶可夢
  - 黑魯加（超級黑魯加）

雁铠（聲：日本：花轮英司；台灣：于正昇（旅途第56話）→孟慶府（旅途第103話起））
- 英文名：Wikstrom
- 登场时期：剧场版《破坏之茧与基安希》、旅途篇

卡洛斯地区的四天王之一，使用钢系宝可梦。
- 雁铠的宝可梦
  - 巨钳螳螂（超级巨钳螳螂）
  - 坚盾剑怪
  - 大朝北鼻
  - 騎士蝸牛
  - 鑰圈兒
  - 咚咚鼠
  - 独剑鞘
  - 烛光灵

朵拉塞娜（聲：日本：平野文；台灣：詹雅菁）
- 英文名：Drasna
- 登場時期：旅途（客串，世界錦標賽參賽者）
- 戰績：世界錦標賽 ：排名高級球等級 第12名（旅途第103話）

卡洛斯地區的四天王之一，使用龍系宝可梦。在旅途第104話作為小智的第四個世界錦標賽高級級對手，最終被小智擊敗，讓小智成為歷代中戰勝第一個四天王。其实力显示她可能曾经位列“八大师”之一，被艾岚/艾莉丝击败降级。
- 朵拉塞娜的寶可夢
  - 七夕青鳥（超級七夕青鳥）
  - 音波龍
  - 赤面龍
  - 毒藻龍

##### 阿羅拉地區
小智
小智一行人參照。
馬睿因（聲：日本：桑野晃辅；台灣：于正昇；香港：簡懷甄）
- 英文名：Molayne
- 登場時期：太陽&月亮

馬睿因是馬瑪內的表哥和庫庫伊博士的好朋友，同時也知道庫庫伊博士是皇家蒙面人這件事，擔任烏拉烏拉島輝克拉尼天文台的台長，他也是一位非常優秀的寶可夢訓練家。
- 馬睿因的寶可夢
  - 三合一磁怪
  - 電龍

（聲：日本：諸星堇；台灣：林美秀；香港：植婉雯）
- 英文名：Acerola
- 登場時期：太陽&月亮

在馬利埃圖書館工作，並負責照顧兩個孩子皮可和妮妮，目前由默丹照顧她。
- 的寶可夢
  - 謎擬Q（小謎擬，異色）
  - 耿鬼（貪心拉普）
  - 怨影娃娃

卡希麗（聲：日本：優希知冴）
- 英文名：Kahili
- 登場時期：太陽&月亮

卡希麗是阿羅拉地區的著名寶可高爾夫球手，會經常遭到記者的訪問，她為此而感到厭煩。正因如此，她與其他人說話時，會顯得十分緊張。
- 卡希麗的寶可夢
  - 銃嘴大鳥（阿鏗）

姿
#岛屿之王与岛屿女王參照。

##### 伽勒爾地區
丹帝
主要勁敵參照。

#### 霸主寶可夢和夥伴寶可夢&島嶼之王和島嶼女王

##### 霸主寶可夢和夥伴寶可夢
霸主貓鼬探長
- 英文名：Totem Gumshoos

夥伴貓鼬少
- 英文名：Ally Yungoos

夥伴貓鼬探長（聲：日本：石川界人）
- 英文名：Ally Gumshoos

霸主拉達
- 英文名：Totem Raticate

夥伴小拉達
- 英文名：Ally Rattata

夥伴拉達
- 英文名：Ally Raticate

霸主弱丁魚
- 英文名：Totem Wishiwashi

夥伴保母曼波
- 英文名：Ally Alomomola

霸主蘭螳花（聲：日本：清水理沙）
- 英文名：Totem Lurantis

夥伴漂浮泡泡
- 英文名：Ally Castform

霸主杖尾鱗甲龍
- 英文名：Totem Kommo-o

夥伴心鱗寶
- 英文名：Ally Jangmo-o

夥伴鱗甲龍
- 英文名：Ally Hakamo-o

霸主朽木妖
- 英文名：Totem Trevenant

##### 島嶼之王和島嶼女王
阿羅拉地區特有的職位。
哈拉（聲：日本：檜山修之；台灣：吳東原（太陽&月亮第9、10集）→于正昇）
- 英文名：Hala
- 登場時期：太陽&月亮

美樂美樂島的島嶼之王，精通格鬥系，諸島巡禮大考驗（二對二的單打對戰）戰勝他可獲得「格斗Z」。但小智比較特別獲得「電Z」。另外他還是庫庫伊博士與骷髏隊首領古茲馬的師父。
- 哈拉的寶可夢
  - 幕下力士→超力王
  - 好勝蟹→好勝毛蟹

姿（聲：日本：泽城美雪；台灣：劉如蘋；香港：黎梓彤）
- 英文名：Olivia
- 登場時期：太陽&月亮

阿卡拉島的島嶼女王，同时也是阿罗拉地区的四天王之一。精通岩石系，諸島巡禮大考驗（雙打對戰）戰勝她可獲得「岩石Z」。
- 姿的寶可夢
  - 岩狗狗→鬃岩狼人（白晝的樣子）
  - 大朝北鼻

默丹（聲：日本：相沢まさき；台灣：于正昇；香港：黃尉斯）
- 英文名：Nanu
- 登場時期：太陽&月亮

烏拉烏拉島的島嶼之王，精通惡系，與火箭隊首領阪木是舊識。諸島巡禮大考驗（挑戰者一對三的單打對戰）戰勝他可獲得「惡Z」，因小智沒有罪惡感而獲得「鬃岩狼人Z」。
- 默丹的寶可夢
  - 流氓鱷
  - 勾魂眼
  - 貓老大（阿羅拉的樣子）

哈普烏（聲：日本：竹内順子；台灣：詹雅菁；香港：植婉雯）
- 英文名：Hapu
- 登場時期：太陽&月亮

波尼島前任島嶼之王索夫烏（聲：日本：魚健）的孫女，之後於太陽&月亮第108話正式就任島嶼女王，是四大島嶼王者中最年幼的。精通地面系，諸島巡禮大考驗（一對一的單打對戰）戰勝她可自選想要的Z結晶（小智選擇鋼Z，格拉吉歐可能選擇幽靈Z）。
- 哈普烏的寶可夢
  - 泥偶巨人
  - 重泥挽馬

#### 其他
達馬嵐其會長（聲：日本：佐藤正治）
- 英文名：Mr.Goodshow
- 登場時期：關都地區篇、城都地區篇、豐緣地區篇、鑽石&珍珠篇（客串）

寶可夢聯盟的會長，是個地位崇高的老人。名字出自前國際奧林匹克委員會主席薩瑪蘭奇。
薇薇安（聲：日本：高田由美；台灣：汪世瑋→魏晶琦；香港：鄭麗麗、植婉雯（奇妙電視版本））
- 英文名：Vivian Meridian
- 登場時期：豐緣地區篇（配角）、對戰開拓區篇（客串）

豐緣地區的華麗大賽主持人，十分會炒熱氣氛，被稱為本世紀最有活力的女主持人，特徵是左眼下方有顆痣。和大會事務局長康肯斯坦、寶可夢俱樂部的須木佐先生、及各地喬伊小姐經常共事。雖然一直以來都是活動主持人，但之後在關都地區的華麗大型慶典以評審員的身分出場。
莉莉安（聲：日本：岡村明美；台灣：林美秀；香港：鄭麗麗）
- 英文名：Lilian Meridian
- 登場時期：對戰開拓區篇（配角）

關都地區的華麗大賽主持人，被稱為本世紀最行動派的女主持人。薇薇安的雙胞胎妹妹，特徵是右眼下方有顆痣。對小遙有些照顧，曾幫助小遙能順利報名參加關都地區的華麗大賽，也告訴小遙下一場華麗大賽的舉辦地點。
- 莉莉安的寶可夢

- 太陽伊貝

百安（聲：日本：川上倫子→雪野五月；台灣；楊凱凱(群英社版本)、劉如蘋(鑽石&珍珠重配版)；香港：鄭麗麗）
- 英文名：Marian
- 登場時期：鑽石&珍珠篇（配角）

神奧地區的華麗大賽主持人，風格俏麗有活力，被稱為本世紀最華麗的女主持人。髮型與長相與薇薇安、莉莉安相似，但與兩姊妹是否有無關係目前不明。
康肯斯坦（聲：日本：坂口候一；台灣；于正昇；香港：林保全、張炳強（代配）、黃尉斯（奇妙電視版本））
- 英文名：Raoul Contesta
- 登場時期：超世代、鑽石&珍珠篇（配角）

寶可夢華麗大賽事務局局長兼評審委員長。
須木佐（聲：日本：園部好德；台灣；吳東原；香港：陳欣、葉子楓（奇妙電視版本））
- 英文名：Mr. Sukizo
- 登場時期：超世代、鑽石&珍珠篇（配角）

寶可夢同好會會長，華麗大賽評審員。口頭禪是「這個我喜歡」。
竹光（聲：日本：真殿光昭；台灣；吳東原；香港：陳欣、伍博民（奇妙電視版本））
- 英文名：Freddy O'Martian
- 登場時期：超級願望篇（配角）

合眾地區的寶可夢大會主持人（各個東喬治盃、大小賽事、及聯盟賽）
皮耶爾（聲：日本：三宅健太；台灣：于正昇）
- 英文名：Pierre
- 登場時期：XY篇（配角）

寶可夢三冠衛星賽的主持人。會說法文。
- 皮耶爾的寶可夢

- 鎖圈兒

毛娜可（聲：日本：）
- 英文名：Gena
- 登場時期：XY篇（配角）

波伏蕾大賽的首席評審員。
洛兹（声：日本：山路和弘（破晓之翼）&松田健一郎（TV版）；台灣：孟慶府）
- 英文名：Rose
- 登场时期：旅途

伽勒尔地区的联盟会长，同时也是大企业的总裁，极巨化护腕的开发者之一，本来是慧眼识人的伯乐，但最后由于迷上了无极汰那的极巨化能量而走上了犯罪的道路。在无极汰那的事情平息后下落不明。
- 洛兹的寶可夢

- 銅象（回憶）→大王銅象
- 堅果啞鈴

奥利薇（声：长尾步（破晓之翼）&汤屋敦子（TV版）；台灣：劉如蘋）
- 英文名︰Oleana
- 登场时期：旅途

洛兹会长的秘书兼副手，她同时也是极巨化护腕的开发者之一，和洛兹会长一样因为迷上无极汰那的能量而跌入犯罪的深渊。在无极汰那的事情平息后下落不明。
- 奥利薇的寶可夢

- 美納斯

### 對戰設施館主

#### 對戰開拓區開拓之腦

##### 關都地區
亞希達（聲：日本：坂口候一；台灣：吳東原；香港：陳欣）
- 英文名：Scott
- 登場時期：對戰開拓區篇（配角）

穿著夏威夷衫戴著太陽眼鏡的對戰開拓區所有人。勸各地實力堅強的訓練家挑戰對戰開拓區。積極想把稱霸對戰開拓區的訓練家拉攏進來作開拓之腦。
達拉（聲：日本：檜山修之；台灣：于正昇；香港：雷霆）
- 英文名：Noland
- 登場時期：對戰開拓區篇（客串）

外號「工廠頭目」。非常喜歡發明機器，但駕駛的卻是相當老舊的飛機。與傳說寶可夢急凍鳥認識，但沒有收服。
- 達拉的寵物小精靈
  - 穿山王
  - 鐵甲暴龍
  - 怪力
  - 奇異花

黃瓜香（聲：日本：小林沙苗；台灣：林美秀；香港：林芷筠）
- 英文名：Greta
- 登場時期：對戰開拓區篇（客串）

外號「競技場主將」。使用格鬥系寵物小精靈。與小智一樣個性熱情。
- 黃瓜香的寵物小精靈
  - 超力王
  - 恰雷姆

據亞希達描述，應該還有其他的寵物小精靈。
希爾斯（聲：日本：三宅健太；台灣：賀宇傑；香港：翟耀輝）
- 英文名：Tucker
- 登場時期：對戰開拓區篇（客串）

外號「巨蛋超級巨星」。是個對戰娛樂家，也是個出色的戰略家。
- 希爾斯的寵物小精靈
  - 巨沼怪
  - 奉神犬

在雙打對戰中同時使用奉神犬與巨沼怪，使出「大字爆」與「水波動」的技能，合為一體成為「炎與水的融合」。
小薊（聲：日本：田中敦子；台灣：林美秀；香港：曾秀清）
- 英文名：Lucy
- 登場時期：對戰開拓區篇（客串）

外號「水管皇后」。好像「特別」喜歡小眼睛的事物，所以對小剛很有感覺，寵物小精靈也多數是細長的。個性比在遊戲中軟弱許多。
- 小薊的寵物小精靈
  - 飯匙蛇
  - 美納斯

在自己的家裡還有卡斯、火球鼠、向尾喵、卡比獸、幕下力士與小山豬。
宇康（聲：日本：野澤那智；台灣：于正昇；香港：陳永信）
- 英文名：Spencer
- 登場時期：對戰開拓區篇（客串）

外號「宮殿守護者」。與小智對戰中還給他樹果，讓人看到他也不敢發脾氣。擅於利用氣候及地貌條件應戰。
- 宇康的寵物小精靈
  - 奇異花
  - 狡猾天狗
  - 念力土偶
  - 吉利蛋

莉拉（聲：日本：木村亞希子；台灣：林美秀；香港：沈小蘭）
- 英文名：Anabel
- 登場時期：對戰開拓區篇（客串）

外號「對戰大君」。似乎能與寵物小精靈心靈相通，能不發一語指示寵物小精靈。習慣在說出「Go! My friend!」後使出寵物小精靈。對小智有好感，卻不敢抒發自己想法。
- 莉拉的寵物小精靈
  - 富迪
  - 巨金怪
  - 太陽伊貝

神代（聲：日本：小室正幸；台灣：林谷珍→于正昇（鑽石&珍珠）；香港：朱子聰→張炳強（鑽石&珍珠））
- 英文名：Brandon
- 登場時期：對戰開拓區篇、鑽石&珍珠篇（客串）

外號「金字塔法老」。關都對戰開拓區的最強開拓之腦，小智歷經三次決鬥才將他打敗。身為探險家，常與弟子一起搭乘空中要塞型態的對戰金字塔到各地遺跡進行調查。對挑戰者十分嚴厲，也經常向挑戰者說教，所說的話能讓挑戰者重新思考。是動畫中第一個收服傳說寵物小精靈的人物。鑽石&珍珠128話再度登場，為了研究切鋒遺跡而來到切鋒市，他的出現也讓真司強烈要求進行一場六對六全面對戰，然而真司所派出的六隻寵物小精靈完全敵不過他的雷吉艾斯、雷吉洛克、雷吉斯奇魯，被徹底打敗，連一次勝利也沒有。
- 神代的寵物小精靈
  - 雷吉艾斯（絕招：暴風雪、急凍光線、睡覺、集中猛擊、電磁炮、破壞光線）
  - 雷吉洛克（絕招：集中猛擊、鐵壁、破壞光線、鎖定、尖石攻擊、電擊波、電磁炮）
  - 雷吉斯奇魯（絕招：合金爪、電磁炮、鎖定、沙雹、破壞光線、鐵頭、電炮光澤、集中猛擊）
  - 夜巨人（絕招：鬼火、影子拳、黑色眼光、奇異光線）
  - 鐵面忍者（絕招：迴轉攻、沙雹、影子分身、飛沙腳）
  - 太陽岩（絕招：幻象波、念力、影子球、陽光烈焰）

##### 神奧地區
桄榔（聲：日本：檜山修之；香港：陳廷軒）
- 英文名：Palmer
- 登場時期：鑽石&珍珠篇（客串）

外號「對戰大君」。神奧對戰開拓區的最強開拓之腦，亦是阿馴的父親。
- 桄榔的寵物小精靈
  - 啟暴龍
  - 超鐵暴龍（沙雹、岩石炮、超級角擊）
  - 美納斯（守住、急凍光線）

#### 地下鐵總控官
北尚（聲：日本：佐藤健輔；台灣：吳東原；香港：李凱傑）
- 登場時期：超級願望篇（客串）

他與其孿生兄弟南厦被稱為地鐵總控官。北尚被南厦叫為大哥，暗示北尚在孿生兄弟中年齡較大。制服為黑色的。
- 北尚的寵物小精靈
  - 水晶燈火靈

南厦（聲：日本：古島清孝；台灣：于正昇；香港：李致林）
- 登場時期：超級願望篇（客串）

他與其孿生兄弟北尚被稱為地鐵總控官。南厦叫北尚為大哥，暗示南厦在孿生兄弟中的年齡較小。制服為白色的。
- 南厦的寵物小精靈
  - 麻麻鰻魚王

### 其他
美津子（聲：日本：冬馬由美；台湾：詹雅菁→汪世瑋；香港：程文意、植婉雯（奇妙電視版本））
- 英文名：Caroline Maple
- 登場時期：豐緣地區篇（配角）、對戰開拓區篇·鑽石&珍珠篇（客串）

小遙和小勝的媽媽，千里的妻子。在飛有許多狩獵鳳蝶的花田裡受到千里求婚，進而踏上紅毯。
彩子（聲：日本：津村真琴；台灣：汪世瑋；香港：許盈）
- 英文名：Johanna Berlitz
- 登場時期：鑽石&珍珠篇（配角）

小光的媽媽。年輕時曾是頂尖協調訓練家，現為家庭主婦。常常以寵物小精靈華麗大賽前輩的身分給小光許多建議。
- 彩子的寵物小精靈
  - 魅力喵
  - 月伊布

薩琪（聲：生天目仁美；台湾：劉如蘋；香港：沈小蘭）
- 英文名：Grace Yvonne
- 登場時期：XY篇（配角）

莎莉娜的媽媽。年輕時曾是鐵甲犀牛騎士。
- 薩琪的寵物小精靈
  - 小箭雀
  - 鐵甲犀牛

利莫內（聲：佐藤健輔；台湾：于正昇；香港：劉昭文、陳力航（奇妙電視版本））
- 英文名：Meyer
- 登場時期：XY篇（配角）

希特隆和柚麗嘉的爸爸，另一身分為密阿雷市傳說中的英雄火焰雞假面，雖然此事只有布拉塔諾博士知道，但在卡洛斯最大危機時還是被自己的兒女知道了。
- 利莫內的寵物小精靈
  - 電龍
  - 火焰雞（超級火焰雞）

阿徹（聲：日本：山口勝平；台湾：王瑞芹）
- 英文名：Todd
- 登場時期：關都地區篇、城都地區篇（客串）

曾經和小智等人一同旅行的天才少年攝影師，後在城都聯盟曾為了拍攝急凍鳥，再度和小智等人結伴而行。
鯉魚王大叔（聲：日本；香港：張炳強、招世亮（代配第263集）、陳力航（奇妙電視版本））
- 英文名：Magikarp Salesman
- 登場時期：無印、超世代、鑽石&珍珠、超級願望（背景）、旅途（亞馬遜特別篇背景）

遊走各地，專門騙錢的寵物小精靈小販，是個名副其實的奸商，火箭兵團兩人一貓組曾被他騙過多次，只有小次郎認得出他。
首次登場是在關都地區，在聖安奴號遇見了小次郎，騙他說自己賣的鯉魚王能一次產一千個卵，按照如此計算，能讓他變成富豪。小次郎信以為真，就把鯉魚王和產卵、培育裝置買了下來。接著他的口呆花因為會使用甜甜香氣，被武藏看中，強迫小次郎用他的大食花與之交換，得到小次郎的大食花後，由於受不了其吞噬的個性因而將牠野放。
後於豐緣地區再度登場，最初是在某場園遊會賣笨笨魚、然而真面目是鯉魚王。接著出現在茵鬱市羽翼嘉年華，改賣風鈴鈴、然而真面目是毽子草。
奈奈（聲：日本：熊谷妮娜；台灣：姚敏敏（無印第119、162集）→傅曼君（無印第262集））
- 英文名：Casey
- 登場時期：城都地區篇、放送局（客串）

小智等人在城都地區遇到的少女，出身若葉鎮。是個熱愛黃色底黑色條紋寵物小精靈及棒球的熱血少女，十分支持電擊獸棒球隊。操著小金腔（類似關西腔的方言）。
- 奈奈的寵物小精靈
  - 菊草葉→月桂葉→大菊花
  - 小哥達
  - 波波
  - 大針蜂（小智送的）
  - 電擊怪

櫻花（聲：日本：国府田麻理子；台湾：林美秀（無印第184集）→雷碧文（無印第227集））
- 英文名：Sakura
- 登場時期：城都地區篇、放送局（客串）

小智等人在城都地區的圓朱市遇到的少女，伊布五姊妹的老么，一直希望可以出門旅行。和小霞的大姊同名，並與小霞關係十分友好。在小智前往豐緣地區旅行時有到華蘭市找過小霞，這時已經收集3個城都聯盟的徽章，還與小霞進行過道館賽，戰勝小霞得到藍色徽章。
- 櫻花的寵物小精靈
  - 伊貝→太陽伊貝
  - 狩獵鳳蝶

日向（聲：日本：榎本温子；香港：黃玉娟）
- 英文名：Solana
- 登場時期：對戰開拓區篇、鑽石&珍珠篇（客串）

在關都地區十分活躍的寵物小精靈保育家。保育家排名第三。曾兩次協助小智一行人拯救受傷的雪拉比與狀態異常的代歐奇希斯。造型範本為NDS電玩外傳「寵物小精靈保育家」的女主角。
- 日向的寵物小精靈
  - 正電拍拍

寵物小精靈獵人J（聲：日本：本田貴子；台灣：李明幸→魏晶琦(鑽石&珍珠第70集起)(群英社版本)、劉如蘋(鑽石&珍珠重配版)；香港：曾秀清）
- 英文名：Pokemon Hunter J
- 登場時期：鑽石&珍珠篇（客串）

女性寵物小精靈獵人，與眾多手下組成非法捕獵團，主要專門受別人委託而非法捕獵並賺取報酬，駕駛著具有隱形功能的飛艇跑遍神奧各地，不屬於任何敵對組織，純粹只是幫傭。最不爽的就是委託人取消委託。為捕獵寶可夢，不擇手段，左腕配備一支金屬化的槍。
似乎有著反社會性格，初登場時由於捕獵計畫失敗，為了逃走還拋棄自己的手下，讓他們直接被君莎逮捕。最後受銀河隊之託捕捉由克希、艾姆利多與亞克諾姆，在成功捕獲並交予銀河隊後，準備出發前夕被牠們先前使出的「預知」擊落飛艇墜湖，同時整艘飛艇也爆炸於湖底，就此自取滅亡。
- J的寶可夢
  - 暴飛龍
  - 阿利多斯
  - 龍王蠍

芽米（聲：日本：川村萬梨阿；香港：陸惠玲）
- 英文名：Cheryl
- 登場時期：鑽石&珍珠篇（客串）

寶藏獵人。繼承爺爺遺志，為尋找「可怕的甜蜜」而認識小智一行人。從祖父那兒學到許多寶可夢的諺語與迷信。
- 芽米的寶可夢
  - 吉利蛋
  - 結草兒（三種）→結草貴婦（三種）
  - 結草兒→紳士蛾

小麥（聲：日本：新井美；台湾：林美秀；香港：林元春）
- 英文名：Mira
- 登場時期：鑽石&珍珠篇（客串）

為了撿回沉入水底的精靈球而向小智一行人求助的少女。撿回寵物小精靈後，以將小智一行人瞬間移動到緣之市作為謝禮。
- 小麥的寵物小精靈
  - 卡斯
  - 穿山鼠

亞玄（聲：日本：水島裕；香港：黃榮璋）
- 英文名：Riley
- 登場時期：超世代、鑽石&珍珠篇（客串）

能使用波導寵物小精靈訓練家，神似亞朗。和路卡利歐在鋼鐵島上修行，因察覺到鋼鐵島上的異狀，而與小智合作一起調查原因，在危機平息後，協助到島上的芥子蘭博士進行遺跡的調查。
- 亞玄的寵物小精靈
  - 路卡利歐

米依（聲：日本：澤城美雪；香港：梁少霞）
- 英文名：Marley
- 登場時期：鑽石&珍珠篇（客串）

穿著黑色哥德服裝的少女，個性沉默寡言。
- 米依的寵物小精靈
  - 風速狗

麥可（聲：日本：渡邊明乃；香港：鄭麗麗）
- 英文名：Buck
- 登場時期：鑽石&珍珠篇（客串）

神奧四天王大葉的弟弟。
- 麥可的寵物小精靈
  - 天秤偶
  - 念力土偶
  - 巨翅飛魚

由佳
- 英文名：Rhonda
- 登場時期：鑽石&珍珠篇（客串）

神奧地區電視節目《神奧Now》的主持人。每次都被同樣工作人員意外用麥克風打到臉，而且每次都忘記攝影機正在拍攝她憤怒失態的模樣。平常除了播報新聞，也身兼採訪雙打對戰訓練家的職務與「寵物小精靈扮演大會」的司儀。
雷司（聲：日本：柿原徹也；香港：李致林）
- 英文名：Reggie
- 登場時期：鑽石&珍珠篇（客串）、旅途（客串）

真司的哥哥，寵物小精靈撫養家，在帷幕市經營寵物小精靈撫養屋，保管著真司的寵物小精靈。擁有關都、成都、豐緣和神奧四個地區的道館徽章，以及除了對戰金字塔以外其他對戰開拓區開拓的象徵。原為寵物小精靈訓練員，訓練方式和小智的一模一樣（因而令真司認為雷司和小智會很投契），但敗於對戰金字塔法老神代後毅然放棄訓練員之路，轉行為撫養家，他在鑽石&珍珠第128集說出原因：「那場對戰令我看到自己是這麼不成熟。」
詎料，轉行此舉令真司變得冷血、殘酷，和雷司幾近反目成仇，真司甚至要超越雷司，以完成哥哥做不到的事：「打敗神代」。旅途篇再度登場，第117話在家中與真司透過電視觀看竹蘭與艾莉絲的八大師淘汰賽對戰、第118話在家中與真司透過電視觀看小智與大吾的八大師淘汰賽對戰。
- 雷司的寵物小精靈
  - 大尾狸
  - 溶食獸
  - 姆克鷹
  - 龍王蠍

撫育家裏還有其他的寵物小精靈，可能是一般訓練家寄放在這裡的。
創一（聲：日本：阪口大助；香港：黃榮璋）
- 英文名：Kellyn
- 登場時期：鑽石&珍珠篇（客串）

寵物小精靈保育家中等級最高的首席保育家，與日向相互認識。判斷力與運動能力都很高，手臂的力量能抵擋「波導彈」，十分強硬。不知道是不是因為實力的累積與能力的成長，比在遊戲中大許多，身長也較高。造型範本為NDS電玩外傳「寵物小精靈保育家 風湧篇」的男主角。
夏也（聲：日本：羽染達也；香港：曹啟謙）
- 英文名：Ben
- 登場時期：鑽石&珍珠篇（客串）、「光之軌跡」特別宣傳動畫

造型範本為NDS電玩外傳「寵物小精靈保育家 光之軌跡」的男主角，會使用保育家署名傳送寵物小精靈。
琴音（聲：日本：中島愛；台湾：詹雅菁；香港：鄭麗麗）
- 英文名：Lyra
- 登場時期：鑽石&珍珠篇（客串）

出身若葉鎮，因擔任城都慶典的工作人員而來到神奧，擁有2個城都聯盟的徽章。因好奇華麗大賽而暫時加入等人小智的旅行行列。自稱戀愛高手，時常比較小智與一成，並喜歡撮合小智和小光。造型範本為NDS心金、魂銀版的女主角。
- 琴音的寵物小精靈
  - 馬利露
  - 菊草葉
  - 麒麟奇

一成（聲：日本：野島健兒；香港：張裕東）
- 英文名：Khoury
- 登場時期：鑽石&珍珠篇（客串）

來自城都地區的寵物小精靈飼育家，因為想與小剛學一點做飼育家的知識，所以暫時加入小智等人的旅行行列。
- 一成的寵物小精靈
  - 小鋸鱷→藍鱷
  - 圓陸鯊

帥哥（聲：日本：寺杣昌紀；香港：劉昭文 、簡懷甄（奇妙電視版本））
- 英文名：Looker
- 登場時期：鑽石&珍珠篇、超級願望篇 Episode N章（客串）

國際刑警，專門調查邪惡組織並將其一舉殲滅。起初在神奧地區調查銀河隊，同時也結識小智，於槍柱的最終戰與君莎共同逮捕了銀河隊三大幹部－鎮星、歲星、夥星。後來在合眾地區再次登場，調查電漿隊，並在最後與君莎共同逮捕了電漿隊全體成員。
路克（聲：日本：高山南；香港：袁淑珍 、馮安琪(奇妙電視版本)）
- 登場時期：超級願望篇（客串）

寶可夢電影導演，通過播放電影令自己可以免費看電影。與小智等人一同參加東喬治對戰，順利地通過第一輪戰，第二輪戰時成功擊敗天桐，而在第三輪戰時遭艾莉絲擊敗。
- 路克的寵物小精靈
  - 索羅亞
  - 泥偶小人
  - 保母蟲
  - 燃燒蟲

N（聲：日本：中村悠一、松冈祯丞；台灣：吳東原；香港：李致林、劉達斌（奇妙電視版本））
- 登場時期：超級願望篇 Episode N章（客串）

熱愛寶可夢的奇異青年，稱呼寶可夢為朋友，而且還能聽見寵物小精靈的心聲。很討厭讓寵物小精靈間進行對戰，追求著寵物小精靈和諧生存的世界。
是等離子團首領魁奇思的養子，從小被與世隔絕的撫養，聽信等離子團要創造寵物小精靈理想鄉的理念，但後來發現那是謊言，現與等離子團處於敵對關係。本身不是訓練家，身上甚至連一隻寵物小精靈都沒有。
角色範本為寵物小精靈黑•白、黑2•白2的N。
巴貝娜（聲：日本：藤田咲、元吉有希子；台灣：汪世瑋；香港：鄭麗麗、陳子瑩（奇妙電視版本））
- 登場時期：超級願望篇 Episode N章（客串）

N的夥伴，有著與N相同的能力。
與N同樣被魁奇思收養，後來一同逃出等離子團。魁奇思被逮捕後與荷蓮娜跟隨N一同旅行。
角色範本為寶可夢黑2•白2的愛女神
- 巴貝娜的寵物小精靈
  - 哥德小姐

荷蓮娜（聲：日本：荒川美穂、根本京里；台灣：林美秀；香港：林芷筠）
- 登場時期：超級願望篇 Episode N章（客串）

N的夥伴，有著與N相同的能力。
與N同樣被魁奇思收養，後來一同逃出等離子團。魁奇思被逮捕後與巴貝娜跟隨N一同旅行。
角色範本為寵物小精靈黑2•白2的和平女神
- 荷蓮娜的寵物小精靈
  - 沙奈朵

三色堇（聲：日本：遠藤綾；台灣：詹雅菁；香港：曾佩儀、何凱怡（奇妙電視版本））
- 英文名：Alexa
- 登場時期：超級願望篇 Da！章、XY篇（客串）、旅途（客串）

卡洛斯地區出身的記者，白檀道館館主紫羅蘭的姊姊。在超級願望134正式登場，結識小智等人並且同行。超級願望141，在滿金市的火車站，艾莉絲與天桐搭乘火車離開後跟著小智前往純白鎮。超級願望142正式採訪大木博士，短暫居留後就帶著小智離開純白鎮前往卡洛斯地區。
XY1暫時跟小智道別，但是在XY5卻又跟小智遇上，因為小智已經抵達白檀道館並準備向其妹妹紫羅蘭對戰，結果小智徹底被擊敗，她也訓練小智如何打倒她妹妹。第二次挑戰時小智贏得勝利，她也正式跟小智道別。XY23第三度與小智重逢，之後未再跟小智見面。旅途第132話在寶可夢中心內與小剛及天桐觀看小智與丹帝的八大師決賽戰。
- 三色堇的寵物小精靈
  - 傘電蜥（超級願望第134話）
  - 坐騎山羊（超級願望第134話）
  - 音波龍（超級願望第137話）

可可布爾（聲：日本：石塚運昇（XY篇）→高阶俊嗣（旅途篇）；台灣：吳東原（XY篇）→于正昇（旅途篇）；香港：劉昭文）
- 英文名：Gurkinn
- 登場時期：XY篇、旅途篇（客串）

娑罗道馆的前任道馆训练家，现任娑羅道館館主可爾妮的爺爺。
- 可可布爾的寶可夢
  - 火焰雞
  - 路卡利歐（超級路卡利歐）
  - 胡地（超級胡地）

八汐（聲：日本：佐久間玲；台灣：汪世瑋；香港：許盈）
- 英文名：Palermo
- 登場時期：XY篇（客串）

寵物小精靈演藝界的權威，現任卡洛斯女王：愛兒的啟蒙導師，年輕時也是卡洛斯女王。於三冠衛星賽海翼大會第一眼就看上莎莉娜，回想起她就是在三冠衛星賽中因火狐狸在舞台上摔倒而失敗的那位表演家。愛兒跟莎莉娜對戰後，向她表示莎莉娜的現況，跟徒弟愛兒一樣期待著莎莉娜的成長。於三冠衛星賽芙麗大會首次跟莎莉娜正式見面，當面向他表示如果不明白自己欠缺甚麼就贏不了愛兒。於大師級高階賽光榮大會看見莎莉娜已經在表演中受傷，立即前往休息室幫她做緊急處理，並表示不要勉強上場，但莎莉娜最後還是上場了，且在一念之差輸給了愛兒，表演結束後要求莎莉娜跟著她走，決定親自教導她表演家的一切，打算收她為繼愛兒之後的下一位徒弟，但是莎莉娜結果以繼續跟同伴旅行為由拒絕，在給了她名片之後就此離去。到了最後，莎莉娜親自跟她通電話時表示拒絕跟著她學習，她也建議莎莉娜可前往豐緣地區參加華麗大賽，並約定等她修行結束後還要再看一次她的表演，因為自己已是她的粉絲。
露莎米奈（聲：日本：木下紗華、园崎未惠（宝可梦evolution）；台灣：劉如蘋；香港：黎梓彤）
- 英文名：Lusamine
- 登場時期：太陽&月亮篇（配角）、旅途（客串）

莉莉艾與格拉吉歐的媽媽，阿羅拉地區寶可夢保育組織—以太基金會理事長。因為工作忙碌而疏忽對兒女的關心，經常和莉莉艾吵架，對於四年前導致莉莉艾不敢碰觸寵物小精靈的原因完全不知情，直到太陽&月亮第49話格拉吉歐很生氣的說出原因才知道，後來意識到自己的過失跟莉莉艾道歉。太陽&月亮第50話為了保護莉莉艾和格拉吉歐被虛吾伊德帶進究極之洞中，太陽&月亮第53話已經被虛吾伊德附身，太陽&月亮第54話才脫離虛吾伊德的附身，並且回到阿羅拉地區。太陽&月亮第55話把扎奧博降級為碧珂的部下。
- 露莎米奈的寵物小精靈
  - 皮寶寶→皮皮→皮可斯
  - 裙兒小姐
  - 夢妖魔
  - 美納斯
  - 阿勃梭魯
  - 焰后蜥

- 別墅裡的
  - 小約克→哈約克

碧珂（聲：日本：藤村知可；台灣：詹雅菁）
- 英文名：Wicke
- 登場時期：太陽&月亮篇(配角)

以太基金會保育部長，主要負責公司內的寵物小精靈保育。
扎奧博（聲：日本：真殿光昭；台灣：吳東原→孟慶府（太陽&月亮第126話起）；香港：黃尉斯）
- 英文名：Faba
- 登場時期：太陽&月亮篇(配角)

原本與碧珂同地位，於四年前在以太樂園打開究極之洞放出究極異獸虛吾伊德，導致莉莉艾被虛吾伊德襲擊而變得不敢碰觸寵物小精靈。是讓莉莉艾害怕寵物小精靈的元凶。最後一切惡行被揭穿，雖然獲得原諒，但被降级成碧珂的下屬，之後於第83集再度恢復與碧珂同級的同時，也兼任發明部長。
- 扎奧博的寵物小精靈
  - 催眠貘
  - 富迪

苍太（声：日本：植田千寻；台灣：劉如蘋）
- 登场时期：旅途篇

樱木博士的儿子，小春的弟弟。
赫普（声：日本：吉永拓斗；台灣：劉如蘋）
- 登场时期：旅途

丹帝的亲弟弟。旅途第115话正式登场。
- 赫普的寶可夢
  - 毛辫羊

琉琪亞（声：日本：竹達彩奈；台灣：劉如蘋）
- 登场时期：旅途

米可利的外甥女，她是一名協調訓練家，她是豐緣地區的華麗大賽偶像。第132話在華麗大賽會場內透過螢幕與小遙、小勝及莎莉娜觀看小智與丹帝的八大師決賽戰。
- 琉琪亞的寶可夢
  - 七夕青鳥（超級七夕青鳥，小青青）

客串角色
每次出現在小智一行人面前，提供食宿或其他幫助的人物。一集多半有一個以上。

### 特別動畫角色

#### 水晶版特別動畫角色
健太（聲：日本：野島健兒；台湾：賀宇傑；香港：曹啟謙）
- 英文名：Jimmy
- 登場時期：《雷公 雷的傳說》、旅途

《雷公 雷的傳說》的男主角，出身於若葉鎮的少年，喜歡瑪麗娜，和伙伴寶可夢一起成長、變強是他的旅行目標。旅途篇再度登場，第116話透過熒幕觀看阿渡與卡露妮的八大師淘汰賽對戰。
- 健太的寵物小精靈
  - 火暴獸
  - 大針蜂

瑪麗娜（聲：日本：村井每早；台湾：林美秀；香港：梁少霞）
- 英文名：Marina
- 登場時期：《雷公 雷的傳說》、鑽石&珍珠篇（客串）、旅途

《雷公 雷的傳說》的女主角，喜歡健太。寵物小精靈協調訓練家（前身為偶像訓練家），對穿著披風的帥哥沒有抵抗力。於鑽石&珍珠第41話再度出現，為華麗大賽的官方做雙人比賽的示範演出，而此時藍鱷也已進化成大力鱷，而且也已經擁有頂級協調訓練家的稱號了。旅途篇再度登場，第116話透過熒幕觀看阿渡與卡露妮的八大師淘汰賽對戰。
- 瑪麗娜的寵物小精靈
  - 夢妖（小夢）
  - 波波球（小粉紅）
  - 大力鱷（鱷鱷）

純一（聲：日本；阪口大助；台湾：待查（無印）→符爽（《雷公 雷的傳說》）；香港：張裕東）
- 英文名：Vincent
- 登場時期：《雷公 雷的傳說》、城都聯盟篇（客串）、旅途

健太和瑪麗娜的青梅竹馬，動作表情都很誇張的喜感少年，個性有點冒失。喜歡瑪麗娜。曾在白銀大會上與小智對戰，最後大菊花跟小智的妙娃種子打平，對戰結果也是平手。旅途篇再度登場，第116話透過熒幕觀看阿渡與卡露妮的八大師淘汰賽對戰。
- 純一的寵物小精靈
  - 大菊花
  - 馬利露麗
  - 三合一磁怪（異色）

巴修（聲：日本；森川智之；台湾：于正昇；香港：黃啟昌）
- 英文名：Hun
- 登場時期：《雷公 雷的傳說》

隸屬於火箭兵團特務工作部，是個不苟言笑的人，做任何事情都相當認真。
- 巴修的寵物小精靈
  - 大鋼蛇

普森（聲：日本；檜山修之；台湾：林谷珍；香港：雷霆）
- 英文名：Attila
- 登場時期：《雷公 雷的傳說》

隸屬於火箭兵團特務工作部，個性粗暴。
- 巴修的寵物小精靈
  - 爛泥獸

工藤（聲：日本；布川敏和；台湾：林谷珍；香港：陳欣）
- 英文名：Kudo
- 登場時期：《雷公 雷的傳說》

空木博士的朋友，前來協助健太一行人。
南木/南其/米那君（聲；日本：川田紳司；台湾：謝佼娟（無印）→陳宏瑋（《雷公 雷的傳說》）；香港：潘文柏（無印）、馮錦堂（雷公傳說））
- 英文名：Eusine
- 登場時期：《雷公 雷的傳說》、城都聯盟篇（客串）

城都地區傳說寵物小精靈研究者，以追逐水君為目標。曾和小智一行人在圓朱市相遇。
- 南其的寵物小精靈
  - 富迪

#### XY最強超進化特別動畫角色
艾嵐（聲：日本：小野賢章；台灣：宋昱璁；香港：關令翹（XY、超進化特別篇第1集-第3集）→黃啟昌（XYZ、超進化特別篇第4集）、黃尉斯（奇妙電視版本））
- 英文名：Alain
- 登場時期：《最強超進化》、XY篇(客串)、 XY&Z篇(勁敵)、劇場版、旅途（世界錦標賽參賽者）
- 戰績：世界錦標賽 ：排名大師球等級 第6名（旅途第109話）

《最強超進化》的男主角，原為布拉塔諾博士的研究員，為了探究超進化的秘密和邁向最強超進化的訓練家之路，帶小火龍一同離開研究院踏上旅程。
從弗拉達利手上獲得噴火龍進化鑰石Ｘ與超進化環後，以此為代價幫助弗拉達利進行超進化調查，現與瑪農一起旅行。
XY第105集以超級噴火龍X跟小智的甲賀忍蛙進行對戰，並將其打敗。
在卡洛斯聯盟決賽與小智交手，險勝小智，成為當屆卡洛斯聯盟冠軍。不料在閉幕後沒多久，弗拉達利展開他真正的陰謀，讓他這才知道自己到頭來被弗拉達利所利用。最終跟弗拉達利決裂，將小智從弗拉達利手中救出來後，與小智並肩作戰，共同對抗弗拉達利。在事件過後繼續擔任布拉塔諾博士的助手，另外還將超進化環上交給警方，打算靠自己的力量尋找。
旅途第109話後透露成為八大師，第115話在世界錦標賽大師淘汰賽首輪敗給丹帝而淘汰出局。（参照#寶可夢世界錦標賽參賽者）。第129話已返回布拉塔諾博士的研究院與瑪農及布拉塔諾博士觀看小智與丹帝的八大師決賽戰。
- 艾嵐的寵物小精靈
  - 小火龍（回憶）→ 火恐龍（回憶）→ 噴火龍（超級噴火龍X）（XY最強超級進化特別篇第1話&XY第105話）
  - 金屬怪→巨金怪（XY第115話）
  - 班基拉斯（XY第129話）
  - 瑪狃拉（XY第129話）
  - 高傲雉雞（XY第129話）
  - 劈斬司令（XY第129話）
  - 布里卡隆（旅途第115話）
  - 烏賊王（旅途第115話）

瑪農（聲：小松未可子；台灣：吳貴竹；香港：黃昕瑜、羅婉楓（奇妙電視版本））
- 英文名：Mairin
- 登場時期：《最強超進化》、 XY&Z篇、旅途

《最強超進化》的女主角，是個小女孩，劇中提及她是比小智晚出發的新人訓練員。在旅程途中遇上了艾嵐，並以希望成功讓寶可夢做到超進化而與艾嵐一起旅行。最強超進化最終章因為她的哈力栗昏迷，而待在弗拉達利實驗室。
XY第128集來到卡洛斯聯盟幫艾嵐加油，後來因為卡洛斯最大的危機差點被閃焰隊的成員抓住，幸好布拉塔諾博士出手相救，之後請求莎莉娜一起去弗拉達利實驗室救哈力君，並跟著火箭隊搭成的直升機前往弗拉達利實驗室。
XY第134集救到哈力君之後，跟隨著莎莉娜、布拉塔諾博士和大吾搭乘電梯去地下室，大吾要查有關傳說中的巨石的實驗，突然傳說中的巨石開始暴走，她的哈力君因為有基格爾德的能量而被巨石吸收，直到XY第135集被艾嵐救出來。傳說中的巨石消滅之後，她的哈力君才醒過來。XY第139集跟著艾嵐去尋找進化鑰石和超進化石。旅途篇再度登场，第115話與布拉塔諾博士在卡洛斯地區觀看丹帝與艾嵐的八大師淘汰賽對戰、第129話與艾嵐及布拉塔諾博士在布拉塔諾博士的研究院觀看小智與丹帝的八大師決賽戰。
- 瑪農的寵物小精靈
  - 哈力栗（暱稱：哈力君，最強超進化最終章因為吸收基格爾德的能量而昏迷不醒，更是在XY第134集被傳說中的巨石吸收，直到XY第135集被艾嵐救出來，並且擊倒傳說中的巨石之後才醒過來）
  - 花蓓蓓（暱稱：小花）

絢香（聲：澤井美優；台灣：劉如蘋；香港：何璐怡）
- 英文名：Astrid
- 登場時期：《最強超進化》、 XY&Z篇、劇場版

角色範本為寵物小精靈X•Y的精英女訓練家。
- 絢香的寵物小精靈
  - 阿勃梭魯（超級阿勃梭魯）
  - 火炎獅
  - 超能妙喵

路易（聲：日本：山寺宏一；台灣：林谷珍→于正昇（XY&Z篇）；香港：招世亮）
- 英文名：Remo
- 登場時期：《最強超進化》、 XY&Z篇

- 路易的寵物小精靈
  - 烈咬陸鯊（超級烈咬陸鯊，暱稱阿咬）
  - 超甲狂犀（暱稱暴之助）
  - 爆炸頭水牛
  - 大嘴鷗
  - 布魯皇
  - 鐵骨土人

志糜（聲：日本：吉野裕行；台灣：于正昇；香港：李致林）
- 英文名：Siebold
- 登場時期：《最強超進化》

卡洛斯地區的四天王之一，使用水系寵物小精靈，也是個名廚。
- 志糜的寵物小精靈
  - 水箭龜（超級水箭龜）

茲伏奇·大吾
#四天王·冠軍參照。
弗拉達利（聲：日本：手塚秀彰；台灣：符爽；香港：張炳強（超進化特別篇第1集-第3集）→朱子聰（XYZ）、陳力航（奇妙電視版本））
- 英文名：Lysandre
- 登場時期：《最強超進化》、 XY&Z篇

弗拉達利實驗室代表，閃焰隊首領，旗下還有弗拉達利財團，是卡洛斯地區的知名人物。曾經打敗過艾嵐，賜予他噴火龍進化鑰石Ｘ與超進化石，代價是要艾嵐幫助他蒐集超進化的能量。身份上可說是艾嵐的主子，對艾嵐而言有著重要的存在，然而在陰謀實現後就拋棄了艾嵐，最終跟艾嵐決裂。不僅如此，就連帕琦拉與大吾也都跟他決裂，為眾人之死敵。
過去是個喜歡幫助難民的人物，然而難民們卻將他的幫助視為理所當然，開始主張自身的權利，他的幫助最終導致了人民的傲慢，使得他想糾正這個世界。
在卡洛斯聯盟，他因為得知瑪農認識的決賽選手─那個擁有甲賀忍蛙的訓練家就是小智，同時看見了小智與甲賀忍蛙所擁有的羈絆現象，親自與小智見面。在一切陰謀正式展開後，為了掌握羈絆現象，命令手下綁架小智與他的六隻寶可夢，當下稱小智為「被選中的人」。不過小智最終被艾嵐拯救，接著與小智和艾嵐展開戰鬥，而他也是首位跟小智展開戰鬥的邪惡組織首領，結果他被小智與艾嵐聯手擊敗，從幻彩水晶塔上墜下去。然而他並未死亡，戰鬥到了尾聲，雖然控制小軟和Z2的計畫失敗，不過他還有最後的武器，就是傳說中的巨石（外貌與基格爾德相似），而他也用右手上的控制器操控巨石，企圖讓它接近位於百刻市的日晷，好完成最終目的，最後右手上的控制器被小智破壞，並被小軟和Z2融合而成的基格爾德完全體所使出的必殺技「核心懲罰者」徹底打敗，一同在被毀壞的巨石中消滅。
- 弗拉達利的寵物小精靈
  - 火炎獅
  - 鯉魚龍（超級鯉魚龍，異色）

帕琦拉
#四天王·冠軍參照。

## 「莉可與羅伊」時期

### 昇龍伏特攻擊隊
- 由弗里德博士为首组建的探险队。拉库亚事件之后(經過一年後)，由于队长弗里德的失踪，昇龍伏特攻擊隊只能暫時性解散，同時也增加新成員乌尔特，於第100話，弗里德確認存活，但是遭到探夢隊監視，只能在探夢隊無法監視的地方，用手機洛托姆寫留言給莉可他們(在小點的手機洛托姆裡面)，同時再次重組昇龍伏特攻擊隊，漢貝爾可能會投靠他們解決掉探夢隊。

#### 莉可及羅伊一行人
- 《寶可夢 旅途 目標是寶可夢大師》完結後，在《寶可夢 地平線》接替小智和皮卡丘的主要角色。

莉可（配音員：鈴木實里）
- 英文名：Liko
- 登場時期：寶可夢 地平線（主角）

《寶可夢 地平線》的女主角。新人訓練家，與羅伊乘坐昇龍伏特攻擊隊與弗里德等一行人旅行冒險，露西昂司和莉絲塔爾的外玄孫女。
- 莉可的寶可夢
  - 新葉喵（配音員：林原惠）（地平線第001話）→蒂蕾喵（地平線第045話）→魔幻假面喵（地平線第089話）
  - 迷布莉姆（地平線第021話）→提布莉姆（地平線第053話）
  - 太樂巴戈斯（巴戈戈，普通型态）（地平線第075話）
  - 炭小侍（地平線第102話）

羅伊（配音員：寺崎裕香）
- 英文名：Roy
- 登場時期：寶可夢 地平線（主角）

《寶可夢 地平線》的男主角。新人訓練家，與莉可乘坐昇龍伏特攻擊隊與弗里德等一行人旅行冒險，拿下帽子去冒險，弗里德存活，暫時成為隊長擔任掌舵的位置。
- 羅伊的寶可夢
  - 呆火鱷（配音員：山下大輝）（地平線第006話）→炙燙鱷（地平線第067話）
  - 電海燕（地平線第014話）→大電海燕（地平線第052話）
  - 路卡利欧（异色，超级路卡利欧）（地平線第089話，一年間收服）

弗里德（配音員：八代拓）
- 英文名：Friede
- 登場時期：寶可夢 地平線（主角）

《寶可夢 地平線》的主要角色。昇龍伏特攻擊隊的隊長兼博士，擅長寶可夢對戰，負責駕駛飛船英勇淺蔥號，與船長皮卡丘是拍檔關係，跟奧利歐算是青梅竹馬，拉庫雅事件的一年後確定存活(第100話起)，但是遭到探夢隊監視，只能在探夢隊無法監視的地方，用手機洛托姆寫留言給莉可他們(在小點的手機洛托姆裡面)。
- 弗里德的寶可夢
  - 船長皮卡丘（配音員：大谷育江）（地平線第001話）

昇龍伏特攻擊隊的船長，與弗里德是拍檔關係，第89話之後，暫時由羅伊代管。
- 噴火龍 (跟弗里德存活)（地平線第001話）

小點／咕噜咪（配音員：青山吉能）
- 英文名：Dot/Nidothing
- 登場時期：寶可夢 地平線（主角）

《寶可夢 地平線》的第二女主角。馬德克的侄女，人氣直播主，平日穿着布偶裝，以咕噜咪的样子进行直播时性格外向热情，实际生活中性格内敛不善于交际，平常待在房间当中很少露面，目前在外面，弗里德存活，遭到探夢隊監視，只能在探夢隊無法監視的地方手機洛托姆寫留言給手機洛托姆裡面。
- 小点的寶可夢
  - 潤水鴨（地平線第001話）→湧躍鴨（地平線第059話）
  - 小鍛匠（地平線第039話）⁠→巧鍛匠（地平線第070話）
  - 索財靈 (寶箱形態)（地平線第105話）

乌尔特（配音员：藤原夏海）
- 英文名：Uruto/Ult
- 登场时期：宝可梦 地平线（主角，超级电压篇起）

从《宝可梦 地平线》的《超级电压》篇起登场的第二男主角。罗伊的劲敌，一个充满野性的少年，同時也是昇龍伏特攻擊隊的新成員，在飛船上會暈船，瞭望台當作他的房間。
- 乌尔特的宝可梦
  - 勾魂眼（超级勾魂眼）（地平線第090話）
  - 快龍（黑暗球，地平線106話）

#### 同伴
奧莉歐（配音員：佐倉綾音）
- 英文名：Orla
- 登場時期：寶可夢 地平線（主角）

《寶可夢 地平線》的主要角色。昇龍伏特攻擊隊的船員，擅長機械工作，也算是弗里德的青梅竹馬。
- 奧莉歐的寶可夢
  - 巨金怪（地平線第001話）
  - 電擊怪（地平線第001話）

馬德克（配音員：三宅健太）
- 英文名：Murdock
- 登場時期：寶可夢 地平線（主角）

《寶可夢 地平線》的主要角色。昇龍伏特攻擊隊的船員，擅長製作料理，也是甜點師。
- 馬德克的寶可夢
  - 岩狗狗（地平線第001話）→鬃岩狼人（白昼的样子）（地平線第098話）
  - 霜奶仙（地平線第001話）

莫麗（配音員：真堂圭）
- 英文名：Mollie
- 登場時期：寶可夢 地平線（主角）

《寶可夢 地平線》的主要角色。昇龍伏特攻擊隊的船員，擅長治療，偶爾會考慮到隊友的想法。
- 莫麗的寶可夢
  - 吉利蛋（地平線第001話）
  - 一家鼠 (四隻家庭)（地平線第001話）

藍道（配音員：塾一久）
- 英文名：Ludlow
- 登場時期：寶可夢 地平線（主角）

《寶可夢 地平線》的主要角色。昇龍伏特攻擊隊的船員，擅長釣魚，遇到危機時刻會變身成"全能G"(但是變身只有3分鐘)。
- 藍道的寶可夢
  - 沼王（地平線第001話）
  - 巨牙鲨（地平線第001話）

#### 主角的亲属
黛安娜（配音員： 吉沢希梨、緒方佑奈（幼年））
- 英文名：Diana
- 登場時期：寶可夢 地平線（配角）

《寶可夢 地平線》的配角。莉可的外婆，漢貝爾可能會投靠她幫忙。
- 黛安娜的寶可夢
  - 卡蒂狗→风速狗 （地平線第024話）
  - 怒鹦哥（地平線第024話）

盧卡（配音員： 桑岛法子）
- 英文名：Lucca
- 登場時期：寶可夢 地平線（配角）

《寶可夢 地平線》的配角。亚历克斯的妻子，莉可的母亲。
亚历克斯（配音員： 川島得愛）
- 英文名：Alex
- 登場時期：寶可夢 地平線（配角）

《寶可夢 地平線》的配角。盧卡的丈夫，莉可的父亲。
- 亚历克斯的寶可夢
  - 狗仔包（地平線第009話）

布兰卡（配音員： 熊井统子）
- 英文名：Blanca
- 登場時期：寶可夢 地平線（配角）

《寶可夢 地平線》的配角。小点的母亲。
- 布兰卡的寶可夢
  - 鬃岩狼人（黑夜的样子）

### 橘子学院
克拉韦尔（配音員： 大場真人、若林正（帕底亞的課後時光、旁支系列））
- 英文名：Clavell
- 登場時期：寶可夢 地平線（配角）

《寶可夢 地平線》的配角。橘子学院的校长。
- 克拉韦尔的寶可夢
  - 魔幻假面喵
  - 骨纹巨声鳄
  - 狂欢浪舞鸭

吉尼亚（配音員：畠中祐、上原裕希（旁支系列））
- 英文名：Jacq
- 登場時期：寶可夢 地平線（配角）

《寶可夢 地平線》的配角。橘子学院的老师。
- 吉尼亚的寶可夢
  - 奇麒麟（超能力太晶化）

凰檗（配音員： 松井惠理子）
- 英文名：Dendra
- 登場時期：寶可夢 地平線（配角）

《寶可夢 地平線》的配角。橘子学院的老师。
- 凰檗的寶可夢
  - 铁掌力士

牡丹（配音員：廣橋凉、福圓美里（旁支系列）
- 英文名：Penny
- 登場時期：寶可夢 地平線（配角）

《寶可夢 地平線》的配角。橘子学院的学生。
- 牡丹的寶可夢
  - 仙子伊布
  - 月亮伊布
  - 雷伊布
  - 水伊布
  - 火伊布
  - 叶伊布

### 反派組織

#### 探夢隊
- 探夢隊是反派團體，總部在卓越公司，首領吉丙是董事長，在拉克物質消失死後斯琵奈爾篡位首領位置(原本繼承人為艾梅吉歐，但是被斯琵奈爾的話給迷惑解除身份)，并把探梦队的存在这种绝密信息公之于众，探夢隊這個組織的資料徹底公佈，有可能為時已晚會被昇龍伏特攻擊隊給擊垮徹底解散。

吉丙（配音員：速水獎）
- 英文名：Gibeon
- 登場時期：寶可夢 地平線

《寶可夢 地平線》的反派角色。探夢隊首領，依靠拉克物质活了100多年。随着拉克物质的消失，他的生命和露西昂司迎来了终结。然而在他死亡后斯琵奈尔篡夺了探梦队首领的位置 (原繼承人為艾梅吉歐)，并把探梦队的存在这种绝密信息公之于众，也是首次把反派組織的資料公佈來外的首領。
- 吉丙的宝可梦
  - 基格尔德（10%异色）

漢貝爾（配音員：近藤浩徳）
- 英文名：Hamber
- 登場時期：寶可夢 地平線

《寶可夢 地平線》的反派角色。吉丙的管家，吉丙死後斯琵奈爾篡位，之前在某個基地，請求柯妮亞和吉爾在為時已晚之前，並且不被斯琵奈爾發現的情況下，尋找艾梅吉歐的下落，並且給他們基格爾德多面體，可能會投靠黛安娜幫忙，後來從吉爾得知艾梅吉歐活著之後，哭了起來。
- 漢貝爾的寶可夢
  - 黑夜魔靈

艾梅吉歐（配音員：堀江瞬）
- 英文名：Amethio
- 登場時期：寶可夢 地平線

《寶可夢 地平線》的反派角色。探夢隊幹部，也是吉丙的孫子，吉丙死後原本是繼承人但是斯琵奈爾篡奪探夢隊首領位置，再加上被吉丙解除探夢隊幹部的身份，一年後之後，一開始是處於失蹤狀態，吉爾和柯妮亞尋找他的下落，請求莉可一同找他，後來在母親出遊過的海島找到他，跟莉可的炭小侍對決之後，叫吉爾和柯妮亞回歸探夢隊，並且跟吉爾和柯妮亞手中拿基格爾德多面體，獨自奪回探夢隊 。
- 艾梅吉歐的寶可夢
  - 蒼炎刃鬼（配音員：田邊幸輔）
  - 鋼鎧鴉

斯琵奈爾（配音員：古川慎）
- 英文名：Spinel
- 登場時期：寶可夢 地平線

《寶可夢 地平線》的反派角色。探夢隊幹部，实际上是一个为了达成野心而不择手段的人，吉丙死後篡位，現為卓越公司總裁。
- 斯琵奈爾的寶可夢
  - 月亮伊布
  - 三合一磁怪→自爆磁怪
  - 大宇怪

昂尼斯（配音員：小野寺悠貴）
- 英文名：Sidian
- 登場時期：寶可夢 地平線

《寶可夢 地平線》的反派角色。探夢隊幹部。
- 昂尼斯的寶可夢
  - 鹽石巨靈
  - 化石翼龍

阿蓋特（配音員：舞羽美海）
- 英文名：Chalce
- 登場時期：寶可夢 地平線

《寶可夢 地平線》的反派角色。探夢隊幹部。
- 阿蓋特的寶可夢
  - 恰雷姆
  - 天然鳥

姍瑚（配音員：大谷育江）
- 英文名：Coral
- 登場時期：寶可夢 地平線

《寶可夢 地平線》的反派角色。探夢隊幹部。
- 姍瑚的寶可夢
  - 冰鬼護
  - 吼叫尾（鬼胖丁）

吉爾（配音員：田邊幸輔）
- 英文名：Zirc
- 登場時期：寶可夢 地平線

《寶可夢 地平線》的反派角色。艾梅吉歐的手下，艾梅吉歐失蹤，與柯妮亞接受漢貝爾的請求，拿著基格爾德多面體，並且不被斯琵奈爾發現的情況下，尋找艾梅吉歐的下落，後來在母親出遊過的海島他，並且把基格爾德多面體交給他之後，回到探夢隊，並告知漢貝爾他還活著的消息。
- 吉爾的寶可夢
  - 鑽角犀獸
  - 盔甲鳥

柯妮亞（配音員：志田有彩）
- 英文名：Onia
- 登場時期：寶可夢 地平線

《寶可夢 地平線》的反派角色。艾梅吉歐的手下，艾梅吉歐失蹤，與吉爾接受漢貝爾的請求，拿著基格爾德多面體，並且不被斯琵奈爾發現的情況下，尋找艾梅吉歐的下落，後來在母親出遊過的海島他，並且把基格爾德多面體交給他之後，回到探夢隊，並告知漢貝爾他還活著的消息。
- 柯妮亞的寶可夢
  - 哥達鴨
  - 盔甲鳥

### 寶可夢聯盟及其他各大賽關係者

#### 冠軍与四天王
也慈（配音員：小林沙苗、七海弘希（旁支系列））
- 英文名：Geeta
- 登場時期：寶可夢 地平線

《寶可夢 地平線》的角色。帕底亞地區的首席冠軍訓練家，同时也是橘子学院的理事长和帕底亚宝可梦联盟的会长。
- 也慈的寶可夢
  - 晶光花（岩石属性太晶化）
  - 仆刀将军 （飞行属性太晶化）

妮莫（配音員：喜多村英梨、松井惠理子（帕底亚的课后时光）、內田彩（旁支系列））
- 英文名：Nemona
- 登場時期：寶可夢 地平線

《寶可夢 地平線》的角色。帕底亞地區的冠軍級訓練家。
- 妮莫的寶可夢
  - 布土撥→巴布土拨
  - 蝶结萌虻

辛俐（配音員：斋贺光希、白石涼子（旁支系列））
- 英文名：Rika
- 登場時期：寶可夢 地平線

《寶可夢 地平線》的角色。帕底亞地區的四天王之一，擅长地面系。
- 辛俐的寶可夢
  - 土王（地面属系太晶化）
  - 三地鼠

波琵（配音員：高岸美里亚、長繩麻理亞（旁支系列））
- 英文名：Poppy
- 登場時期：寶可夢 地平線

《寶可夢 地平線》的角色。帕底亞地區的四天王之一，也是迄今为止最年轻的训练家，擅长钢系。
- 波琵的寶可夢
  - 巨锻匠（钢属系太晶化）
  - 大王铜象

八朔（配音員：置鮎龍太郎）
- 英文名：Hassel
- 登場時期：寶可夢 地平線

《寶可夢 地平線》的角色。帕底亞地區的四天王之一，擅长龙系。
- 八朔的寶可夢
  - 戟脊龙（龙属系太晶化）
  - 蘋裹龍

青木（配音員：鸟海浩辅、堀內賢雄（旁支系列））
- 英文名︰Larry
- 登場時期：寶可夢 地平線

《寶可夢 地平線》的角色。帕底亞地區的四天王之一，同时也是帕底亚地区锦汇镇的道馆馆主，擅长一般系和飞行系。
- 青木的寶可夢
  - 姆克鹰（一般屬性太晶化，道馆馆主專用）
  - 土龍節節（兩節型態）
  - 藏饱栗鼠
  - 缠红鹤（飞行屬性太晶化，四天王專用）
  - 花舞鳥（啪滋啪滋風格）

#### 道館館主

##### 帕底亞地區
寇沙（配音員：中井和哉（動畫））
- 英文名：Brassius
- 登場時期：寶可夢 地平線

《寶可夢 地平線》的角色。帕底亞地區深缽鎮的草屬性道館館主。
- 寇沙的寶可夢
  - 樹才怪（草屬性太晶化）
  - 奧利紐

奇树（配音員：本渡楓（動畫）、菲魯茲·藍（帕底亚的课后时光、旁支系列））
- 英文名：Iono
- 登場時期：寶可夢 地平線

《寶可夢 地平線》的角色。帕底亞地區酿光市的电屬性道館館主。
- 奇樹的寶可夢
  - 電肚蛙
  - 梦妖魔（电属性太晶化）
  - 勒克猫→伦琴猫
  - 电海燕→大电海燕
  - 顽皮雷弹

阿枫（配音員：三石琴乃（動畫））
- 英文名：Katy
- 登場時期：寶可夢 地平線

《寶可夢 地平線》的角色。帕底亞地區圆模镇的虫屬性道館館主。
- 阿枫的寶可夢
  - 熊宝宝→圈圈熊（虫属性太晶化）
  - 烈腿蝗

古鲁夏（配音員：小林千晃（動畫）、花江夏树（旁支系列））
- 英文名：Grusha
- 登場時期：寶可夢 地平線

《寶可夢 地平線》的角色。帕底亞地區霜抹山的冰屬性道館館主。
- 古鲁夏的寶可夢
  - 七夕青鸟（冰属性太晶化）
  - 浩大鯨

青木
冠軍与四天王參照。
莱姆（配音員：齊藤貴美子（動畫）、木村昴（帕底亞的課后時光））
- 英文名：Ryme
- 登场时期：宝可梦 地平线

《宝可梦 地平线》的角色。帕底亚地区冰柜镇的幽灵属性道馆馆主。
- 莱姆的宝可梦
  - 墓扬犬
  - 颤弦蝾螈（幽灵属性太晶化）

莉普（配音員：永井真里子（動畫））
- 英文名：Tulip
- 登场时期：宝可梦 地平线

《宝可梦 地平线》的角色。帕底亚地区焙固镇的超能力属性道馆馆主。
- 莉普的宝可梦
  - 花洁夫人（超能力属性太晶化）
  - 超能豔鴕

海岱（配音員：間宮康弘（動畫））
- 英文名：Kofu
- 登场时期：宝可梦 地平线

《宝可梦 地平线》的角色。帕底亚地区玻瓶市的水属性道馆馆主。
- 海岱的宝可梦
  - 好勝毛蟹（水属性太晶化）
  - 三海地鼠

##### 伽勒爾地區
卡芜（配音员：东地宏树、井上和彥（旁支系列））
- 英文名：Kabu
- 登场时期：宝可梦 地平线
- 原型：剑&盾系列— 机擎竞技场训练家。

伽勒尔地区机擎市的火属性道馆馆主、火系专家。
- 卡芜的宝可梦
  - 焚焰蚣（超极巨化）

若叶（配音员：日高里菜）
- 英文名：Wakaba
- 登场时期：宝可梦 地平线

卡芜的学生，机擎道馆的实习馆主。
- 若叶的宝可梦
  - 小炭仔